# Question jurassienne
La Question jurassienne (en allemand : Die Jurafrage) désigne une période d’agitation politique en Suisse, marquée par un conflit identitaire et institutionnel opposant une partie du peuple jurassien au canton de Berne.
Ce conflit se manifeste par de nombreux événements aux dimensions culturelles, religieuses et sociales, survenus depuis l’intégration de l’ancienne principauté épiscopale de Bâle au canton de Berne, à la suite de la décision prise lors du Congrès de Vienne en 1815, et par conséquent à son rattachement à la Confédération suisse. Ces tensions prennent une ampleur particulièrement significative dans la seconde moitié du XXe siècle, marquée par des manifestations, des actes d’intimidation, des émeutes et des attentats. Elles atteignent leur paroxysme avec l’organisation, par le canton de Berne, d’un plébiscite visant à consulter la population jurassienne sur la création éventuelle d’un nouveau canton indépendant au sein de la Confédération suisse : la République et canton du Jura. Ce projet est approuvé par une majorité de la population jurassienne le 23 juin 1974.
Les consultations populaires qui s’ensuivent en 1975 entraînent une partition de la région historique du Jura en trois parties distinctes : la partie méridionale demeure sous l’autorité du canton de Berne, la partie orientale choisit de rejoindre le canton de Bâle-Campagne dans les années 1980-1990, tandis que la partie septentrionale, à la suite d’un vote populaire fédéral en 1978, devient officiellement un canton à part entière de la Confédération suisse et entre en souveraineté à compter du 1er janvier 1979.
La Question jurassienne ne trouve pas pour autant de résolution définitive. Par la suite, les milieux séparatistes, désormais favorables à la réunification de l’ensemble du Jura historique au sein de la même entité, poursuivent leurs efforts pour rattacher au canton du Jura les communes jurassiennes restées sous l’autorité bernoise.
Dans les années 1980 et 1990, une série d’événements institutionnels et violents ainsi que les révélations d’ingérences bernoises lors de certaines votations ont incité la Confédération suisse à engager un processus de médiation visant à résoudre durablement le conflit jurassien. Ce processus a abouti à une votation en 2013 concernant la création d’un nouveau canton regroupant l’ensemble du Jura historique. Bien que cette initiative ait été rejetée, elle a néanmoins permis à la ville de Moutier d’entamer une procédure de rattachement au canton du Jura. Ce transfert sera effectif au 1er janvier 2026, marquant ainsi, sur le plan institutionnel, l’aboutissement du processus de résolution et la conclusion officielle de la Question jurassienne.

## Chronologie

### Antécédents

#### De 999 à 1792

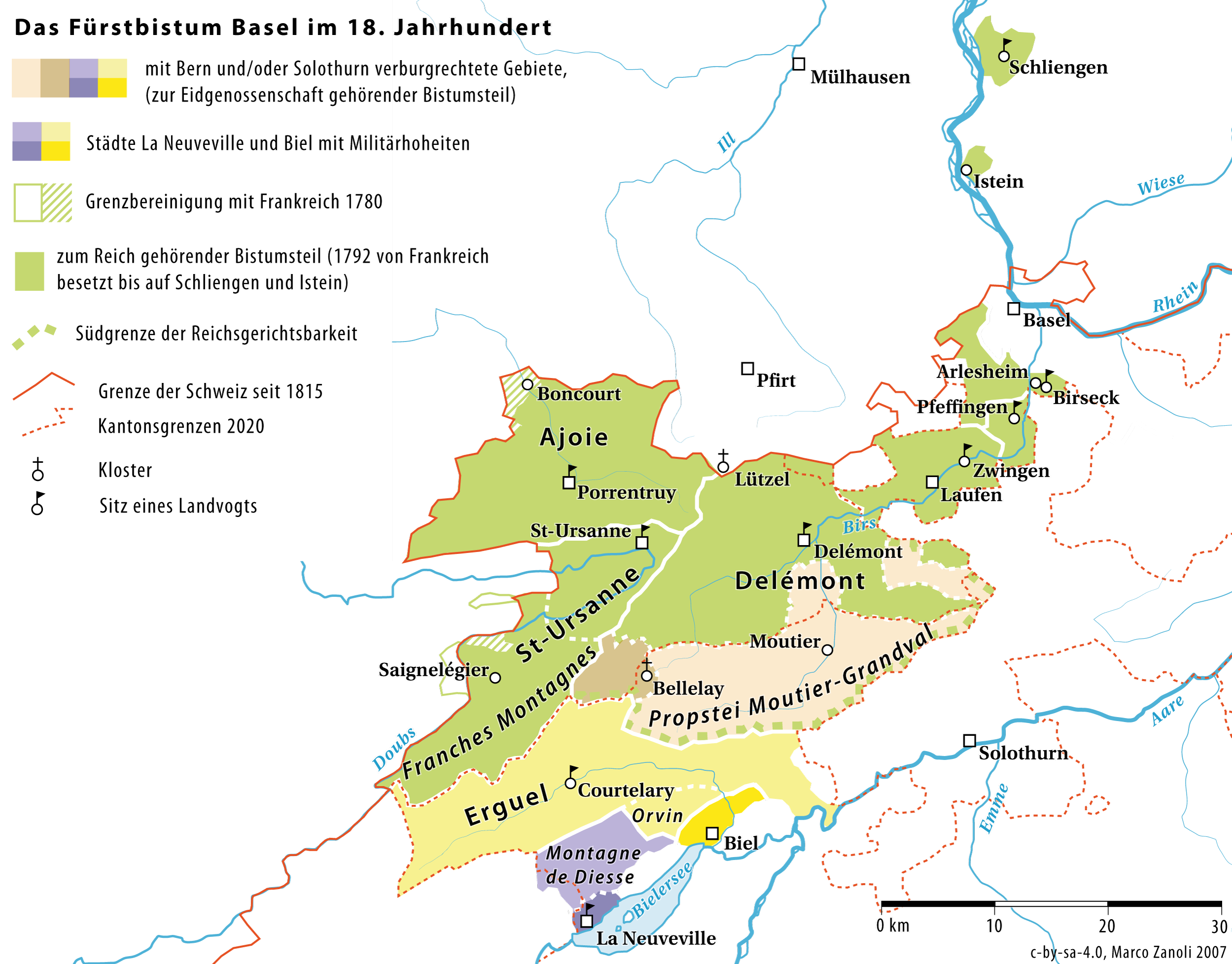
Le territoire de l'Évêché de Bâle au XVIIIe siècle.

En l'an 999, Rodolphe III de Bourgogne fait don de l'abbaye de Moutier-Grandval et de ses dépendances à l'Évêché de Bâle. Jusqu'au début du XIIIe siècle, les princes-évêques de Bâle exercent à la fois un pouvoir temporel et spirituel sur ces régions, bien qu'ils n'aient jamais réussi à maintenir une unité solide sur l'ensemble de leurs terres. Entre le XIIIe et le XVe siècle, la ville de Berne, dans le cadre de sa politique expansionniste, forge des alliances avec les bourgeoisies de plusieurs villes du sud de l'évêché, alliances qui évoluent par la suite en traités de combourgeoisie. Ces traités assurent un engagement militaire réciproque entre les parties en cas de conflit. Ces alliances affaiblissent alors le pouvoir temporel des princes-évêques sur plusieurs villes. Berne conclut des traités de combourgeoisie avec Bienne en 1352, La Neuveville en 1388 et Moutier en 1486, à la suite de conflits religieux qui introduisent la Réforme dans ces localités,,,.
La Réforme s'étend dans ces régions parallèlement à son essor dans le reste de la Suisse. En 1528, elle triomphe à Bâle, forçant le prince-évêque, Jacques-Philippe de Gundelsheim, à se réfugier au château de Porrentruy. Deux ans plus tard, Guillaume Farel se rend à Tavannes, où il entreprend d'y instaurer le protestantisme, rapidement adopté par les paroisses de la vallée.
Le 22 juin 1575, Jacques Christophe Blarer de Wartensee est élu prince-évêque de Bâle. Entre 1590 et 1597, il entreprend une rénovation complète du château de Porrentruy. Il fonde également le Collège des Jésuites dans la ville et soutient l'établissement d'une imprimerie, inaugurant ainsi une période de prospérité pour Porrentruy. Par ailleurs, il initie une politique de contre-réforme visant à restaurer l'unité politique et religieuse de son évêché,. Pour contrer les effets de la Réforme protestante dans son diocèse, et conformément aux condamnations émises par le concile de Trente, Jacques Christophe Blarer de Wartensee, avec l'appui des Capucins et des Jésuites, scelle une alliance avec les cantons catholiques. Cette alliance prend la forme d'un traité d'assistance mutuelle, officiellement signé à Lucerne le 28 septembre 1579 et solennellement juré à Porrentruy le 11 janvier 1580. Après avoir récupéré les seigneuries hypothéquées ainsi que les biens du chapitre dans la ville de Bâle, il entreprend la recatholicisation de Porrentruy et des différents bailliages. En réponse aux protestations de la ville de Bâle, un arbitrage fédéral est convoqué, donnant raison au prince-évêque. Celui-ci voit les combourgeoisies des vallées de Laufon, Delémont et des Franches-Montagnes annulées, et la ville de Bâle condamnée à lui verser 200 000 florins en dédommagement, un acte qui mènera à la guerre du Rappen quelques années plus tard. En 1599, il cherche à établir un accord similaire avec Berne, proposant que la ville de Bienne passe sous contrôle bernois en échange de la prévôté de Moutier-Grandval, afin d'y réintroduire le catholicisme. Cependant, Bienne, tout comme les cantons catholiques, réagit avec véhémence en apprenant cette négociation. Ce n'est qu'en 1606 qu'un traité permet de résoudre la question où Bienne confirme son allégeance au prince. Néanmoins, dans les bailliages du sud, les tentatives de reconquête catholique s'avèrent infructueuses.
Sous l'autorité du prince-évêque de Bâle, une division nette entre les régions nord et sud du Jura s'est établie. Sur le plan religieux, le nord a été recatholicisé, tandis que le sud est demeuré protestant, bien que toujours rattaché à l'évêché de Bâle. Cette distinction religieuse s'accompagne également d'une divergence politique : les régions méridionales, tout en conservant leurs liens avec le prince-évêque, ont acquis leur indépendance vis-à-vis du Saint-Empire romain germanique, alors que les régions septentrionales y sont restées intégrées. Ainsi, l'évêché de Bâle se compose de douze bailliages, dont neuf au nord demeurent sous la juridiction du Saint-Empire, tandis que les trois autres, situés au sud, sont alliés à la Confédération. La prévôté de Moutier-Grandval, quant à elle, est liée à Berne par une combourgeoisie depuis 1486.

#### De 1792 à 1815

Le département du Mont-Terrible (25 mars 1793-17 février 1800).

En 1792, la Principauté épiscopale de Bâle, vassale du Saint-Empire romain germanique, s'effondre face aux troupes de la Révolution française. La République française s'empare alors de son territoire. Le 17 décembre de la même année, les autorités françaises proclament la République rauracienne, qualifiée de « République sœur ». Cette dernière regroupe uniquement les actuels districts de Delémont, Porrentruy, Franches-Montagnes, Laufon, ainsi que les régions de La Courtine et du Birseck.
La France vise, cependant, l'annexion de l'ancien Évêché dans son ensemble. Le 23 mars 1793, la République rauracienne est dissoute et annexée au territoire français le 25 mars pour former le département du Mont-Terrible, à l'exception du bailliage de Schliengen, situé de l'autre côté du Rhin. Les régions protestantes du sud, comprenant les actuels districts de Courtelary, La Neuveville et Bienne ainsi que la prévôté de Moutier-Grandval, abrite une majorité d'anabaptistes avait fui les persécutions des villes et des régions du Plateau suisse. Formant ainsi une minorité alémanique significative, ceux-ci bénéficient de l'épargnement grâce à leurs alliances avec la Confédération suisse, notamment avec Berne et Fribourg. Cependant, cette neutralité prend fin avec l'invasion de la Suisse par Napoléon en 1798,. Ces régions, ainsi que la ville de Bienne, sont alors intégrées au département du Mont-Terrible. Le 17 février 1800, le Mont-Terrible est dissous et ses territoires sont rattachés au département du Haut-Rhin.

### XIXesiècle

#### De 1815 à 1900

##### Congrès de Vienne et rattachement à Berne
La défaite de Napoléon entraîne une redistribution des territoires européens. Lors des négociations du Congrès de Vienne, le territoire jurassien, désigné comme la « Principauté de Porrentruy », est représenté par Melchior Delfils et Conrad de Billeux. Ces derniers, aux côtés des représentants de la ville de Bienne et des grandes familles de Delémont et de Courtelary, revendiquent la création d'un canton indépendant, idéalement dirigé par le prince-évêque de Bâle. Toutefois, les délégations suisses ne tiennent pas compte de cette demande, étant particulièrement préoccupées par le sentiment revanchard du canton de Berne, qui a perdu le Pays de Vaud et la Basse-Argovie, récemment devenus indépendants en 1798. Après neuf mois de négociations, le Congrès de Vienne annonce ses décisions concernant la Suisse le 20 mars 1815. En plus de la proclamation de la neutralité perpétuelle de la Suisse, il est décidé d'intégrer la République de Genève, la Principauté de Neuchâtel et l'ancienne République rhodanienne sous forme de cantons. La « Principauté de Porrentruy » est finalement rattachée au canton de Berne, tandis que les territoires de Birseck et Pfeffingen sont annexés au canton de Bâle,.
Accompagnant l'annexion des territoires, un Acte de réunion est élaboré pour chacun des deux cantons. Concernant Berne, l'Acte comprend vingt-cinq articles. Neuf d'entre eux portent sur la garantie de la religion catholique comme culte public dans les communes où elle était établie, abordant des questions telles que l'évêché, l'enseignement religieux, le choix et la rémunération des curés, ainsi que la pension du prince-évêque. D'autres articles traitent de la situation juridique des Jurassiens, de la liberté de religion pour les anabaptistes, du maintien ou de l'abolition des codes civil et pénal français, des questions fiscales, du rétablissement des bourgeoisies et du régime particulier de la ville de Bienne.
Cependant, le canton de Berne exprime certaines réticences face à cette annexion, en raison de la diversité des traditions locales, de l'absence d'unité entre un Nord catholique et un Sud réformé, ainsi que de l'influence d'anciennes coutumes et d'une législation française moderne. Néanmoins, le canton finit par accepter l'annexion et signe l'Acte de Réunion le 14 novembre 1815 à Bienne, intégrant le Jura à son territoire le 21 décembre 1815. Certains hommes politiques bernois, cependant, considèrent cette compensation pour la perte du Pays de Vaud et de la Basse-Argovie comme peu satisfaisante, évoquant, selon une formule devenue célèbre, « un méchant grenier à la place d'une cave et d'une grange ».

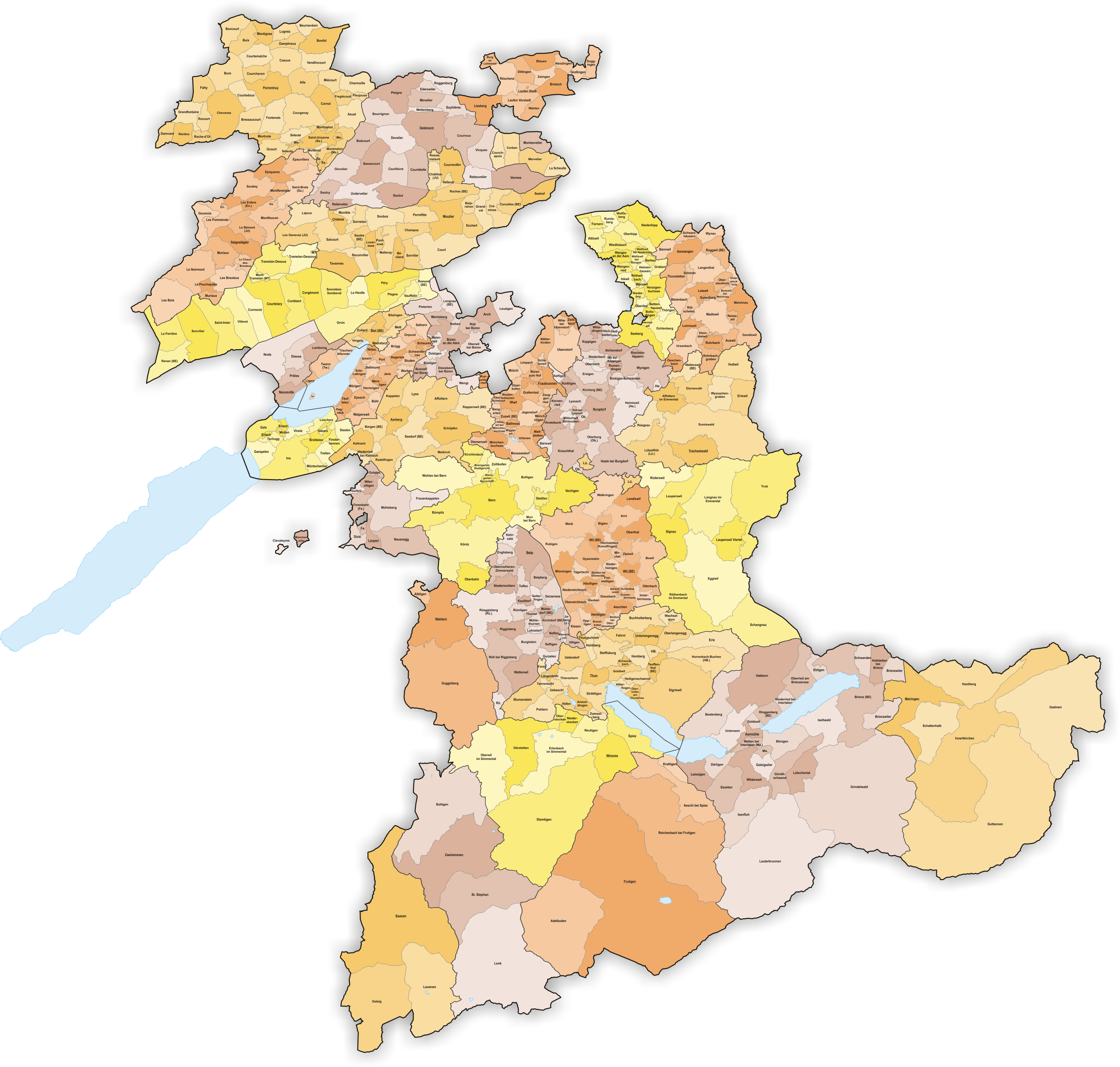
Carte du canton de Berne en 1849.

##### Première Question jurassienne
À partir du rattachement du Jura au canton de Berne, la cohabitation entre les Jurassiens et Berne ne pose pas de problèmes majeurs. Cependant, de profondes divergences émergent après les révolutions de 1830. L'origine de ces mécontentements réside en partie dans des divergences culturelles, linguistiques, juridiques et religieuses.
Le 31 juillet 1826, Xavier Stockmar, Olivier Seuret, Auguste Quiquerez et Louis Quiquerez se réunissent au château de Morimont pour prêter le « Serment de Morimont », dans le but de « délivrer le Jura de l'oligarchie bernoise ». Par ce serment, les quatre protagonistes fondent le premier mouvement de séparatisme. Xavier Stockmar compose alors un chant populaire intitulé la Rauracienne. Un second mouvement séparatiste émerge en réponse à la volonté des autorités bernoises et d'autres cantons réformés de soumettre l'Église catholique à l'autorité de l'État, à l'instar de ce qui est déjà en vigueur pour l'Église réformée.
En 1830, Xavier Stockmar publie une proclamation réclamant l'autonomie du Jura par rapport à l'Ancien canton. Parallèlement, dans le vallon de Saint-Imier, le pasteur Charles-Ferdinand Morel accuse le Conseil-exécutif bernois de chercher à « germaniser les districts jurassiens du sud ». En réaction, le Grand Conseil bernois émet un appel à dénoncer tous les groupes aux idées séparatistes, un appel que les communes jurassiennes refusent d'afficher. Les manifestations en faveur du séparatisme se multiplient, incitant le Conseil-exécutif bernois à ordonner l'arrestation de Xavier Stockmar, qui, en janvier 1831, a levé une troupe de patriotes, occupé Delémont et renversé le bailli de Moutier. C'est en 1833 que le terme de « Question jurassienne » apparaît ; le Conseil-exécutif bernois demande alors aux préfets jurassiens de dénoncer tout groupe aux aspirations séparatistes. En 1839, Xavier Stockmar est révoqué du Grand Conseil bernois et se voit contraint de s'exiler en France l'année suivante. Les députés sympathisants, réunis à Glovelier, renouvellent leur demande d'autonomie pour le Jura et érigent plusieurs arbres de la liberté dans la région de Courtelary.

Entre 1832 et 1839, plusieurs troubles éclatent dans les districts jurassiens. Le Jura est alors occupé à plusieurs reprises par des troupes bernoises, qui emprisonnent et imposent des amendes aux manifestants. Le 11 février 1847, la Société jurassienne d'émulation est fondée à Porrentruy par Xavier Stockmar et douze autres personnes. Cette société, apolitique et interjurassienne, a pour objectif de promouvoir et de valoriser le patrimoine historique du Jura, de soutenir la création artistique et d'encourager la recherche dans divers domaines culturels. En 1863, les députés bernois d'origine jurassienne parviennent à démontrer que, depuis 1815, leurs concitoyens paient proportionnellement plus d'impôts que les contribuables de l'ancien canton, avant de quitter la salle du Grand Conseil bernois.

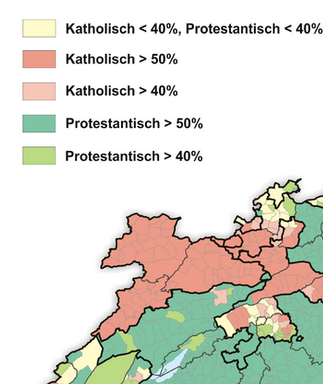
Aspect confessionnel.

Bien que l'Acte de réunion de 1815 reconnaisse la liberté de conscience, le Kulturkampf sévit dans le Jura, majoritairement catholique. En 1867, le Grand Conseil bernois supprime un certain nombre de fêtes catholiques, tandis que le Conseil-exécutif bernois interdit aux religieuses d'enseigner dans les écoles publiques. En 1873, l'évêque de Bâle est destitué de ses fonctions. Par la suite, trente-sept prêtres et deux cent vingt-six laïcs sont incarcérés, et plusieurs personnes se réfugient en France. La population jurassienne résiste en faisant revenir secrètement les prêtres, qui célèbrent la messe clandestinement dans des granges. Ce n'est qu'en 1874, avec l'adoption de la nouvelle Constitution fédérale, que les tensions religieuses commencent à s'atténuer. La Confédération ordonne au canton de Berne d'annuler les mesures discriminatoires. De ces années difficiles pour la communauté catholique naîtra une volonté d'indépendance,.
Néanmoins, l'Acte de réunion imposé à Berne en 1815 est progressivement démantelé par ce dernier. En 1865, une réforme fiscale est imposée aux Jurassiens, suivie de l'instauration du code civil bernois, qui remplace le Code civil français établi en 1804. Enfin, le référendum de 1869 soumet le Jura à « la loi du nombre d'électeurs alémaniques ». Les autorités bernoises entament alors un processus de germanisation de la région en créant une soixantaine d'écoles de langue allemande. En réaction, les Jurassiens expriment leur mécontentement par les urnes : en 1878, ils rejettent le projet de révision de la Constitution bernoise de 1846. En 1885, ils s'opposent au projet de Constitution révisée par 15 715 voix contre 4 581. Un troisième refus a lieu en 1888, avec un vote de 9 781 voix contre 2 167. Le 4 juin 1893, la population bernoise approuve la nouvelle Constitution bernoise par 56 424 voix pour et 15 565 contre. Toutefois, le Jura la rejette avec 9 984 voix contre 2 189. Cette nouvelle Constitution néanmoins adoptée supprime toute individualité politico-juridique pour les citoyens jurassiens, entraînant l'abrogation de tous les articles de l'Acte de réunion.
En 1898, le Conseil-exécutif bernois, dans le but d'éviter l'émergence d'un culte du passé jurassien distinct de celui du canton de Berne, décide de transférer à Berne les archives de l'ancienne principauté jurassienne ainsi que celles de la période française, auparavant conservées à Porrentruy.

### XXesiècle

#### De 1900 à 1940
Dès 1900, les implantations d'écoles de langue allemande deviennent plus significatives. Les débats au Grand Conseil bernois et au Conseil national à ce sujet s'avèrent particulièrement virulents. Les Jurassiens accusent les autorités bernoises de tenter de germaniser la région. Certains députés bernois évoquent même la possibilité d'une séparation du territoire et du transfert du district de Laufon au demi-canton de Bâle-Campagne. Trois ans plus tard, en 1903, Albert Joray fonde la Société jurassienne de développement, renommée Pro Jura en 1938. Cette société a pour objectif de promouvoir l'attrait touristique et culturel de la région jurassienne.
En 1910, le Conseil-exécutif bernois exprime son souhait d'organiser une manifestation en 1915 pour célébrer le centenaire du rattachement du Jura au canton de Berne. Cependant, les réactions défavorables et l'opinion publique jurassienne font échouer ce projet.
Dès 1913, à la demande des autorités bernoises, le Bureau topographique fédéral procède à la germanisation des noms des villages d'Elay, qui devient Seehof, et de La Scheulte, qui devient Schelten. À la suite de cette décision, Léon Froidevaux publie un article séparatiste dans le journal Petit Jurassien. Prenant en considération une requête du Conseil communal de La Scheulte et de la Société jurassienne d'Émulation, le Conseil-exécutif bernois décide de réexaminer sa décision. Il invite alors les communes d'Elay et de La Scheulte à choisir entre la dénomination française ou allemande. Par votation, les deux communes optent toutefois pour la dénomination allemande.

Le 19 octobre 1913, une assemblée de notables réunie à Delémont accepte de déterrer l'idée d'organiser la célébration du centième anniversaire du rattachement du Jura au canton de Berne. Alfred Ribeaud, vice-président de la Société jurassienne d'Émulation, propose alors de créer un drapeau pour le Jura. Celui-ci est conçu par l'héraldiste neuchâtelois Jean Grellet, qui élabore un drapeau arborant la crosse de Bâle et un faisceau, accompagné de la devise « Vivre libre ou mourir »,. Cependant, ce drapeau tombe rapidement dans l'oubli. Avec le déclenchement de la Première Guerre mondiale et les tensions croissantes entre les communautés romandes et alémaniques, la célébration du centenaire est reportée à une date ultérieure, qui ne sera finalement jamais fixée. C'est dans ce contexte que Léon Froidevaux exprime à nouveau, dans le Petit Jurassien du 19 février 1915, son souhait de séparation entre le Jura et Berne. Il écrit, sous le titre « Autonomie jurassienne », que « le Jura est l'Alsace-Lorraine des Bernois ». Le 5 mars, son journal est suspendu par le Conseil fédéral, mais il réapparaît sous un autre nom six jours plus tard : Le Drapeau jurassien. Léon Froidevaux y dénonce la germanophilie des officiers supérieurs de l'armée suisse et, le 26 mars, il est condamné à quatorze jours de prison par la justice militaire.

Drapeau de la Principauté épiscopale de Bâle, utilisé comme emblème identitaire du peuple jurassien de 1917 à 1947.

Le 24 avril 1917, le premier Mouvement séparatiste jurassien est fondé sous la présidence d'Albert Eberhardt, qui, confronté à des menaces, doit démissionner. Il est alors remplacé par Louis Merlin. Alfred Ribeaud, devenant l'animateur principal du mouvement, s'emploie à faire connaître la problématique jurassienne à l'ensemble de la Suisse et propose la création d'un canton du Jura : « Nous voulons rompre la chaîne qui nous lie...et rien ne saurait nous en empêcher, ni les chevaliers de l'assiette au beurre, ni la fosse aux ours tout entière. Nous sommes prêts ! ». Il publie plusieurs écrits, tels que Introduction à l'étude de la Question jurassienne, Au temps des cerises, La Question jurassienne et Nous voulons l'autonomie. Le Mouvement séparatiste jurassien s'engage également dans la constitution d'un Comité pour la création d'un canton du Jura, comprenant une commission exécutive. Toutefois, ce projet demeure à l'état de latence. Ce premier mouvement échoue en partie en raison de l'isolement de ses initiateurs, coupés des milieux populaires.
La grande crise économique des années 1930 touche profondément les ouvriers jurassiens, suscitant un fort ressentiment à leur égard envers Berne. Se plaignant tantôt de l'insuffisance des aides, tantôt des retards dans l'octroi de secours, ou encore des humiliations infligées aux chômeurs, ils organisent une marche en grand nombre sur la préfecture de Courtelary.

#### De 1940 à 1970
Les historiens situent généralement l'émergence de la Question jurassienne sous sa forme actuelle dans les années 1940. En effet, dès 1943, la Société jurassienne d’Émulation et Pro Jura adressent plusieurs requêtes au Conseil-exécutif bernois concernant le « problème jurassien ». Cependant, en 1946, le Conseil-exécutif bernois entreprend une germanisation administrative de la commune du Mont-Tramelan, avec l'intention d'étendre cette démarche à d'autres communes environnantes à majorité germanophone. Par ailleurs, de nombreuses écoles primaires de langue allemande continuent de s'ouvrir. Ces actions, qui portent atteinte au principe de territorialité des langues, suscitent une vive indignation parmi les Jurassiens et exacerbent considérablement les tensions.

##### «Affaire Moeckli»
Pour apaiser les tensions croissantes, le Conseil-exécutif bernois propose au Grand Conseil bernois, le 9 septembre 1947, d'attribuer à Georges Moeckli, conseiller d'État socialiste, la direction du Département des travaux publics et des chemins de fer, un poste stratégique en raison du développement des transports après la Seconde Guerre mondiale. Cependant, sous l'impulsion du député PAB Hans Tschumi, le Grand Conseil bernois rejette cette proposition par 92 voix contre et 62 pour, arguant que la maîtrise insuffisante du dialecte bernois par Moeckli pourrait poser des problèmes de communication : « Je m'oppose à ce changement car la majorité des habitants du canton de Berne ne peuvent pas s'adresser en français à monsieur Moeckli ». Finalement, c'est le socialiste Samuel Brawand (de) qui obtient ce poste. Cette décision suscite indignation et révolte dans le Jura, et dès le 13 septembre, l'Association pour la défense des intérêts du Jura, rejointe par la Société jurassienne d’Émulation, proteste contre l'éviction de Moeckli. Les députés jurassiens et ceux de la Bienne romande, réunis au sein de la « Députation jurassienne » pour défendre les intérêts de la région, demandent un réexamen de cette décision. Le 17 septembre, le Grand Conseil bernois refuse cette requête par 68 voix contre et 66 pour,. Le président du parlement de l'époque déclare : « J'espère que cette décision ne laissera pas de sentiments d'amertume ».

##### Lutte des idées
Le 20 septembre 1947, sous l'initiative de René Fell, une manifestation regroupant 2 000 personnes se tient devant l'Hôtel de Ville de Delémont. Lors de cet événement, plusieurs intervenants, dont Pierre Marti, Arthur Juillerat, Daniel Charpilloz, Joseph Chételat, Émile Giroud, Virgile Moine, Jean Gressot et Georges Diacon, prennent la parole pour revendiquer la « libération du Jura ». 

« Le Jura peut et doit former un canton »

— Daniel Charpilloz, industriel et directeur de Malleray Watch

En conséquence, un Comité d'action pour la défense des droits du Jura, qui sera ultérieurement renommé « Comité de Moutier », est constitué à Delémont le 2 octobre par Louis Bueche et René Steiner, rassemblant 23 membres. Ce comité a pour mission d'établir un catalogue de revendications et de mener des « études juridiques, constitutionnelles, économiques et financières sur la question d'une éventuelle autonomie jurassienne »,. En réponse à ces initiatives, le Conseil-exécutif bernois informe le Grand Conseil bernois de la résurgence des idées séparatistes dans le Jura, affirmant son intention de ne jamais accorder l'indépendance à ce territoire, en soulignant l'existence d'autres cantons bilingues au sein de la Confédération. Sous l'impulsion de Daniel Charpilloz, le deuxième Mouvement séparatiste jurassien (MSJ) est fondé le 30 novembre 1947 à Moutier, avec la participation de Roland Béguelin, Roger Schaffter et 19 autres personnes. Ce groupe réclame la séparation du territoire jurassien du canton de Berne afin de créer un nouveau canton au sein de la Confédération, englobant les sept districts de Delémont, Porrentruy, Les Franches-Montagnes, Moutier, Courtelary, La Neuveville et Laufon,. Toutefois, une difficulté particulière se pose : celle du district de Laufon, à majorité germanophone. Pour répondre à cette situation, le Mouvement séparatiste jurassien envisage d'accorder un statut spécial à ce district dans la perspective de la création d'un futur canton.

Drapeau identitaire du peuple jurassien utilisé dès 1947 (imaginé par Paul Boesch la même année).

À la fin de l'année, à la demande de Pro Jura, un nouveau drapeau identitaire au peuple jurassien est conçu par Paul Boesch et adopté par les mouvements séparatistes. Le 6 février 1948, la société coopérative du Jura Libre est fondée par Roland Béguelin, Roger Schaffter et Roger Chatelain. Cette société d'édition publiera leur nouveau journal de propagande séparatiste, Le Jura Libre; son premier numéro sort le 13 février suivant. Finalement, le 30 avril de la même année, le « Comité de Moutier » remet aux autorités bernoises une brochure intitulée La Question jurassienne présentée au Gouvernement du Canton de Berne, qui énonce ses revendications économiques, culturelles et politiques. Ce document se conclut par une demande d'un système fédéraliste et bicaméral au sein de l'État de Berne, ainsi que l'octroi de garanties constitutionnelles pour la minorité linguistique. En ne réclamant pas une séparation nette du territoire, le Mouvement séparatiste jurassien considère que le rapport est peu concluant et juge le « Comité de Moutier » insuffisamment combatif. Cependant, il insiste sur l'importance de faire reconnaître le peuple jurassien vivant dans le canton de Berne dans la Constitution bernoise comme première étape. À partir de ce moment, le Mouvement séparatiste jurassien s'engage à diffuser cet objectif de séparation cantonale à l'ensemble de la population jurassienne, en multipliant tracts, démarchages et manifestations. De son côté, le Conseil-exécutif bernois rejette toutes les revendications formulées dans le rapport du « Comité de Moutier ».
Le 18 septembre 1948, en commémoration de l'« Affaire Moeckli », la première Fête du peuple jurassien est organisée, s'étalant sur trois jours. Cet événement est désormais célébré chaque année.
À partir du 3 mai 1949, plusieurs associations jurassiennes sollicitent l'homologation du drapeau jurassien auprès des autorités bernoises.

##### Reconnaissance
Redoutant une aggravation de la situation, les autorités bernoises soumettent, le 12 septembre 1949, plusieurs propositions d'articles à intégrer à la Constitution bernoise, dans le but de répondre à la question jurassienne et aux revendications émergentes (répertoriées sous le nom de Livre blanc). Ces propositions incluent la reconnaissance d’un « peuple jurassien », le respect de la parité linguistique dans les actes administratifs, la représentation du Jura au sein du Conseil exécutif bernois, ainsi que des mesures constitutionnelles de protection en faveur de cette région. Soumises au vote de l'ensemble de la population bernoise le 29 octobre 1950, ces modifications sont adoptées par 69 089 voix contre 7 289,.
Bien que largement soutenues, ces réformes apparaissent insuffisantes aux yeux du Mouvement séparatiste jurassien. Afin de fédérer l’ensemble des Jurassiens autour de l’objectif commun de l’indépendance, Roland Béguelin lance une campagne de ralliement. Avec la collaboration de Roger Schaffter, il revisite le chant populaire ajoulot La Rauracienne, en en modifiant les paroles, et le rebaptise La Nouvelle Rauracienne, qui devient l’hymne des séparatistes,. Le 9 septembre 1951, soucieux d’affirmer son caractère apolitique et non confessionnel, le Mouvement séparatiste jurassien se rebaptise Rassemblement jurassien (RJ). Trois jours plus tard, le Conseil exécutif bernois publie un arrêté officialisant la reconnaissance d’un drapeau jurassien pour la région.
Les revendications séparatistes ne faiblissant pas et à la suite de la dissolution du « Comité de Moutier », le Conseil exécutif bernois envisage la création d'un organisme pro-bernois. Ainsi, le 14 novembre 1952, Eric Dellenbach, René Gagnebin, René Vuilleumier, Philippe Monnier et Roland Stähli fondent l’Union des patriotes jurassiens (UPJ) à Reconvilier. Cet organisme, fermement pro-bernois et opposé à toute velléité de séparation, défend les nouveaux articles constitutionnels bernois récemment adoptés et s’oppose à toute idée de scission du territoire jurassien. En août 1953, l’Union des patriotes jurassiens lance son journal de propagande, Le Jurassien.
Parallèlement, les mouvements séparatistes réclament que la Confédération organise rapidement un plébiscite d’autodétermination pour le Jura. Le Conseil exécutif bernois rétorque que l'organisation d'un tel plébiscite relève non de la Confédération, mais du canton concerné, conformément aux dispositions de la Constitution fédérale qui garantit l'intégrité territoriale des cantons.
Tout au long de l'année, le Rassemblement jurassien multiplie les manifestations et actions dans diverses villes et villages du Jura. Les milieux antiséparatistes, de leur côté, s’organisent également et engagent la lutte. L’Union des patriotes jurassiens publie une pétition contre la séparation du Jura et des contre-manifestations sont organisées dans les localités jurassiennes. Des sections locales des deux camps, tant du Rassemblement jurassien que de l’Union des patriotes jurassiens, se forment dans les différents districts et villages clés.
Face à cette montée des tensions, les autorités bernoises déclarent leur ferme intention de « s'opposer par tous les moyens à la séparation » tout en appelant à la modération et à une compréhension mutuelle. À partir de 1955, le Rassemblement jurassien évoque l’idée de lancer une initiative, qu’elle soit fédérale ou cantonale, portant sur l’autodétermination des sept districts jurassiens.

##### Première place d'armes
L'affaire de la « la place d'armes des Franches-Montagnes » jouera un rôle de catalyseur dans la Question jurassienne. En 1956, le Département militaire de la Confédération, qui s'intéressait déjà à cette région depuis les années 1940, engage secrètement des démarches en vue d'acquérir environ 350 hectares de terres agricoles pour y implanter une place d'armes destinée aux blindés. Une fois informée, la population des vingt communes concernées exprime fermement son opposition, soutenue par une majorité des Jurassiens. Face à cette vive contestation et au contexte délicat dans la région, la Confédération décide de renoncer au projet et revend les terres acquises au canton de Berne, tout en conservant un droit de préemption. Le canton de Berne justifie alors cet achat en déclarant avoir acquis ces terrains afin « d'empêcher une affectation de ces immeubles contraire aux vœux de l'opinion publique de la région ».

##### Première votation

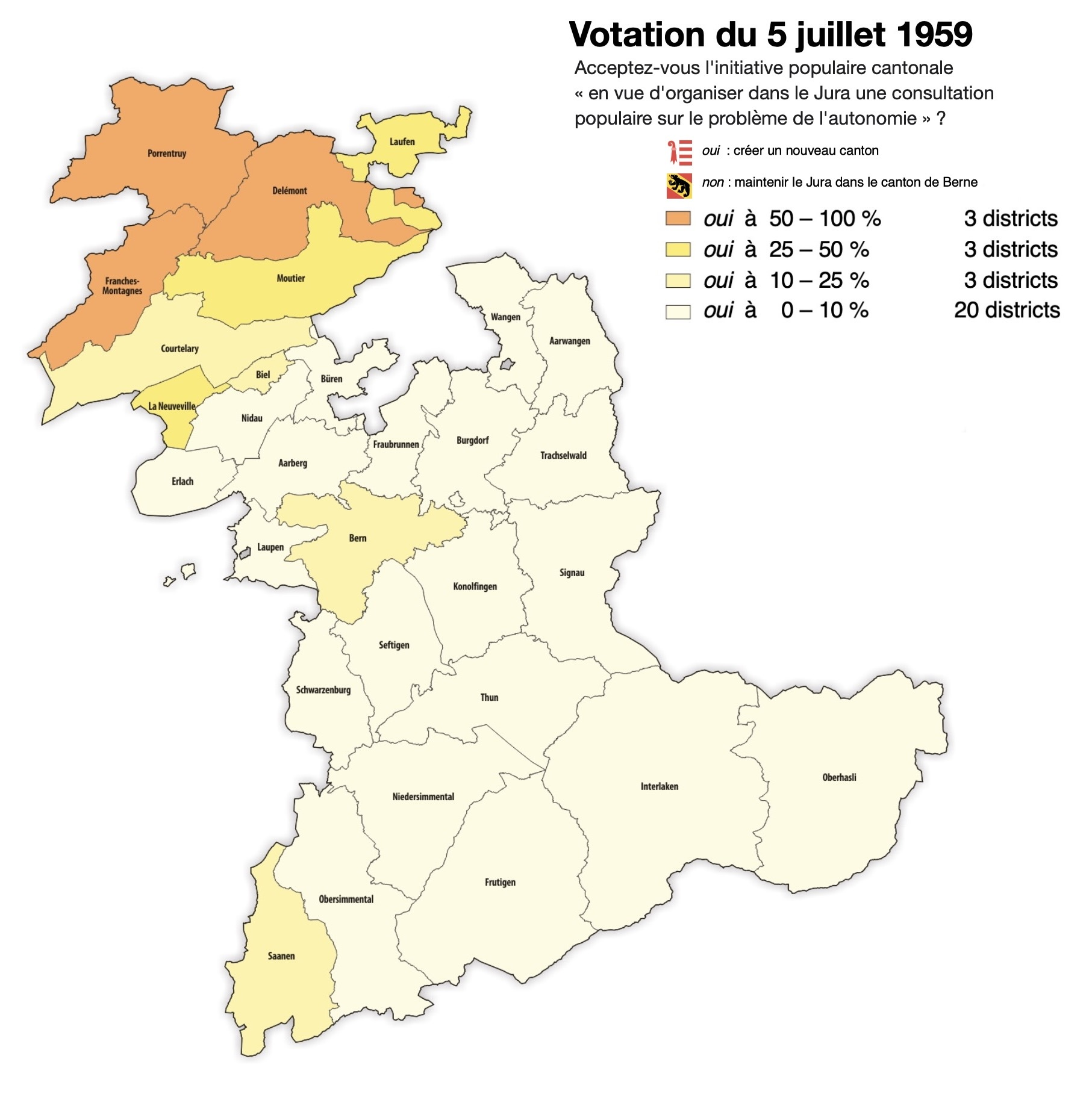
Carte du résultat de l'initiative populaire cantonale bernoise du 5 juillet 1959.

Le 3 août 1957, le Rassemblement jurassien annonce le lancement d'une initiative cantonale « en vue d'organiser dans le Jura une consultation populaire sur le problème de l'autonomie ». Si cette votation aboutit favorablement, une initiative fédérale sera déposée en vue de demander la reconnaissance du Jura en tant que canton à part entière. L'initiative cantonale est officiellement lancée le 1er septembre et recueille 23 336 signatures ou 24 007 signatures (Seules 23 336 signatures sont acceptées par la Chancellerie bernoise). Elle est déposée à la Chancellerie bernoise le 14 novembre 1958. Les autorités bernoises jugent l'initiative irrecevable. En effet, la demande consiste en l'organisation d'un plébiscite exclusivement dans le Jura, soit une consultation populaire sans valeur juridique et limitée à une seule partie du canton, ce qui contrevient à la Constitution. Cependant, en raison de l'importance de la question soulevée, les autorités bernoises décident malgré tout d'accepter l'initiative en se fondant sur le principe du droit à l'initiative. Elle est finalement soumise à votation cantonale le 5 juillet 1959 avec la question « Souhaitez-vous qu'une consultation populaire soit organisée dans le Jura afin de sonder l'opinion des Jurassiens quant à une séparation du Jura d'avec Berne ? »,. Le Rassemblement jurassien subit alors un revers, la population bernoise rejette l'initiative à 77,6 % avec 80 141 voix contre 23 130. Le taux de participation est de 41,2 %,,,,; dans le Jura même, l'initiative est rejetée par 16 355 voix contre 15 159, soit 51,9 % de non contre 48,1 % pour le oui,. Le oui l'emporte néanmoins dans trois des sept districts jurassiens. Ce refus marqué dans quatre des sept districts jurassiens reflète la crainte de devenir minoritaire sur le plan religieux dans un nouveau canton à légère majorité catholique. De plus, sur le plan économique, le contexte est celui d'une crise préoccupante.
Le Rassemblement jurassien attribue cet échec à l'immigration massive d'Alémaniques dans la partie méridionale du Jura au cours du XIXe siècle, qu'il accuse d'avoir influencé le résultat du scrutin. Selon l'association, ce résultat illustre clairement une « colonisation germanophone ayant été trop loin et ayant rongé le Jura industriel du Sud ». En outre, il critique l’organisation de cette votation, estimant que les lois bernoises en vigueur désavantagent le peuple jurassien.

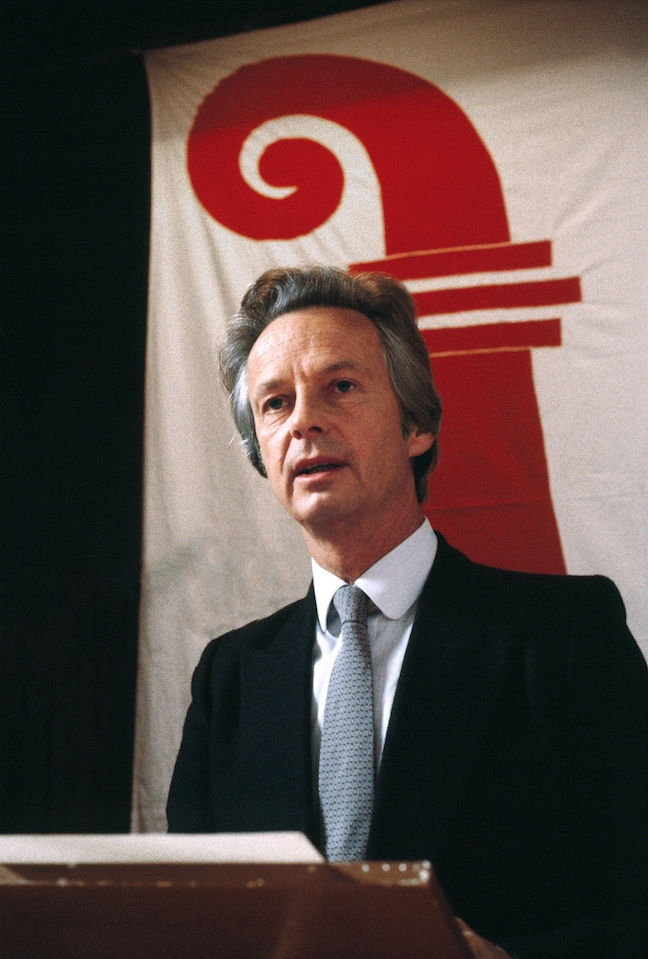
Roland béguelin, secrétaire général du RJ de 1953 à 1991.

Malgré cet échec, le Rassemblement jurassien ne se résigne pas. Sous la direction de ses leaders, notamment Roland Béguelin, l'association entreprend une restructuration en profondeur. Les membres du Rassemblement jurassien décident d’intensifier les manifestations et actions militantes, tout en misant résolument sur la mobilisation de la jeunesse. Dès 1960, l'association projette de lancer quatre nouvelles initiatives cantonales afin d’améliorer les conditions des Jurassiens. Béguelin abandonne le discours géographique du Jura historique au profit d'une approche axée sur le Jura ethnique. Selon lui, la question ne relève plus d'une délimitation territoriale, mais d'une question d'identité. Le peuple jurassien représente les francophones, tandis que les germanophones et les immigrants d'origine bernoise ne devraient pas avoir voix au chapitre sur ce sujet. C'est dans ce contexte qu'une difficulté se pose : le cas particulier du district de Laufon. Bien qu'historiquement jurassien, ce district, majoritairement germanophone, est exclu du projet d'intégration au futur canton du Jura. Le Rassemblement jurassien admet alors la possibilité d'un canton du Jura composé de six districts francophones.
La même année, le député PDC au Grand Conseil bernois, Jean Wilhelm, issu du courant séparatiste, critique les deux représentants du Jura au Conseil exécutif bernois, Virgile Moine et Henri Huber, ce qui lui vaut une suspension de la Députation jurassienne. Cette décision suscite de nombreuses manifestations de protestation. Par ailleurs, le député PAB au Grand Conseil bernois, Hans Tschumi, représentant le courant antiséparatiste, et le président du Rassemblement jurassien, André Francillon, se portent candidats à l'élection du siège jurassien au Conseil exécutif bernois. Les partisans des deux camps lancent alors une campagne en faveur de leurs candidats respectifs. Finalement, Hans Tschumi est élu le 24 avril, bien qu'il exprime des regrets d'avoir été à l'origine de « l'Affaire Moeckli » en 1947.
Sous l'impulsion de Roland Béguelin, l'Association suisse des Amis du Jura Libre (SAJL) est fondée le 9 décembre 1961. Cette association regroupe des membres non jurassiens de l'arc lémanique et vise à sensibiliser les personnalités et les intellectuels romands à la Question jurassienne à travers des conférences et des initiatives diverses.
Le 22 juin 1962, sous l'initiative de Marcel Brêchet et Michel Gury, se constitue un groupe issu de la jeunesse séparatiste du Rassemblement jurassien : le Groupe Bélier,.

##### «Les années de braises»
L'expression « Les années de braises » désigne la période allant de 1962 à 1975, durant laquelle les tensions entre les séparatistes jurassiens et les pro-bernois atteignent leur paroxysme. Cette époque se caractérise par des échauffourées, des menaces envers des élus politiques, des boycotts de commerces et restaurants appartenant aux adversaires, des actes de vandalisme, des dégradations de drapeaux, ainsi que des protestations et des attentats visant des infrastructures.

###### Deuxième place d'armes
En 1962, le Département militaire de la Confédération relance son projet d'implantation dans les Franches-Montagnes, cette fois avec l'intention d'y établir un centre militaire pour les chevaux ainsi qu'une place d'armes pour la cavalerie. Pour ce faire, le canton de Berne revend les terres concernées à la Confédération. La population locale, qui s'était déjà fermement opposée à la création d'une place d'armes six ans auparavant, se sent trahie par les autorités fédérales et par le Conseil-exécutif bernois,. Les séparatistes saisissent cette affaire pour illustrer l'inaction du canton de Berne face à la Confédération et son incapacité à défendre la volonté des Jurassiens. C'est dans ce climat de tensions que le Front de Libération Jurassien (FLJ) voit le jour. Les 2 et 3 septembre 1962, les premiers tags du « FLJ », peints en rouge, apparaissent sur trois écussons bernois ainsi que sur plusieurs grands panneaux de signalisation à Aesch, Brislach, Lucelle (de), sur la sentinelle des Rangiers, et sur deux panneaux de chantier à Moutier,,.

###### «Affaire Berberat», attentats et actions
Le Conseil-exécutif bernois, considérant la question du séparatisme jurassien comme réglée, décide de prendre des mesures à l'encontre de toute personne suspectée de sympathie pour l'autonomie du Jura. En septembre 1962, le premier-lieutenant de l'armée suisse, Romain Berberat, prononce un discours en civil lors de la Fête du peuple jurassien, en tant que porte-parole des Jurassiens vivant à l'extérieur. Le 18 octobre, il est démis de son grade militaire par le Département fédéral militaire en raison de ses prises de position. Le Rassemblement jurassien dénonce cette décision, la qualifiant « d'illégale et contraire à la Constitution », et dépose plusieurs pétitions réclamant la réhabilitation de Romain Berberat ainsi que la démission de Virgile Moine,.
Dans la même période, Jean Wilhelm, député d'origine jurassienne au Grand Conseil bernois, est exclu de la Députation jurassienne pour « manque de respect à un membre jurassien du gouvernement bernois ». De plus, le gendarme Robert Fleury est contraint de démissionner, accusé de sympathie à l'égard du mouvement séparatiste.
Ces événements attisent les tensions. Le 21 octobre, le Front de Libération Jurassien incendie la baraque militaire de Goumois, où des inscriptions « FLJ » et « Vive Berberaz » sont retrouvées sur les murs de soubassement.
Entre le 2 décembre 1962 et le 8 février 1963, l'Association des Jurassiens de l'extérieur est fondée, regroupant les sections cantonales des Jurassiens établis hors du canton. En réaction, les antiséparatistes créent l'Association des Jurassiens bernois de l'extérieur l'année suivante. Le 24 mars de la même année, l'Association féminine pour la défense du Jura voit également le jour.
Le 26 mars, le Front de Libération Jurassien incendie le baraquement militaire de Bourrignon, suivi, un mois plus tard, par l’incendie de la ferme des « Joux Derrière » à Montfaucon, située sur les terres prévues pour la future place d’armes,. Le 18 juillet, la ferme « Sous-la-Côte » subit le même sort. Face à ces actions, le 9 septembre, le Comité jurassien de vigilance démocratique est créé. Ce comité, bien que ses dirigeants soient tous membres de l'Union des Patriotes Jurassiens, se revendique indépendant. Il soutient la création de la nouvelle place d’armes dans les Franches-Montagnes et affirme que les actes du Front de Libération Jurassien sont orchestrés par le Rassemblement Jurassien. Le Front de Libération Jurassien intensifie alors ses actions avec une série d'attentats à l'explosif: l’explosion du chalet du Mont-Soleil le 5 octobre, celle de la scierie de Marc Houmard le 23 décembre, des voies CFF à Studen le 27 février 1964, et enfin de la Banque cantonale bernoise à Delémont le 12 mars,. Ces actes sont unanimement condamnés par plusieurs associations séparatistes, antiséparatistes et le Conseil-exécutif bernois. Fin mars 1964, la police arrête les principaux membres du Front de Libération Jurassien : Jean-Marie Joset, Marcel Boillat et Pierre Dériaz,.
Les jeunes membres du Groupe Bélier intensifient également leurs actions. Dans la nuit du 8 au 9 juin 1963, 60 militants distribuent 300 000 tracts rédigés en allemand dans les villages du canton de Berne. Le 30 novembre, 10 000 autres tracts sont diffusés dans la ville de Berne, invitant les Bernois à répondre favorablement à l'appel du conseiller fédéral Friedrich Traugott Wahlen, qui souhaitait l'ouverture de négociations entre Berne et le Jura.
Le 30 août 1964, lors de la commémoration des anciens mobilisés des guerres de 1914-1918 et 1939-1945, au pied de la statue de la Sentinelle des Rangiers, près de 6 000 à 7 000 manifestants séparatistes interrompent la cérémonie au col des Rangiers. Le conseiller fédéral Paul Chaudet et le conseiller d'État bernois Virgile Moine sont hués et ne peuvent terminer leurs discours. Cette même année, la Députation jurassienne réclame l'organisation d'un plébiscite sur la séparation du Jura, afin de mettre un terme à la question jurassienne. Depuis le début des années 1960, la Députation jurassienne plaide pour l'organisation d'un plébiscite sur l'autonomie du Jura. Cependant, en septembre 1964, le Rassemblement jurassien annonce s'y opposer, estimant que l'organisation d'un tel scrutin ne devrait pas être confiée au canton de Berne, contre lequel les séparatistes luttent, mais à la Confédération. Le mouvement réclame également le droit de vote pour tous les Jurassiens établis à l'extérieur de la région. Selon le Rassemblement jurassien, un plébiscite orchestré par le canton de Berne ne serait qu'une répétition de la consultation populaire du 5 juillet 1959, et ils prévoient d’appeler au boycott de ce vote, rejetant par avance ses résultats.
Le 13 septembre de cette même année, le Mouvement universitaire jurassien (MUJ) voit le jour. Fondé en réaction au refus du Conseil d'État vaudois de permettre aux séparatistes jurassiens de participer à l'Exposition nationale de 1964, ce mouvement regroupe les étudiants jurassiens séparatistes des universités romandes.
Dès le printemps 1965, une nouvelle vague d'attentats, revendiqués par le Front de libération jurassien, secoue le Jura. Bien que les membres fondateurs du mouvement soient incarcérés, la police poursuit activement les responsables de ces actes. Jean-Baptiste Hennin et Imier Cattin sont arrêtés en juin 1966. Le 18 août de la même année, la cour pénale fédérale condamne les trois premiers membres du Front de libération jurassien,,. Bien que le Rassemblement jurassien n'ait jamais approuvé ces actes, ses membres tiennent néanmoins à exprimer leur solidarité envers les trois condamnés. Ils organisent des manifestations devant le Tribunal fédéral à Lausanne et lancent une collecte de fonds destinée à régler leurs amendes.
Parallèlement, l'Europe célèbre le 150e anniversaire du Congrès de Vienne, mais les milieux séparatistes jurassiens organisent des contre-manifestations face aux festivités bernoises dans diverses localités. C’est dans ce climat de tension que Paul Gehler fonde un groupe de jeunes antiséparatistes, les Jeunesses civiques du Jura.
À la fin de l'année, plusieurs voix, tant au sein des milieux séparatistes que dans les cercles politiques, appellent à une médiation fédérale pour résoudre la Question jurassienne. Cependant, les autorités bernoises estiment que cette question relève de la compétence cantonale, et non de la Confédération. En 1966, deux nouvelles personnalités rejoignent le Conseil-exécutif bernois: Simon Kohler, ancien maire de Courgenay, et Ernst Jaberg, juge, tous deux fervents partisans de la création d'un nouveau canton jurassien. Le 17 mars 1967, le Conseil-exécutif bernois présente un plan pour résoudre la Question jurassienne. Celui-ci prévoit que, si les négociations sur un statut d'autonomie échouent, un plébiscite pourrait être organisé, permettant aux Jurassiens de se prononcer clairement sur leur souhait de rester dans le canton de Berne ou de former un nouveau canton. À la suite de cette annonce, l'Union des patriotes jurassiens se désolidarise de la Députation jurassienne et se déclare prête à s'opposer à tout plébiscite. De leur côté, les milieux séparatistes jugent qu'un plébiscite ne saurait résoudre la Question jurassienne et réitèrent leur demande d'une médiation fédérale.
Avec l'éventuelle organisation d'un plébiscite, les habitants du district germanophone de Laufon décident de saisir cette opportunité. Un mouvement séparatiste, Laufen zu Basel, est ainsi créé, visant à obtenir le rattachement de ce district au canton voisin de Bâle-Campagne. Face à cette situation, le Rassemblement jurassien réévalue ses objectifs. Il reconnaît le droit à l'autodétermination des habitants de ce district germanophone et souhaite qu'ils puissent également s'exprimer en faveur de leur propre avenir.
Finalement, la même année, le Département fédéral militaire abandonne tout projet d'implantation d'une place d'armes dans les Franches-Montagnes. Les terrains concernés sont restitués aux communes de Lajoux, des Genevez et de Montfaucon. Le Département fédéral militaire se tourne alors vers un autre site situé en Ajoie, sur le territoire de la commune de Bure. Contrairement à la controverse suscitée par la place d'armes des Franches-Montagnes, celle de Bure est acceptée par la population locale, qui demeure encore relativement indécise sur la question du séparatisme jurassien.

###### Rapports des deux commissions
Les négociations s'ouvrent donc sur l'instauration d'un statut d'autonomie pour le Jura au sein du canton de Berne. Le 16 juin 1967, le Conseil exécutif bernois établit la « Commission des Vingt-quatre », composée de douze membres bernois et de douze jurassiens, sous la présidence de Robert Bauder, conseiller d'État bernois et directeur de la police. Cette Commission a pour mission d'élaborer une liste des revendications jurassiennes. Son rapport, intitulé « Les données actuelles du problème jurassien , est présenté le 3 avril 1968. La première partie s'efforce de « démontrer que la minorité jurassienne bénéficie d'une situation tout à fait enviable au sein du canton de Berne ». La seconde partie retrace « les contacts pris entre la Commission et les différents acteurs jurassiens dans le but de présenter un état des lieux des différentes positions face à la Question jurassienne ». Cette démarche inclut notamment des discussions avec le RJ, l'UPJ et le GIPUC, ainsi qu'avec les préfets du Jura et de Bienne, les communes de Bienne et Laufon, des associations économiques, des établissements universitaires, des associations culturelles, ainsi que les Églises. Toutefois, avant sa publication, le rapport fait l'objet de vives discussions au sein de la Délégation du Conseil exécutif pour les Affaires jurassiennes (DCEAJ), qui veille attentivement sur la situation. La « Commission des Vingt-quatre » ne dispose donc pas d'une pleine autonomie vis-à-vis du Conseil exécutif bernois. En conséquence, les mouvements séparatistes, demeurant méfiants, choisissent d'ignorer ce rapport et poursuivent leurs actions. Dans le contexte de Mai 68, les confrontations entre groupes séparatistes et antiséparatistes s'intensifient. Le Groupe Bélier mène plusieurs actions emblématiques, notamment l'irruption au Palais fédéral lors de l'élection de Ludwig von Moos à la présidence de la Confédération, ainsi que la barricade de 120 jeunes membres dans la préfecture de Delémont le 29 juin, armés de vivres, de matériel de transmission, de haut-parleurs et de drapeaux jurassiens. Cette occupation dure environ vingt heures et mobilise plus d'un millier de militants, qui bloquent l'accès au bâtiment, empêchant ainsi toute intervention policière. Face à cette situation, le Conseil exécutif bernois se voit contraint de soumettre, le 2 juillet 1968, une proposition de disposition constitutionnelle au Grand Conseil bernois, permettant d'organiser un éventuel plébiscite dans le Jura. Parallèlement, le Conseil fédéral, en proie à la panique et craignant une montée de la violence, décide le 30 juillet 1968 de déployer l'armée dans le Jura pour protéger, à titre préventif, les installations militaires. De son côté, le RJ dénonce cette occupation militaire du territoire. Ces mesures prennent fin le 18 novembre.
Parallèlement, convaincu qu'un statut d'autonomie constitue la solution adéquate pour résoudre la Question jurassienne, le Conseil exécutif bernois sollicite l'assistance de la Confédération. Sur proposition du Conseil fédéral, il établit, le 16 juillet 1968, la « Commission confédérée de bons offices pour le Jura (CBO) » (également désignée sous le nom de « Commission Petitpierre »), chargée de traiter ce problème. Cette Commission est composée de deux anciens conseillers fédéraux, Max Petitpierre et Friedrich Traugott Wahlen, ainsi que de deux conseillers nationaux, Pierre Graber et Raymond Broger. Les discussions entre la Commission et le Conseil exécutif bernois portent sur la question cruciale de choisir entre l'organisation d'un plébiscite ou l'élaboration d'un nouveau statut pour le Jura. Pour la Commission, deux éléments revêtent une importance particulière. D'une part, il est essentiel que les Jurassiens puissent choisir entre la séparation et un nouveau statut, ce dernier devant être élaboré avant toute organisation de plébiscite. D'autre part, compte tenu des trois entités que compose le Jura (Nord, Sud, Laufonnais), il est impératif d'offrir aux Jurassiens la possibilité, après la votation populaire sur la séparation, d'organiser d'autres référendums dans les districts où la majorité des électeurs s'opposent au résultat du premier vote. C'est ainsi que se dessine le concept de « plébiscites en cascade ». Le premier rapport de la Commission est publié le 13 mai 1969, et évoque la nécessité du « rassemblement des Jurassiens de toutes tendances, à un large statut d'autonomie qui serait obtenu, voir imposé au canton de Berne »,.
Face à l'évolution des événements, de plus en plus de personnes perçoivent le risque d'un éclatement du Jura comme une réalité imminente. Dans ce contexte de tensions croissantes entre les milieux séparatistes et antiséparatistes, le Mouvement pour l'Unité du Jura (MUJ), un parti neutre, voit le jour durant l'été 1969. Cette « Troisième Force » s'oppose à toute partition du Jura qui pourrait résulter d'un éventuel plébiscite et plaide pour l'octroi d'un large statut d'autonomie pour le Jura au sein du canton de Berne. Toutefois, le MUJ exerce un impact limité durant cette période, et la plupart de ses membres sont souvent dénigrés par l'une ou l'autre des parties en conflit, étant qualifiés de « traîtres »,.

###### Dispositions constitutionnelles relatives au Jura
Sous la pression de divers milieux, y compris celle de la Confédération, le Conseil exécutif bernois présente, le 2 juillet 1969, son projet de « nouvelles dispositions constitutionnelles relatives au Jura ». Ce projet propose soit un statut d'autonomie spécial pour la région jurassienne au sein du canton de Berne, soit l'option de l'indépendance. Contrairement aux attentes de la Commission confédérée de bons offices, le Conseil exécutif bernois informe la population que les plébiscites, susceptibles de conduire à une éventuelle indépendance du Jura, ne pourront avoir lieu tant que l'additif concernant les « nouvelles dispositions constitutionnelles relatives au Jura » n'aura pas été définitivement approuvé, invoquant des « raisons de délai ». Le projet est adopté à l'unanimité par le Grand Conseil bernois le 9 septembre 1969, et il est donc soumis à votation populaire dans l'ensemble du canton l'année suivante.
Le Rassemblement jurassien annonce son refus des « nouvelles dispositions constitutionnelles relatives au Jura » et appelle ses adhérents à voter contre cette proposition lors de la votation populaire. Il craint que les résultats ne soient davantage favorables au Conseil exécutif bernois qu'aux séparatistes. Bien que l'adoption de ces dispositions puisse permettre l'organisation d'un plébiscite jurassien — qui constitue l'objectif principal des séparatistes — le RJ redoute que ce plébiscite, orchestré par le canton de Berne, mène à une partition du territoire jurassien. En effet, le RJ exige que les règles internationales relatives à l'organisation des plébiscites soient respectées, notamment le droit à l'autodétermination, ce qui implique que le peuple jurassien, tant les Jurassiens résidant sur le territoire que ceux vivant dans d'autres cantons, puisse s'exprimer. Cependant, le canton de Berne se réfère à la Constitution fédérale, qui, en son article 43, stipule que « tous habitants d'un canton ou d'une commune qui y résident depuis au moins trois mois peut prendre part à un vote ». Le RJ accuse ainsi les autorités bernoises de permettre le vote de personnes d'origine alémanique afin de garantir un résultat favorable au canton de Berne.

Contre toute attente, à la fin de l'année 1969, le Rassemblement jurassien modifie sa position et approuve l'additif constitutionnel tel que proposé par le Conseil exécutif bernois. Ce revirement s'explique par la conviction que le plébiscite offre aux Jurassiens une occasion à ne pas manquer d'exercer leur droit à l'autodétermination, même au prix de la perte d'une partie de leur territoire historique :

« Le plan bernois doit être approuvé malgré tout, car il donne aux Jurassiens le droit de libre disposition. C'est une étape à ne pas manquer, même si nous ne sommes pas d'accord avec les modalités d'application du scrutin d'autodétermination. »

— Roland Béguelin, secrétaire général du Rassemblement jurassien
L'additif constitutionnel est alors soumis à la votation populaire dans le canton le 1er mars 1970. À la question « Acceptez-vous l'additif relatif aux nouvelles dispositions constitutionnelles concernant le Jura ? » 86,47 % du corps électoral bernois répond favorablement, soit 90 358 voix contre 14 133. Le taux de participation s'élève à 37,8 %,,,. Dans la partie jurassienne du canton, le résultat a été de 20 421 voix contre 2 259. La loi entre en vigueur le 10 mars suivant.

#### De 1970 à 1979
Le 7 septembre 1971, la « Commission confédérée de bons offices pour le Jura » (CBO) publie son deuxième rapport, proposant un statut d'autonomie pour le Jura. Ce rapport marque un brusque retour en arrière par rapport au premier rapport de 1969, notamment en ce qui concerne l'organisation d'un plébiscite, ce qui détériore les relations avec le Rassemblement jurassien, qui demande la dissolution de la commission,.
Naturellement opposé à l'indépendance du Jura, le Conseil exécutif bernois présente, en septembre 1972, son « Rapport du Conseil-exécutif au Grand Conseil sur la création de régions et l'aménagement du statut du Jura », qui propose une régionalisation de l'ensemble du canton et envisage un statut d'autonomie spécial pour la région jurassienne au sein du canton de Berne. Le Rassemblement jurassien et le Mouvement pour l'Unité du Jura s'opposent à ce projet, tandis que l'Union des Patriotes jurassiens y est favorable. En novembre, ce projet est débattu au sein du Grand Conseil bernois, bien que les députés séparatistes refusent de participer aux discussions. Toutefois, dès décembre, la date du 23 juin 1974 est fixée pour le premier plébiscite, ce qui signifie que le peuple jurassien n’aura pas l’occasion de se prononcer sur le projet de nouveau statut du Jura présenté.
Le 18 décembre 1970, le Conseil exécutif bernois met en œuvre les dispositions constitutionnelles définissant les modalités d'une procédure d'autodétermination pour le Jura, structurée en trois étapes de « votation en cascade », désignées sous le nom de « plébiscites jurassiens »,:
| Additif sur les nouvelles dispositions constitutionnelles relatives au Jura - Premier plébiscite : Décision des sept districts concernés quant à la création d'un nouveau canton ; - Deuxième plébiscite (sur référendum): 1. Si, dans l'ensemble des sept districts, la majorité se prononce pour un canton du Jura (oui), les districts qui auront donné une majorité négative (non) pourront demander, dans un délais de six mois, un nouveau scrutin qui leur permettra de décider s'ils veulent adhérer au nouveau canton ou demeurer bernois ; 2. Si, dans l'ensemble des sept districts, la majorité se prononce contre un canton du Jura (non), les districts qui auront donné une majorité pour (oui) pourront, dans les six mois, demander un nouveau plébiscite; ils auront ainsi la faculté de se constituer en canton indépendant ; 3. Concernant le district de Laufon, celui-ci dispose de droits spéciaux. Si une procédure de séparation est engagée, et qu'elle ne concerne pas ce district, il pourra demander, dans un délais de deux ans, l'ouverture d'une procédure de rattachement à un canton voisin ; - Troisième plébiscite (sur référendum) : Si, à la suite de ces deux votes, un canton du Jura à territoire limité voit le jour, les communes limitrophes de la nouvelle frontière pourront, dans un délai de deux mois, s'autodéterminer pour ou contre un adhésion au nouveau canton. |

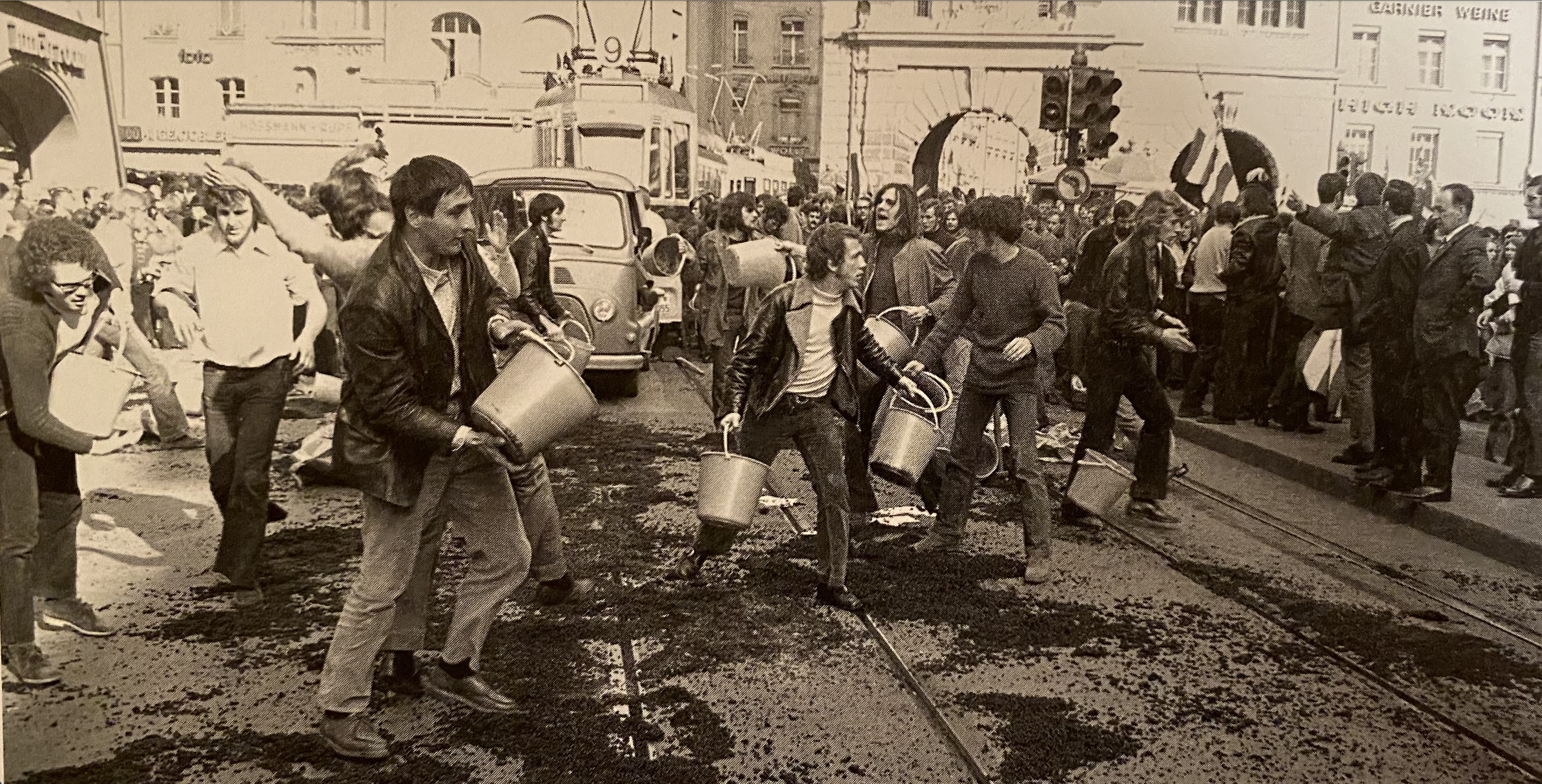
Les séparatistes jurassien versant du goudron dans les rails de tram de la vieille-ville de Berne.

Au début de l'année 1972, de nouveaux projets de construction des routes nationales sont publiés. Alors que le peuple jurassien réclame depuis près de 30 ans la construction d'une autoroute « Transjurane » traversant le Jura, cette région est une fois de plus mise à l'écart. Le 18 mars, 2 000 séparatistes manifestent à Berne contre cette décision, allant jusqu'à couler du goudron dans les rails des trams de la vieille ville. Le 13 juillet de la même année, une trentaine de jeunes membres du Groupe Bélier occupent l'ambassade de Suisse à Paris.
Le 21 janvier 1973, les délégués du Rassemblement jurassien refusent d'examiner le projet bernois de statut d'autonomie spécial pour la région jurassienne au sein du canton de Berne. Ils confient à Roland Béguelin, Roger Schaffter et Roger Jardin la mission de constituer un gouvernement jurassien d'opposition. Ce gouvernement est officiellement établi le 25 juin et compte 24 membres.
Le 14 décembre 1973, les Jeunesses civiques du Jura bernois changent de nom pour devenir le Groupe Sanglier, dans le but de s'élargir à l'ensemble des jeunes antiséparatistes du Jura. Le 22 mars 1974, l'Union des Patriotes jurassiens se renomme Force démocratique et rassemble tous les groupes et organisations antiséparatistes,.
Dans la nuit du 21 au 22 juin 1974, trois jeunes élèvent un drapeau jurassien près de la route cantonale à Boncourt. Un voisin antiséparatiste tire alors au pistolet dans le dos de l'un des jeunes, Maurice Wicht, qui décède à l'âge de 25 ans,.
Les mouvements séparatistes appellent à voter oui, tandis que les mouvements antiséparatistes prônent le non. Les mouvements de la troisième force recommandent, quant à eux, de voter blanc.

##### Plébiscite jurassien

###### Premier plébiscite

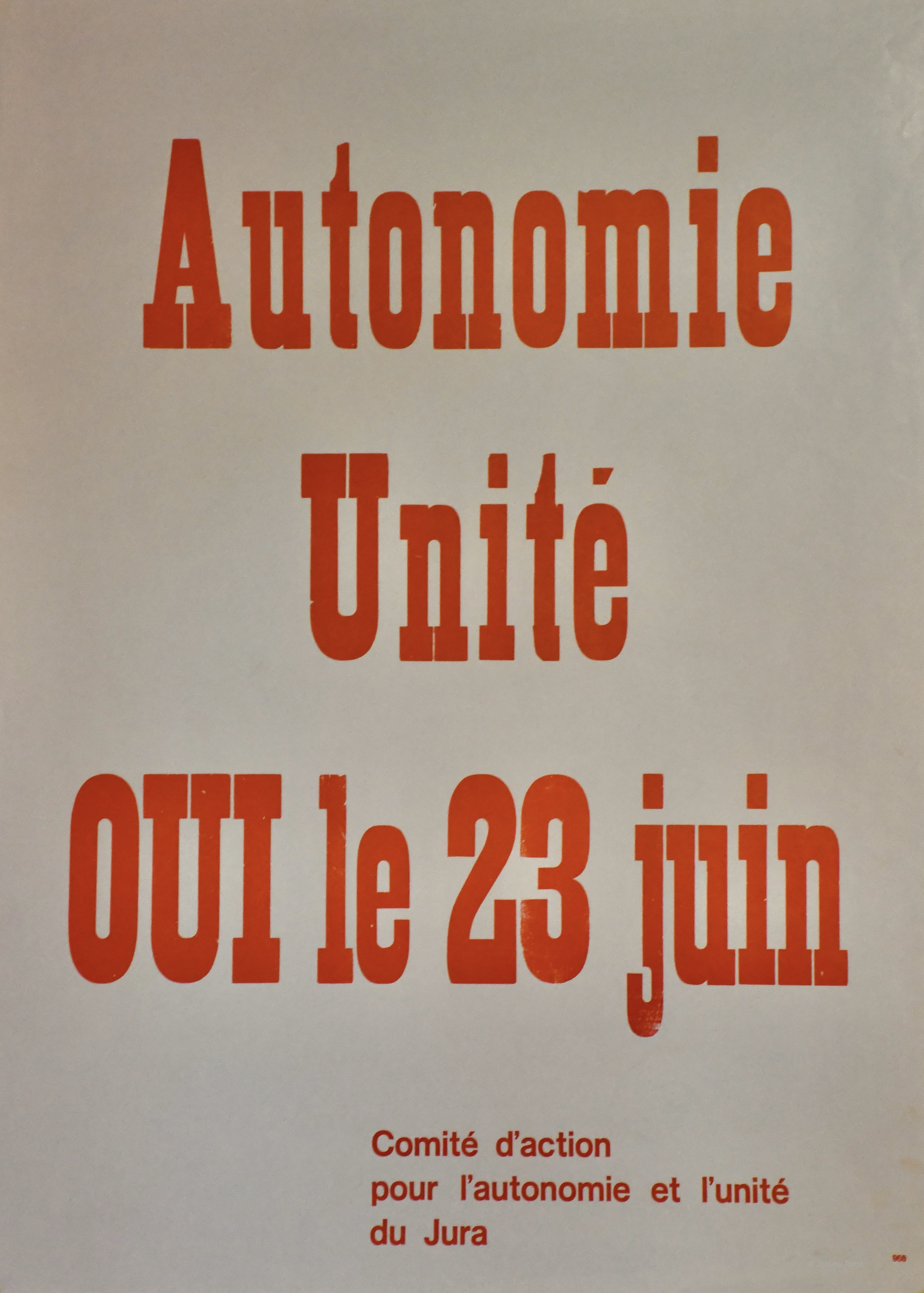
Affiche en faveur du oui.

Le premier plébiscite, portant sur la création d'un nouveau canton, est programmé pour les 22 et 23 juin 1974. Les vagues d'intimidation, tant séparatistes qu'antiséparatistes, sont contenues lors de ce vote. Le dimanche soir, une majorité se prononce en faveur de la création d'un nouveau canton.

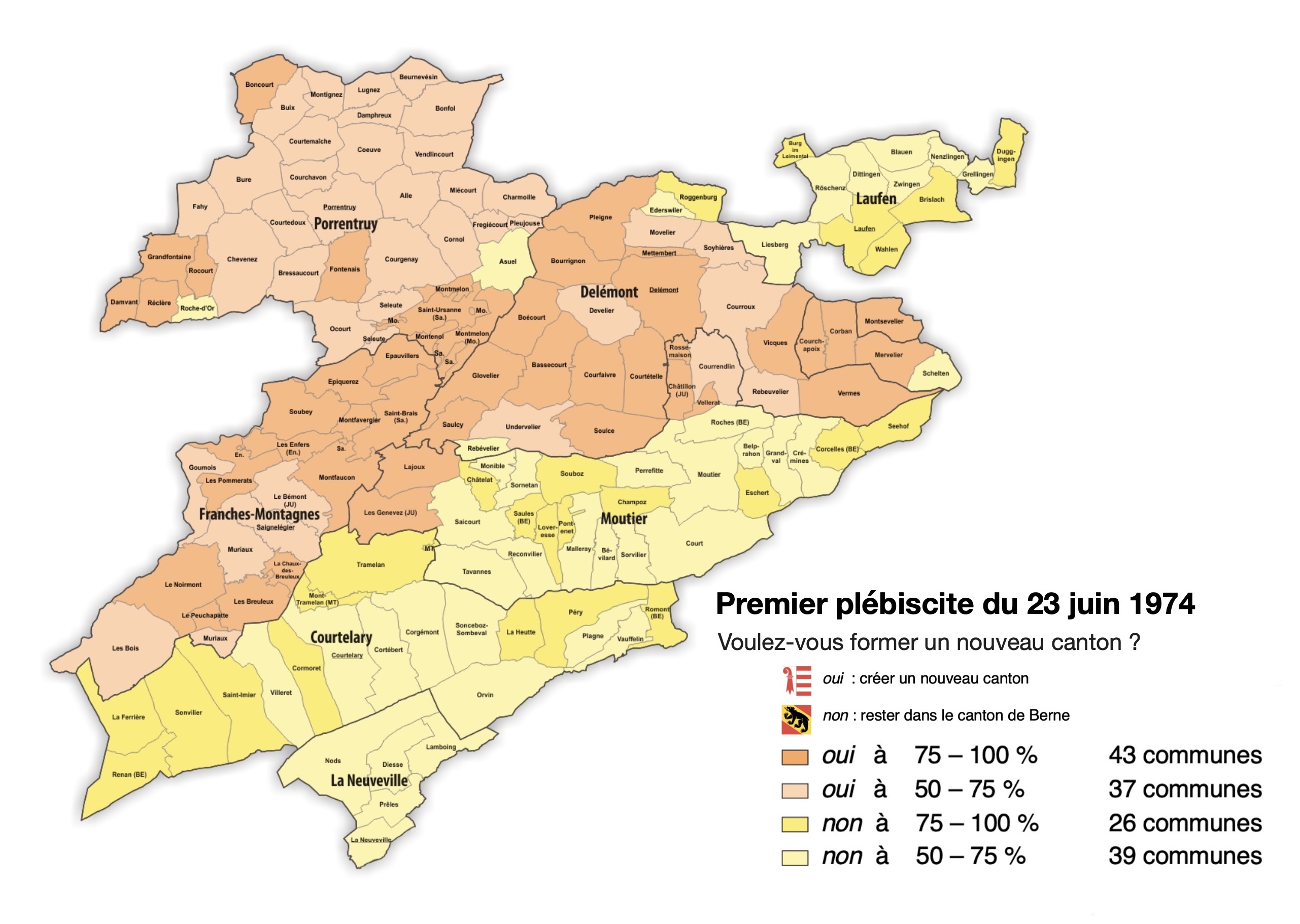
Carte du résultat du premier plébiscite du 23 juin 1974.

À la question « Voulez-vous former un nouveau canton ? », 51,94 % du corps électoral jurassien y répond favorablement, avec 36 802 voix pour et 34 057 contre. Le taux de participation atteint 88,67 %. Dans les trois districts du nord — Delémont, Porrentruy et les Franches-Montagnes — le oui obtient une large majorité, tandis que la situation est inversée dans les trois districts du sud, à savoir Moutier, Courtelary et La Neuveville, ainsi que dans le Laufonnais.

Lors du premier plébiscite, sur un total d'ayants droit de 80 783, 72 700 citoyens ont voté. Vellerat est la commune ou le taux de participation est au plus haut avec 100%. À contrario, les communes où le scrutin a le moins passionné sont Duggingen avec 63% de taux de participation ainsi que La Scheulte (67,7%) et Roggenbourg (72,4%). Toutes les communes des Franches-Montagnes ont votées oui. Dans le district de Porrentruy, le non a été majoritaire à Asuel et Roche-d'Or. Dans celui de Delémont, les deux localités germanophones de Roggenbourg et Ederswiler ont dit non, ainsi qu'à Rebévelier. Dans les communes des districts du sud, toutes les communes ont voté non sauf celles situées au nord du district de Moutier.

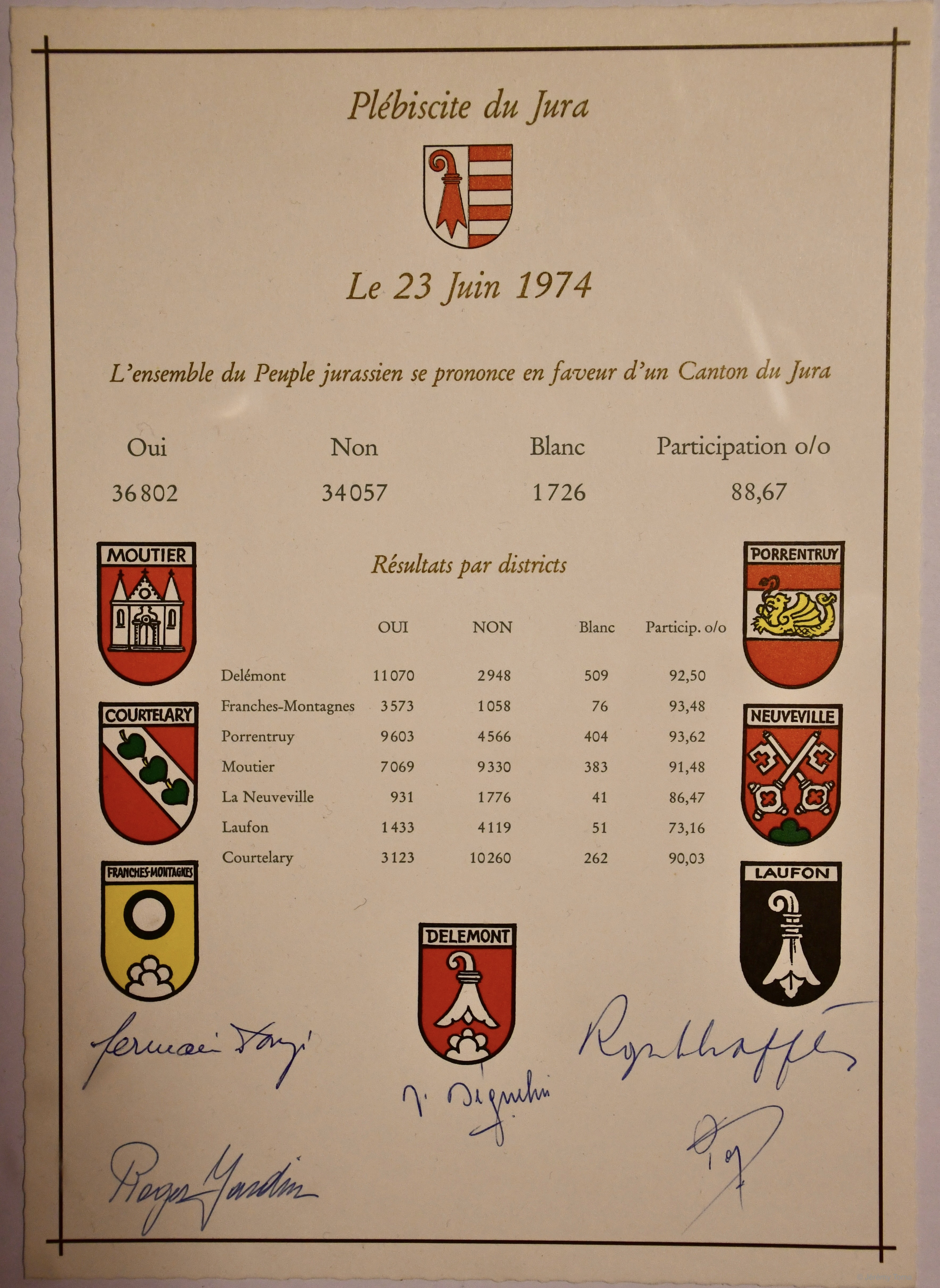
Feuille officielle des résultats du premier plébiscite.

Les séparatistes tempèrent la situation dans l'espoir que les pro-bernois accepteront de collaborer à la création du nouveau canton. Toutefois, dès le lendemain, les opposants à la séparation entament des démarches visant à organiser, par voie d'initiatives, un second plébiscite dans les districts méridionaux où le non à la séparation avait dominé (Moutier, Courtelary et La Neuveville). Parallèlement, le groupe Action pour un Laufonnais indépendant et fort affirme que le rejet de la séparation dans le Laufonnais ne saurait être interprété comme une preuve de loyauté envers Berne. Le 25 juin, ils fondent l'Association pour un Laufonnais indépendant, avec pour objectif de lancer une initiative visant à rejoindre un autre canton alémanique et éviter ainsi de demeurer une enclave bernoise.

Le 5 août, dans le but de mobiliser les femmes opposées à la séparation, Geneviève Aubry fonde à Reconvilier le Groupement Féminin de Force Démocratique (GFFD).

###### Commission laufonnaise
Sous l'impulsion de Jacques Gubler, préfet du district de Laufon, une commission volontaire du district (de) a été constituée le 18 septembre 1974 à Laufon. Son objectif était de mener toutes les clarifications politiques et juridiques nécessaires en vue d'élaborer les fondements d'une décision populaire concernant l'avenir politique du Laufonnais, dans le cadre du droit à l'autodétermination. Composée de vingt-quatre membres, cette commission a d'abord agi sans base légale,.
La Commission a trois missions afin de réfléchir à l'avenir du district :
1. Réfléchir et examiner des bases nécessaires à la création d'un statut particulier pour le district de Laufon au sein du canton de Berne;
2. Préparation des bases juridiques en vue de la mise en place d'une commission de district représentative élue officiellement et informer la population;
3. Effectuer une étude comparative entre les cantons voisins et le canton de Berne; établir des contacts avec les cantons limitrophes et assurer la communication auprès de la population; sonder l'opinion public et élaborer des bases décisionnelles destinées aux électeurs à l'éventuel rattachement à un canton voisin[123].

###### Deuxième plébiscite
Le 5 septembre 1974, l'organisation antiséparatiste Force démocratique dépose une initiative, forte de 16 067 signatures, visant à organiser un second plébiscite. Celui-ci doit déterminer si les trois districts francophones ayant voté contre la séparation resteront dans le canton de Berne ou se rallieront aux trois districts du nord pour former le nouveau canton du Jura. Soucieux de clore au plus vite la Question jurassienne, le Grand Conseil bernois décide de fixer la date de ce second plébiscite au 13 décembre de la même année. Cette décision suscite l'opposition des mouvements séparatistes, qui la jugent trop précipitée. Toutefois, le 1er novembre, le Tribunal fédéral annule la décision du Grand Conseil de fixer cette date. Néanmoins, Le 13 novembre, l'organisation Force démocratique dépose à nouveau une nouvelle initiative, soutenue par 19 761 signatures, visant à organiser un second plébiscite dans les districts de Moutier, Courtelary et La Neuveville. En réponse, le Grand Conseil bernois fixe la date de la votation au 16 mars 1975.
Le 27 octobre, un groupe de jeunes séparatistes issus des districts du sud du Jura fonde le Groupement autonomiste Jeunesse-Sud. Trois jours plus tard, une nouvelle initiative, soutenue par 28 501 signatures, est déposée, proposant la création d'un demi-canton constitué du Jura-Sud,.
Le 25 janvier 1975, le groupe Jura-Sud autonome est fondé, avec pour objectif la création d'un demi-canton constitué du Jura-Sud. Ce mouvement bénéficie du soutien du Rassemblement jurassien, qui annonce publiquement que si les trois districts concernés par le second plébiscite demeurent bernois, il s'engage, par acte notarié, à faire inscrire dans la Constitution du futur canton du Jura le droit pour le Jura-Sud de se constituer en demi-canton, ainsi que le droit pour le Laufonnais de rejoindre le canton alémanique de son choix. Par ailleurs, le 24 février 1975 la Commission du district de Laufon dépose une initiative, accompagnée de 3 312 signatures, en vue d'organiser une votation sur cette question.
Une nouvelle vague de violence accompagne l'organisation du second plébiscite, marquée par des manifestations, rassemblements et attentats. Les actions des séparatistes se concentrent notamment sur des saccages de domiciles et des attaques à l'explosif.
Les mouvements séparatistes et de la troisième force appellent à voter non, tandis que les mouvements antiséparatistes prônent le oui.

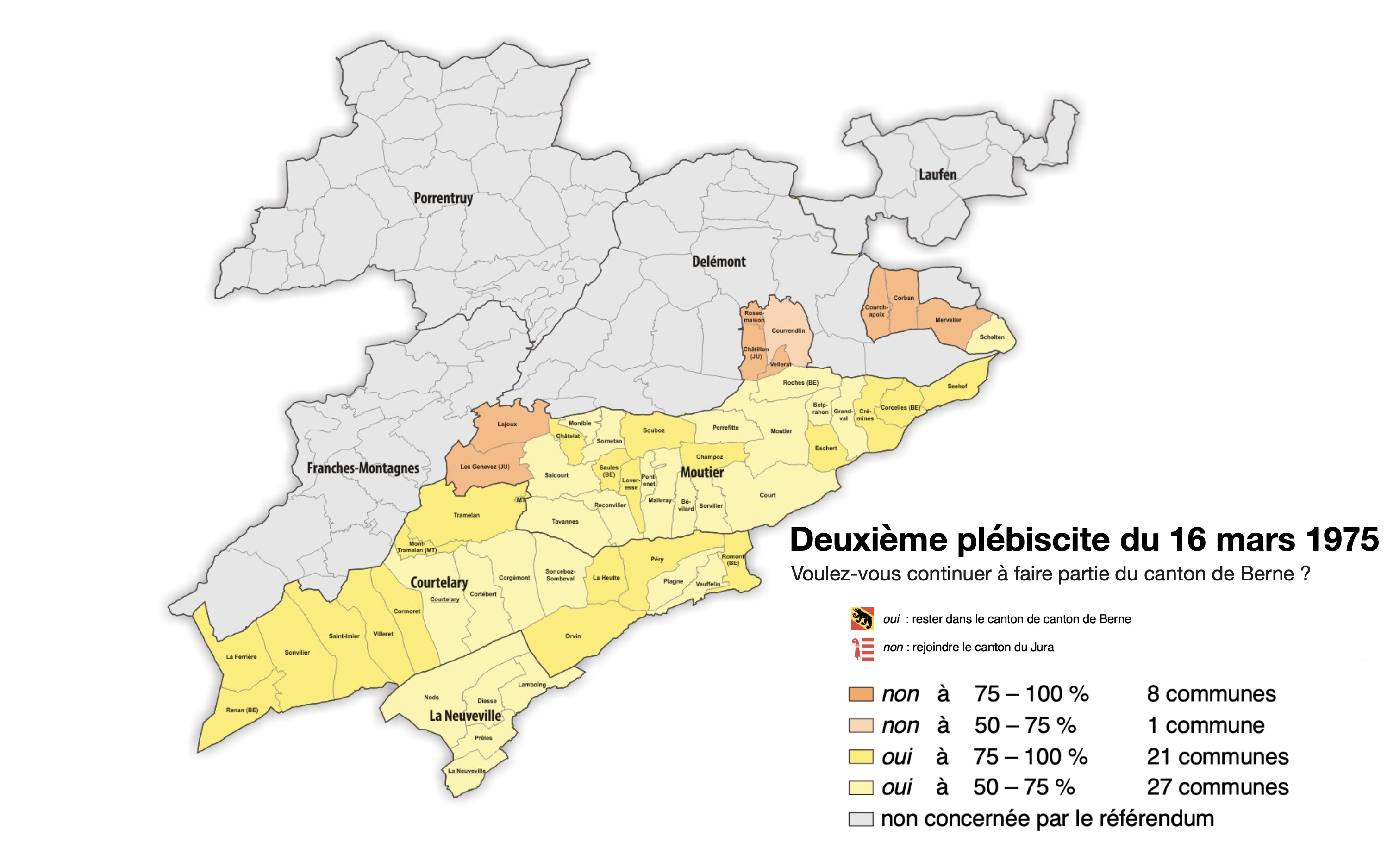
Carte du résultat du deuxième plébiscite du 16 mars 1975.

Lors du plébiscite du 16 mars 1975, le corps électoral des trois districts de Courtelary, La Neuveville et Moutier se prononce sur la question : « Voulez-vous continuer à faire partie du canton de Berne ? ». Finalement, les trois districts choisissent de rester bernois. Le district de Courtelary approuve à 76 %, avec 10 802 voix pour et 3 268 contre ; celui de La Neuveville à 65 %, avec 1 927 voix pour et 997 contre ; et celui de Moutier à 56 %, avec 9 947 voix  pour et 7 740 contre. Le taux de participation s'élève respectivement à 93,13 % à Courtelary, 91,48 % à La Neuveville et 96,02 % à Moutier. Dès lors, le futur canton du Jura sera constitué uniquement des trois districts du nord : Delémont, Porrentruy et les Franches-Montagnes.

Au lendemain de la votation, plusieurs manifestations de protestation et incidents entre séparatistes et antiséparatistes éclatèrent à la suite des résultats. Le Rassemblement jurassien qualifie le second plébiscite de « système criminel de plébiscites en cascade » et annonce son intention de reprendre le combat. Par ailleurs, le groupement dépose des recours contre le second plébiscite, lesquels seront toutefois rejetés par le Conseil fédéral.

« La Suisse a réussi ce tour de force de créer le Canton du Jura sans résoudre la Question jurassienne »

— Roland Béguelin, secrétaire général du Rassemblement jurassien, Rapport de la 4e Conférence des communautés ethniques de langue française (1979)
Le Mouvement pour l'Unité du Jura, qui avait appelé en 1975 à rejeter les initiatives antiséparatistes afin de s’opposer à sa division, est désormais définitivement marginalisé et privé d'influence. L'organisation se dissout l'année suivante.
Les antiséparatistes, ainsi que Force démocratique, annoncent qu'ils ne se démobiliseront pas et appellent les séparatistes à reconnaître les résultats du plébiscite. De son côté, le Mouvement pour l'Unité du Jura déclare que « l'heure n'est pas aux règlements de comptes ». Le 19 mars, le Conseil exécutif bernois, en raison des résultats du second plébiscite, décide de ne pas soumettre à votation l'idée de créer un demi-canton constitué du Jura méridional.
Le 11 avril 1975, Georges Droz réunit 300 personnes à Tavannes dans le but de rassembler toutes les forces autonomistes du sud, baptisées Unité jurassienne (UJ). Un comité provisoire est constitué, présidé par Paul Hammel. L'UJ est officiellement fondée à Moutier le 21 mai 1976, avec Alain Charpilloz comme premier président. Son objectif est de rassembler les séparatistes restant dans le Jura méridional à la suite des deux plébiscites de 1974 et 1975.
Les tensions atteignent un niveau particulièrement élevé durant cette période, en particulier à Moutier, où des affrontements violents opposent régulièrement les séparatistes aux antiséparatistes. Ces heurts, caractérisés par des jets de pavés, l’usage de cocktails Molotov et des rixes de rue, donnent lieu à une série d’événements connus sous le nom d’« émeutes de Moutier ». Ces troubles à l’ordre public sont fréquemment réprimés par les forces de sécurité du canton de Berne. L’une des émeutes les plus connues survient dans la nuit du 24 au 25 avril. Face à la forte mobilisation de militants séparatistes dans les rues de Moutier, les autorités font appel à un renfort de quatre-vingts grenadiers de la police bernoise qui utilisent le gaz lacrymogène contres les manifestants. Les affrontements qui s’ensuivent font seize blessés et provoquent d’importants dégâts matériels.

###### Troisième plébiscite
Tout au long de l'année 1975, de nombreuses manifestations, affrontements, attentats et autres actions menées par des séparatistes et des antiséparatistes se produisent sur l'ensemble du territoire du sud du Jura, entraînant souvent des incidents graves et de nombreux blessés. Par la suite, conformément à l'additif sur les nouvelles dispositions constitutionnelles relatives au Jura, les séparatistes engagent les procédures nécessaires pour organiser, par le biais de référendums, un troisième plébiscite dans les communes bernoises concernées. En réponse, les antiséparatistes initient également des démarches en vue d'un troisième plébiscite dans les communes où une majorité est favorable à Berne. En effet, selon les modalités de l'additif constitutionnel du 10 mars 1970, un troisième plébiscite ne peut être organisé que dans les communes situées le long de la nouvelle frontière cantonale entre le futur canton du Jura et celui de Berne. Celles-ci, par référendum, peuvent choisir de rester ou non dans le canton de Berne, tandis que les communes des trois districts séparatistes limitrophes du canton de Berne pourront également décider de leur appartenance. Huit communes sollicitent la possibilité de revoter sur leur appartenance cantonale : Châtillon, Corban, Courchapoix, Les Genevez, Lajoux, Mervelier, Rossemaison et Vellerat. Le vote est fixé au 29 juin. À cette date, toutes les huit communes se prononcent en faveur de leur rattachement au canton du Jura. Toutefois, au lendemain de la votation, le Conseil fédéral informe les communes concernées que la votation devra être répétée[pourquoi ?],.
Le 6 juillet, le Rassemblement jurassien organise une votation non officielle, dite « sauvage », dans la commune de Bellelay, qui se solde par un résultat favorable au Jura à hauteur de 51,39 %.
Le 15 juillet, les huit communes précédentes, ainsi que celles de Courrendlin, Moutier, Perrefitte, Grandval, La Scheulte, Roches, Roggenbourg et Ederswiler, demandent à nouveau la possibilité de revoter sur leur appartenance cantonale. Les votations sont programmées pour les 7 et 14 septembre, ainsi que pour le 19 octobre. Parmi ces seize communes, deux posent problème : Vellerat, qui possède une population majoritairement séparatiste, et Ederswiler, dont la population est majoritairement germanophone. Ne se trouvant pas le long de la future frontière cantonale, leurs demandes sont donc rejetées. Cependant, ces deux communes décident d'organiser malgré tout une votation non officielle, dite « sauvage ».
Des émeutes éclatent à Moutier durant le troisième plébiscite entre séparatistes et forces de l'ordre et ce, entre le 1er et le 8 septembre. Pendant cette période, la ville est pratiquement occupée par les séparatistes, qui finissent par être délogés de manière violente par les forces de l'ordre. Certains comparent alors Moutier à Belfast, en référence aux émeutes entre catholiques et protestants en Irlande du Nord.
Le 7 septembre 1975, dix communes, à savoir Châtillon, Corban, Courchapoix, Courrendlin, Les Genevez, Grandval, Moutier, Perrefitte, Rossemaison et Rebévelier, votent sur leur appartenance cantonale. Le 14 septembre, trois autres communes, Lajoux, Mervelier et La Scheulte, se prononcent également, tandis que la commune de Vellerat effectue un vote inofficiel. Le 19 octobre, Roggenbourg vote à son tour, suivi le 26 octobre par Ederswiler, qui organise également un vote non officiel,. La question posée aux communes concernées est « Voulez-vous continuer à faire partie du canton de Berne ? ».

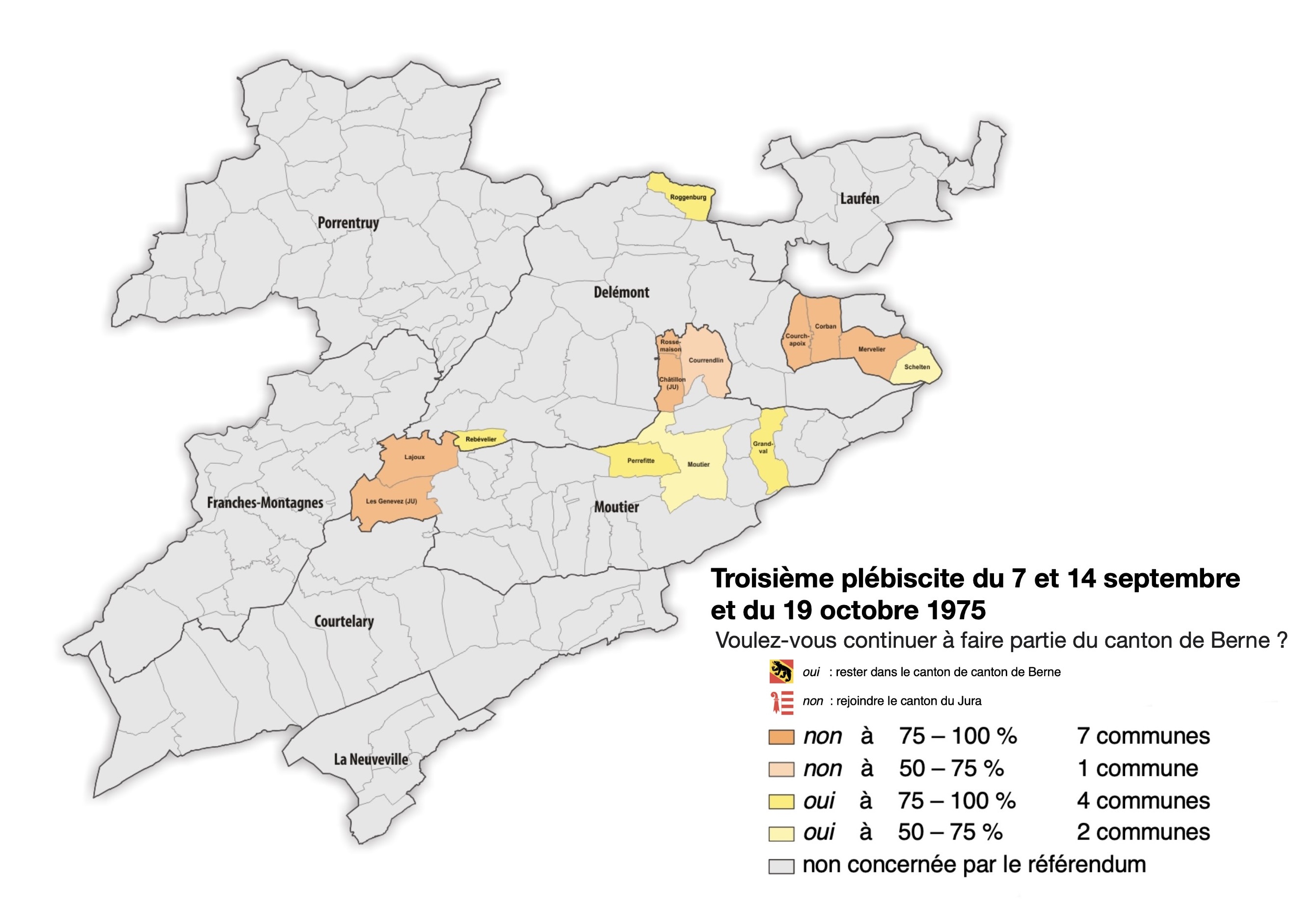
Carte du résultat du troisième plébiscite des 7 et 14 septembre, ainsi que du 19 octobre 1975.

Finalement, huit communes ont voté pour leur rattachement au nouveau canton du Jura : Châtillon, Corban, Courchapoix, Courrendlin, Mervelier et Rossemaison quittent le district de Moutier pour rejoindre celui de Delémont, tandis que Lajoux et Les Genevez s’intègrent au district des Franches-Montagnes. Deux autres communes, quant à elles, choisissent de rejoindre le canton de Berne en se séparant du district de Delémont : Rebévelier est rattachée au district de Moutier et Roggenbourg à celui de Laufon. Par ailleurs, quatre communes confirment leur appartenance au canton de Berne et demeurent dans le district de Moutier : Grandval, Moutier, Perrefitte et La Scheulte. Enfin, les résultats des communes de Vellerat, favorable à un rattachement au canton du Jura, et d'Ederswiler, en faveur d'une intégration au district de Laufon, ne sont pas pris en compte, car ces votations, qualifiées de « sauvages », n'avaient pas de caractère officiel. Ces changements de districts prennent effet officiellement le 1er janvier 1976,.

###### Deuxième plébiscite laufonnais et son avenir

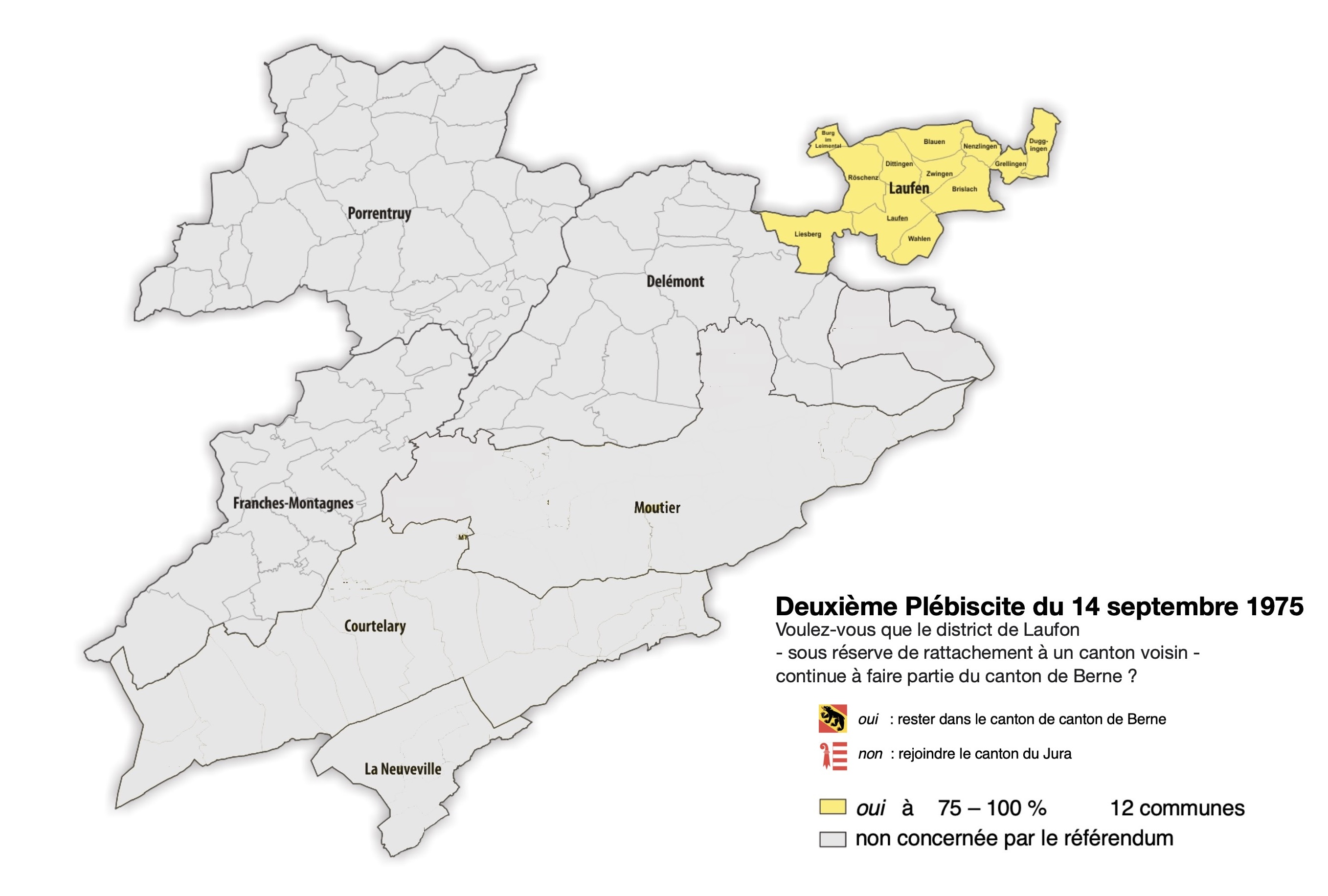
Carte du résultat du deuxième plébiscite du 14 septembre 1975 : Cas de Laufon.

Toujours dans le cadre du deuxième plébiscite, le 14 septembre 1975, les habitants du district de Laufon se prononcent, par votation populaire, pour le maintien dans le canton de Berne, tout en initiant les démarches en vue d'un rattachement ultérieur à un autre canton. À la question « Voulez-vous que le district de Laufon - sous réserve de rattachement à un canton voisin - continue à faire partie du canton de Berne ? », 94,6 % du corps électoral des douze communes composant le district de Laufon répondent par l'affirmative, soit 4 216 voix contre 264. Le taux de participation atteint 57,6 %,.
S'appuyant sur la « loi sur l'introduction et la mise en œuvre de la procédure de rattachement du Laufonnais à un canton voisin », adoptée par le Grand Conseil bernois le 19 novembre 1975, la commission volontaire du district (de) devient un organe officiel. Celle-ci acquiert le statut unique en Suisse de collectivité territoriale de droit public. Cette nouvelle qualification lui confère le pouvoir de négocier et de prendre des décisions de manière autonome concernant un éventuel changement de canton. À cette fin, la commission de district a été transformée en un organe démocratiquement légitimé. Le 4 avril 1976, les citoyens du Laufonnais procèdent pour la première fois à l'élection directe des vingt-six membres de la Commission du district de Laufon. Celle-ci se compose désormais de douze démocrates-chrétien, huit radicaux, deux socialistes, deux indépendants et deux représentants de mouvements locaux,. Les membres sont élus par les communes, chaque commune disposant d'un nombre de sièges proportionnel à sa population. Élus pour un mandat de six ans, les membres de la Commission ont poursuivi l’accomplissement de nombreuses missions, notamment l’information sur les objets de votation, la conduite de négociations, l'exercice du droit de participation auprès des autorités cantonales, ainsi que l'information et la consultation de la population. Elle a également œuvré à l’élaboration de bases décisionnelles. En vue de la votation du 18 juin 1978, qui portait sur la demande populaire de lancement de la procédure de rattachement à un canton voisin, 19 des 26 membres se sont prononcés en faveur du oui.

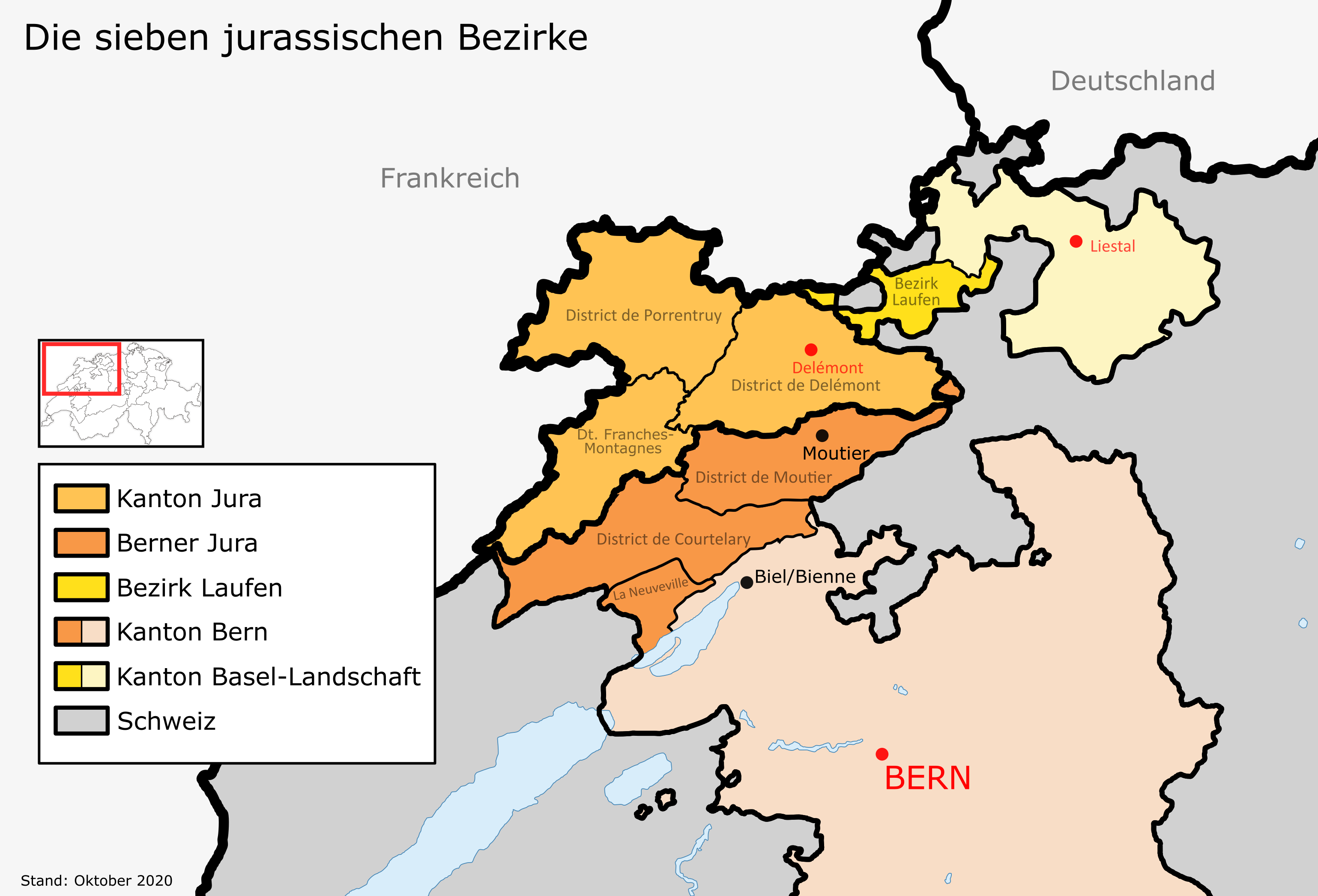
Carte du cas Laufonnais.

Dans un premier temps, seul le canton de Bâle-Ville manifeste un réel intérêt pour accueillir le district de Laufon. Cette position incite alors les deux autres cantons à se prononcer également en faveur d'un rattachement. Bâle-Campagne se déclare favorable par crainte que l'union du Laufonnais avec Bâle-Ville ne ravive la question d'une fusion entre les deux Bâle, tandis que Soleure redoute que cette situation n'encourage ses propres enclaves, situées à la frontière française, à envisager un changement de canton.

##### Réorganisation constitutionnelle du canton de Berne
Une fois la future frontière cantonale déterminée, le canton de Berne nécessitait, selon l’avis des autorités bernoises, une réorganisation en vue de la période postérieure à la séparation, ce qui impliquait une modification de la Constitution cantonale bernoise. Pour les affaires cantonales relatives exclusivement à la période suivant la séparation des districts du Jura septentrional, seuls les citoyens domiciliés dans la région demeurant dans le canton de Berne après la séparation devaient être habilités à voter. De même, les députés au Grand Conseil bernois des trois districts du Jura septentrional ne devaient plus être autorisés à délibérer ni à prendre des décisions sur des questions concernant exclusivement cette période. Le projet est soumis à votation populaire le 5 décembre 1976 avec la question : « Acceptez-vous la modification de la base constitutionnelle pour le canton de Berne dans ses nouvelles frontières ? ». Il est approuvé par 76,2 % des votants, soit 200 600 voix pour et 62 597 contre. Le taux de participation atteint 44,4 %. Dans les trois districts de Delémont, des Franches-Montagnes et de Porrentruy, le corps électoral rejette largement le projet, avec une majorité de non s'élevant à 62,4 % à Delémont, 66,3 % aux Franches-Montagnes et 61,4 % à Porrentruy,.

##### Les Constitutions cantonales

###### La Constitution jurassienne
À la suite des résultats favorables à la création d'une République et canton du Jura, l'Assemblée constituante jurassienne est établie afin d'élaborer la Constitution du nouveau canton. Élue par la population jurassienne le 21 mars 1976, cette assemblée se compose de cinquante députés. La séance inaugurale se tient le 12 avril 1976 à l'église Saint-Marcel de Delémont. Le lendemain, la session constitutive a lieu dans l’aula du lycée cantonal de Porrentruy. Au cours de cette séance, François Lachat est élu président, tandis que Roland Béguelin et Gabriel Roy sont désignés vice-présidents,,.

Le 3 février 1977, l'Assemblée constituante jurassienne présente le projet de Constitution pour la République et Canton du Jura, composée de cent trente-huit articles. Parmi ceux-ci, l'article 138 revêt une importance particulière, stipulant que « La République et Canton du Jura peut accueillir toute partie  du  territoire  jurassien  directement  concerné  par  le  scrutin  du  23  juin  1974  si  cette partie  s'est  régulièrement  séparée  au  regard  du  droit  fédéral  et  du  droit  du  canton intéressé ». Cet article, vivement critiqué par les antiséparatistes et le Conseil exécutif bernois, entraînera une rupture des relations entre les autorités bernoises et l'Assemblée constituante jurassienne.

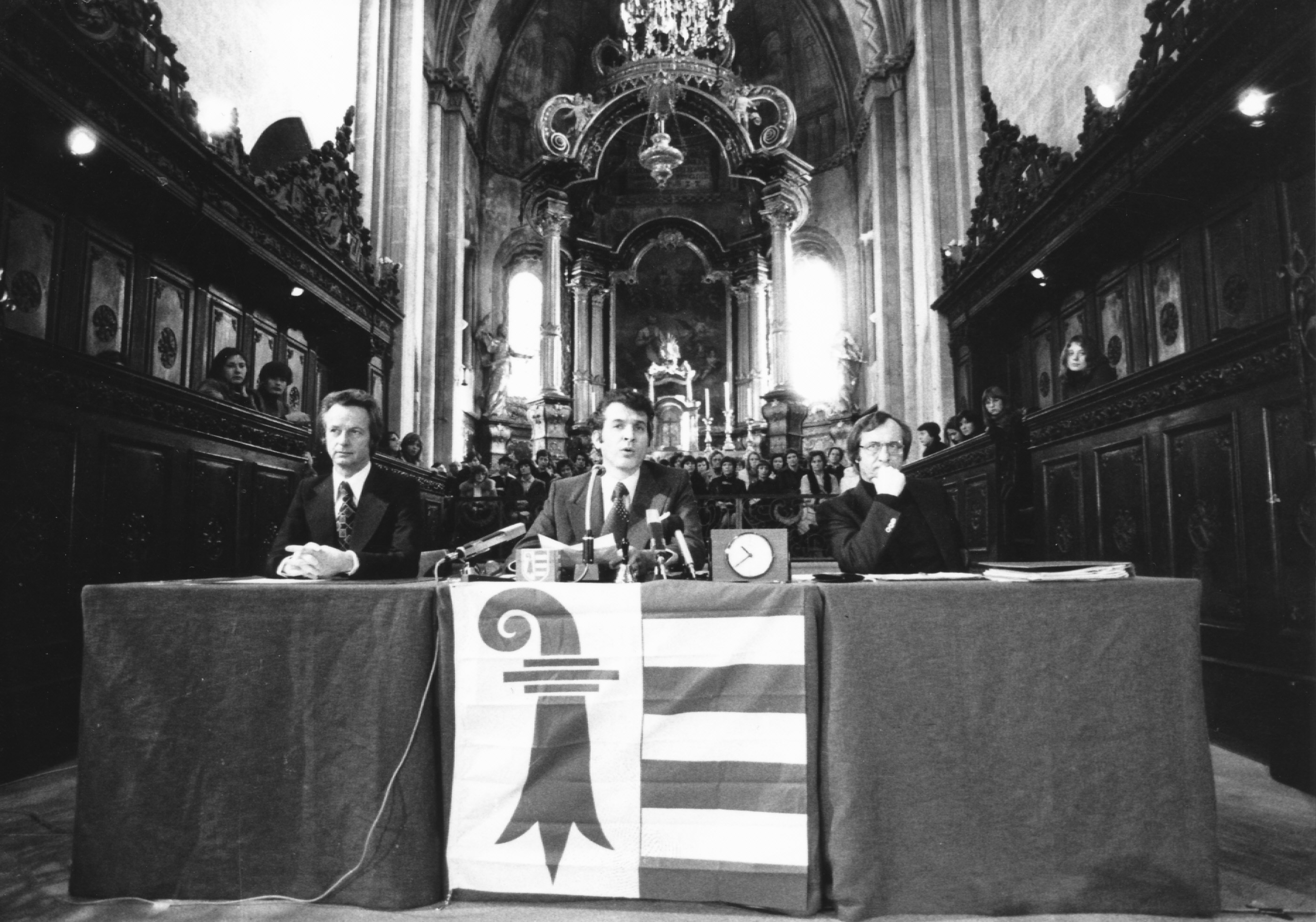
Roland Béguelin, François Lachat et Joseph Boinay lors de la cérémonie d'acceptation de la Constitution jurassienne, qui s'est tenue le 3 février 1977 dans la collégiale de Saint-Ursanne, où l'Assemblée constituante était réunie.

La Constitution jurassienne est finalement adoptée par la population lors de la votation du 20 mars 1977, avec 82,5 % d’approbation, soit 27 062 voix pour et 5 749 contre. Le taux de participation atteint 79,7 %. Ce même jour, le peuple jurassien confie également à l'Assemblée constituante jurassienne le mandat de créer la législation cantonale, dans la mesure où les lois héritées du canton de Berne étaient en contradiction avec la nouvelle Constitution, et de veiller aux intérêts du canton en formation. Cette proposition est approuvée à 82,1 %, soit 26 941 voix pour et 5 880 contre. Le taux de participation s'élève à 79,7 %,.

Le 21 juin, les deux chambres fédérales acceptent la nouvelle Constitution du canton du Jura, à l'exception de l'article 138, qui ne bénéficie pas de la garantie fédérale en raison de son « incompatibilité avec l'esprit de solidarité fédérale ». Une votation fédérale peut alors être organisée. L'arrêté fédéral concernant la création d'un canton du Jura est publié le 9 mars 1978,,.

###### La Constitution bernoise
Au cours du mois de mars 1977, le Conseil exécutif bernois informe le Grand Conseil bernois de son intention de supprimer la notion de « peuple jurassien » de la Constitution bernoise. En réaction à cette décision, plusieurs séparatistes manifestent à Moutier le 2 avril,. Les 1 000 personnes présentes à la manifestation sont repoussées par les grenadiers bernois. Finalement, le 5 décembre, le Grand Conseil bernois adopte la décision de supprimer la référence au « peuple jurassien » dans sa constitution.
L'adoption de la réorganisation constitutionnelle du canton de Berne le 5 décembre 1976 a permis d'introduire d'autres ajustements en vue de la période postérieure à la séparation. Le « Conseil des 187 » (soit le Grand Conseil bernois sans les treize députés des districts du Jura septentrional) a décidé plusieurs modifications. En premier lieu, il a renforcé les droits de participation du Jura bernois et du Laufonnais, qui étaient particulièrement concernés. La minorité francophone, dont les effectifs avaient été réduits de près de moitié, n'avait désormais droit qu'à un seul siège au Conseil-exécutif bernois, contre deux auparavant. Les nouveaux députés et conseillers d'État, élus en avril 1978, devaient mener leur mandat jusqu'en 1982, malgré la séparation du Jura septentrional, le Grand Conseil bernois se voyant réduit des membres des districts séparés après la date de la scission. Un article de la Constitution prévoyait de prendre en compte « les besoins spécifiques du Jura bernois et, en matière linguistique et culturelle, de la population francophone du district bilingue de Bienne d'une part et du Laufonnais d'autre part ». Par conséquent, les habitants de ces régions devaient bénéficier de droits particuliers de proposition et de consultation dans les affaires les concernant. En outre, un autre article accordait aux députés de la minorité francophone et du Laufonnais le droit de demander un second vote au Grand Conseil bernois, dans les cas où ils auraient voté majoritairement en désaccord avec le reste des députés sur une question les touchant directement. La notion de « peuple jurassien » est également supprimée indirectement de la Constitution bernoise.
Le projet est soumis à votation le 26 février 1978, et 80,8 % de la population, soit 214 178 voix pour et 50 803 contre, approuve la Constitution révisée. Le taux de participation atteint 46,3 %,. Toutefois, les résultats de Moutier ont initialement fait défaut, en raison du vol de cinq urnes par le Groupe Bélier pendant la nuit. Cette action visait à protester contre la suppression du terme « peuple jurassien » dans la Constitution bernoise. Le scrutin a dû être réorganisé une semaine plus tard dans cette localité, sans pour autant affecter le résultat global.

##### Première votation de Laufon
À la suite des discussions avec les différents cantons et sur la base de l'amendement constitutionnel de 1970, la Commission de district de Laufon décide de soumettre la question au corps électoral. Pour ce faire, le comité Ja zur besten Lösung (Oui à la meilleure solution) lance une initiative populaire intitulé « initiative populaire pour l'introduction de la procédure de rattachement à un canton voisin ». Cette initiative est déposée à la chancellerie cantonale bernoise le 18 novembre 1977, accompagnée de 4 960 signatures, représentant 61,3 % du corps électoral de Laufon. Elle est validée par le Grand Conseil bernois le 6 février 1978, avec 141 voix en faveur et aucune opposition. Les électeurs du Laufonnais acceptent l'initiative le 18 juin 1978 avec 65,08 % de voix en faveur, soit 4 164 voix contre 2 234. Le taux de participation s'élève à 79,2 %,,.

##### Votation fédérale
Le 5 septembre 1978, un accord de répartition des biens est signé par le Conseil fédéral, représenté par Kurt Furgler, le Conseil exécutif bernois, représenté par Ernst Jaberg, ainsi que par l'Assemblée constituante jurassienne, représentée par François Lachat.

Pour accueillir un nouveau canton au sein de la Confédération, il est nécessaire de modifier l'article premier de la Constitution fédérale, qui énumère les cantons suisses, ainsi que l'article 80 concernant le nombre de conseillers aux États. le Conseil fédéral présente, le 16 novembre 1977, un arrêté fédéral visant à modifier la Constitution fédérale. Le 9 mars 1978, le Conseil national approuve cette modification par 135 voix contre 8, tandis que le Conseil des États l'adopta à l'unanimité, avec 37 voix favorables. Le référendum obligatoire fut précédé d'une vaste campagne menée par les partisans de la création du canton, campagne soutenue par l'ensemble des partis politique du pays, à l'exception des petits partis d'extrême droite, qui s'y opposèrent. L'argument principal en faveur de cette initiative reposait sur le droit à l'autodétermination des Jurassiens. Les rares opposants critiquaient quant à eux les méthodes du Rassemblement jurassien et jugeaient la Constitution cantonale jurassienne partiellement non conventionnelle. Ainsi, le référendum constitutionnel obligatoire est organisé le 24 septembre 1978, requérant l'approbation de la majorité du peuple et des cantons suisses,. Lors de ce référendum no 288, 82,3 % des électeurs de tous les cantons, soit 1 309 841 voix pour et 281 873 contre, se prononcent en faveur de la création du nouveau canton du Jura, et tous les 22 cantons (soit 100 %) l'acceptent également. Le taux de participation s'élève à 42,04 %,,.
Le jour même, plusieurs milliers de Jurassiens se rassemblent à Delémont, où les résultats sont annoncés depuis le parvis de l'Hôtel de Ville par François Lachat, Germain Donzé et Roland Béguelin.

Du côté pro-bernois, le Groupe Sanglier disparaît notamment en raison de plusieurs manifestations qui ont mal tourné.

##### Élections

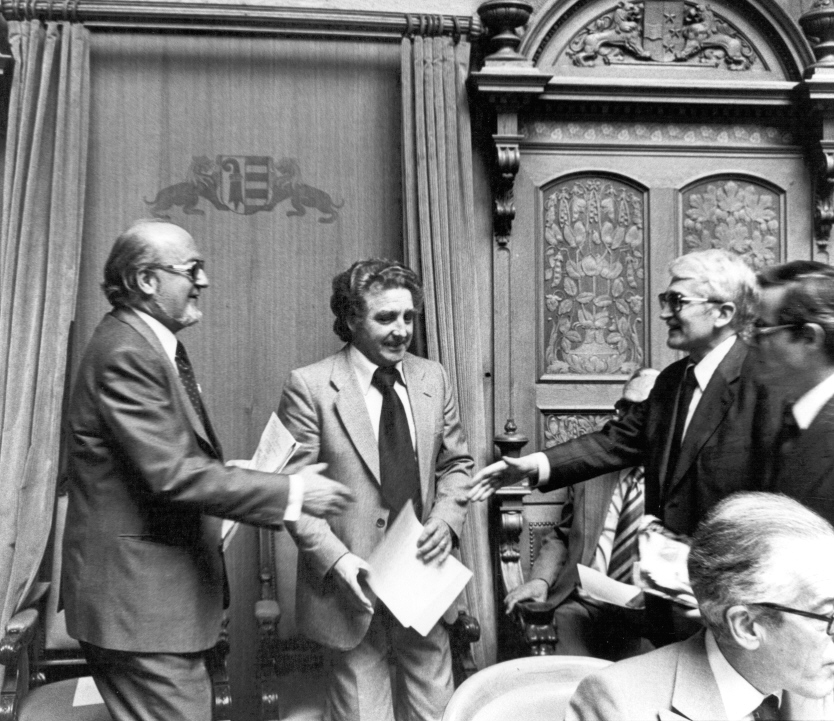
Roger Schaffter et Pierre Gassmann, le 11 novembre 1986, devant leurs sièges dans la salle du Conseil national.

Dès l'annonce des élections cantonales, des tensions émergent entre les partis politiques et le Rassemblement jurassien. En effet, le mouvement séparatiste vise à établir un État jurassien déterminé à « récupérer » les districts jurassiens demeurés sous administration bernoise. Pour atteindre cet objectif, le Rassemblement jurassien incite la population à élire un gouvernement issu de la « coalition du 23 juin », composée de deux membres du PDC, un socialiste, un représentant du PCSI et un radical réformiste. L'un des objectifs de cette démarche est de marginaliser le Parti radical.
Pour les élections cantonales, la population jurassienne élit son futur gouvernement le 17 novembre 1978 et son parlement le 19 novembre. Le Gouvernement jurassien se compose de cinq ministres et est présidé, durant sa première année, par François Lachat (PDC). Le Parlement jurassien, quant à lui, est constitué de cinquante députés, avec Roland Béguelin (PS) en tant que premier président. Joseph Boinay (PDC) est élu chancelier,.
Au niveau fédéral, au Conseil des États, Roger Schaffter (PDC) et Pierre Gassmann (PS) sont élus respectivement les 30 octobre et 29 novembre. En ce qui concerne l'élection au Conseil national, il faudra attendre les élections fédérales, qui se tiendront dans neuf mois.

Les travaux de l'Assemblée constituante jurassienne se terminent le 6 décembre.

#### De 1979 à 1999

##### 23ecanton
Le 1er janvier 1979, la République et Canton du Jura accède à la souveraineté au sein de la Confédération suisse. Depuis lors, le terme de « Jura bernois » (appelé « Jura sud » par les partisans du séparatisme) est apparu pour désigner les districts jurassiens historiques restés sous la tutelle dans le canton de Berne, à savoir Moutier, Courtelary et La Neuveville.

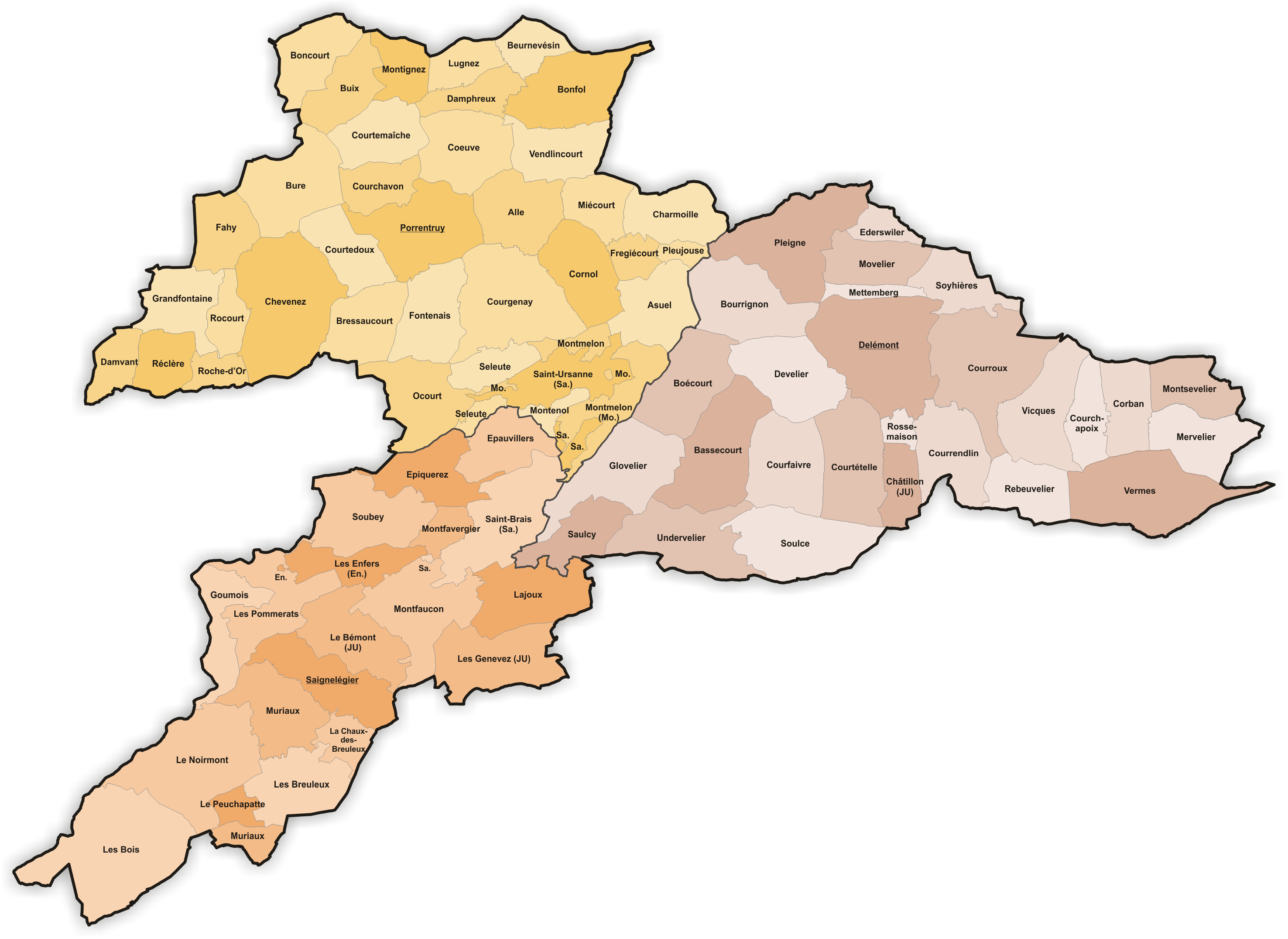
Carte de la République et canton du Jura au 1er janvier 1979.
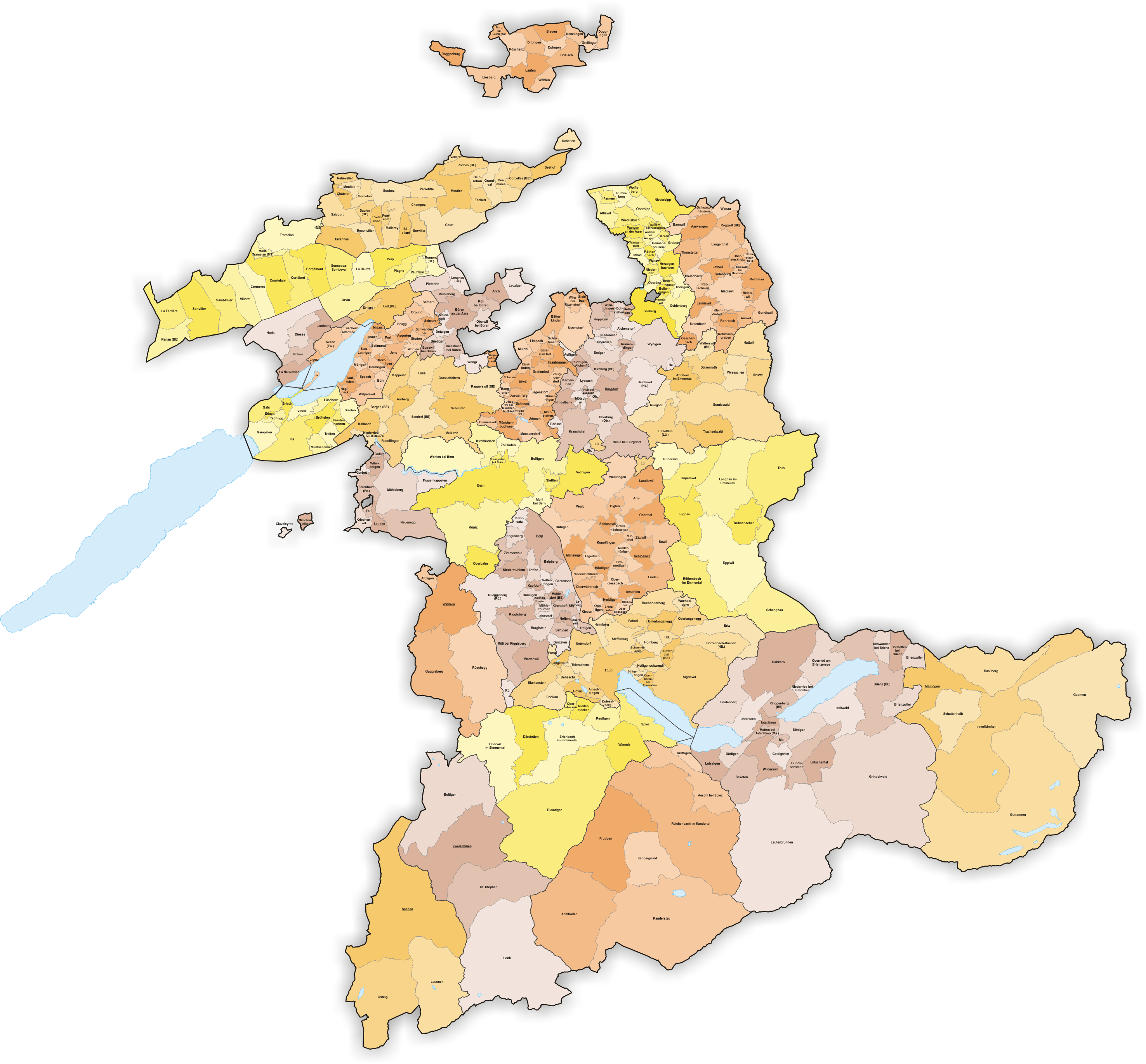
Carte du canton de Berne au 1er janvier 1979.

Le Conseil des États, initialement composé de quarante-quatre sièges, voit son effectif augmenté de deux sièges pour accueillir Roger Schaffter (PDC) et Pierre Gassmann (PS), qui prêtent serment le 5 mars. Ce n’est toutefois que le 21 octobre 1979, lors des élections fédérales pour la 41e législature, que les Jurassiens élisent leurs premiers députés au Conseil national. Le canton de Berne perd alors deux sièges au profit du nouveau canton. Les premiers députés élus sont Jean Wilhelm (PDC) et Gabriel Roy (PCSI).

##### Tentions entre séparatistes et autorités jurassiennes
Dès l'accession à la souveraineté du nouveau canton, les intérêts des mouvements séparatistes, principalement représentés par le Rassemblement jurassien, et ceux du Gouvernement jurassien commencent à diverger. Les mouvements séparatistes, sous la conduite de Roland Béguelin, continuent de suivre une ligne politique intransigeante. Leurs positions, inchangées depuis 1947, reposent sur une critique acerbe et constante à l'encontre du Conseil exécutif bernois et du Conseil fédéral, qu'ils accusent d'inaction face à la Question jurassienne. Cette posture rigide entraîne des dissensions au sein même du camp séparatiste, certains y étant moins favorables.
Le Gouvernement jurassien, lié par sa constitution à s'intégrer dans le cadre de la Confédération, adopte une approche plus modérée. Afin d'apaiser les tensions, il privilégie le dialogue et la réconciliation, cherchant à se rapprocher des antiséparatistes du Jura bernois et du Conseil exécutif bernois, tout en poursuivant le même objectif que les séparatistes : la réunification. Cependant, les relations entre Roland Béguelin et les autorités jurassiennes se dégradent progressivement, menant finalement à une rupture.
Cette atmosphère peut être illustrée par un exemple concret : Le premier Gouvernement jurassien, nouvellement élu, décide d'organiser des festivités pour célébrer l'entrée en souveraineté de la République et canton du Jura. La Confédération et tous les cantons sont ainsi invités à Delémont le 11 mai 1979. Cependant, le 6 mars, le conseiller national socialiste bernois (mais de courant séparatiste), Jean-Claude Crevoisier, intervenant lors des débats de l'Assemblée fédérale, critique l'additif constitutionnel de 1970 qui a organisé le plébiscite jurassien, le qualifiant d'antidémocratique. Cette intervention suscite la colère du conseiller fédéral Kurt Furgler, qui traite ses propos de « bêtises ». Le Rassemblement jurassien, considérant que l'injure faite à Jean-Claude Crevoisier porte atteinte à l'honneur de l'ensemble du peuple jurassien, demande des excuses officielles par le biais d'une pétition populaire. Face au refus de Kurt Furgler de s'excuser, le Rassemblement jurassien sollicite l'annulation des festivités. Le Gouvernement jurassien, après avoir initialement décidé de les maintenir, finit par les annuler au dernier moment.

##### Consultations du Laufonnais et de Bâle-Campagne
Le 13 janvier 1980, une première consultation populaire est organisée pour déterminer les préférences des Laufonnais concernant un éventuel rattachement à un canton voisin. Les habitants se prononcent sur le canton qu'ils privilégieraient dans le cadre d'une procédure de rattachement. Bien que le district de Laufon ne partage pas de frontière avec Bâle-Ville, il entretient des liens économiques significatifs avec cette ville, où 1 000 des 14 000 habitants du district travaillent. Le canton de Bâle-Campagne présente l'avantage de disposer d'une frontière commune et d'inclure une part importante de la métropole bâloise. Enfin, le canton de Soleure, majoritairement catholique, présente également des frontières communes significatives avec le Laufonnais.

Lors du premier tour, à la question « Avec quel canton le district de Laufon devrait-il ouvrir une procédure de rattachement ? », le canton de Bâle-Campagne est privilégié par 51,5 %, soit 3 167 voix, par les dix communes de Blauen, Dittingen, Duggingen, Grellingen, Laufon, Liesberg, Nenzlingen, Röschenz, Wahlen et Zwingen. Vient ensuite Soleure avec 32,5 %, soit 1 999 voix, obtenues par les deux communes de Brislach et Roggenburg. Enfin, avec 16 %, soit 983 voix, Bâle-Ville est éliminé, bien que seule la commune de La Bourg ait majoritairement voté en sa faveur. Le taux de participation atteint 75,5 %. Le 16 mars, une deuxième consultation est organisée. Bâle-Campagne en sort victorieux avec 64,6 %, soit 4 233 voix contre 2 315 pour Soleure. Seules les deux communes de Brislach et Roggenburg ont voté en faveur de Soleure. Le taux de participation s'élève à 78,2 %,,. La Commission du district de Laufon est alors mandatée pour engager des pourparlers avec les autorités du canton de Bâle-Campagne et définir les modalités d'un éventuel transfert.

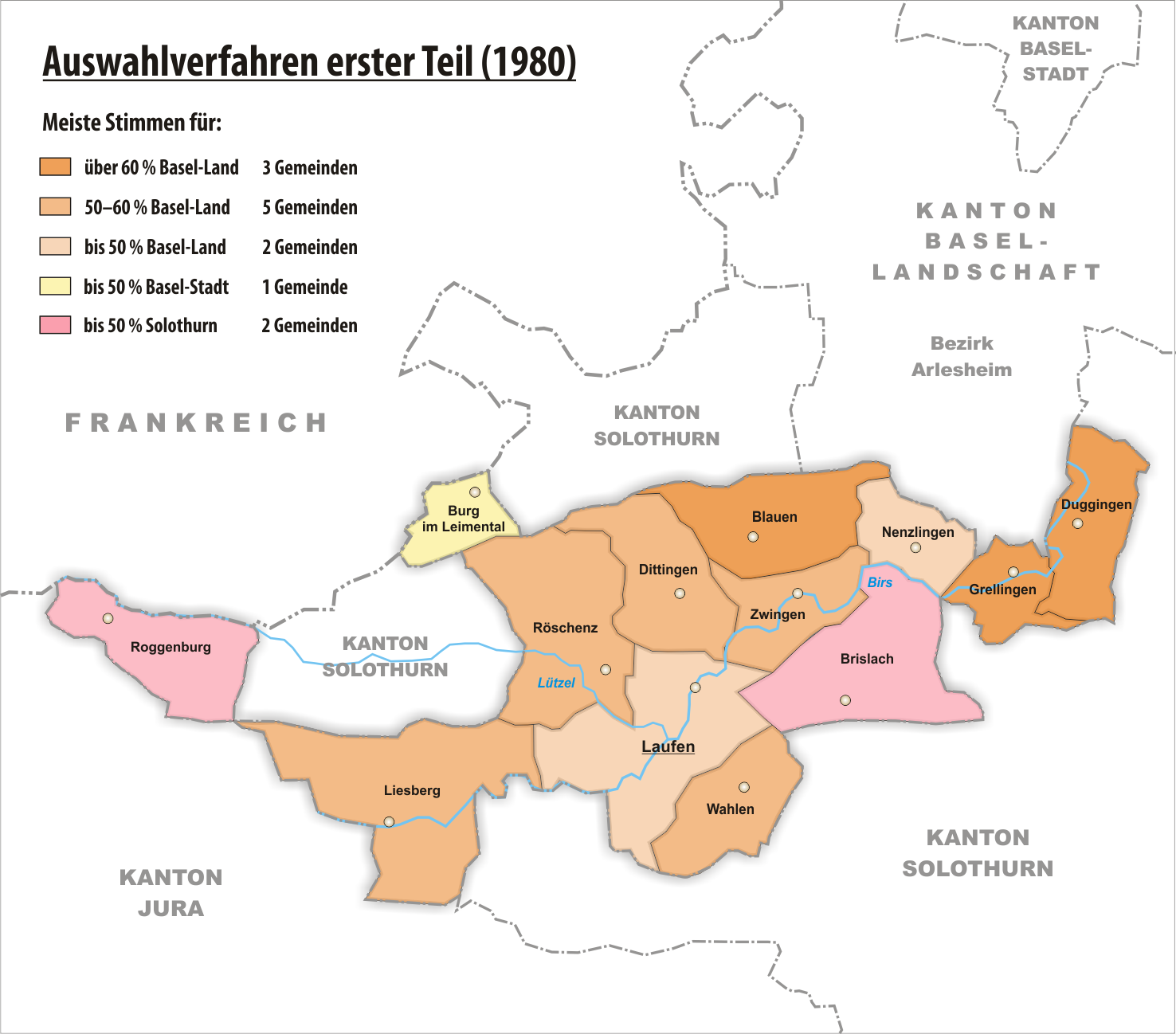
Carte du résultat de la première consultation populaire districal Laufonnaise du 13 janvier 1980.
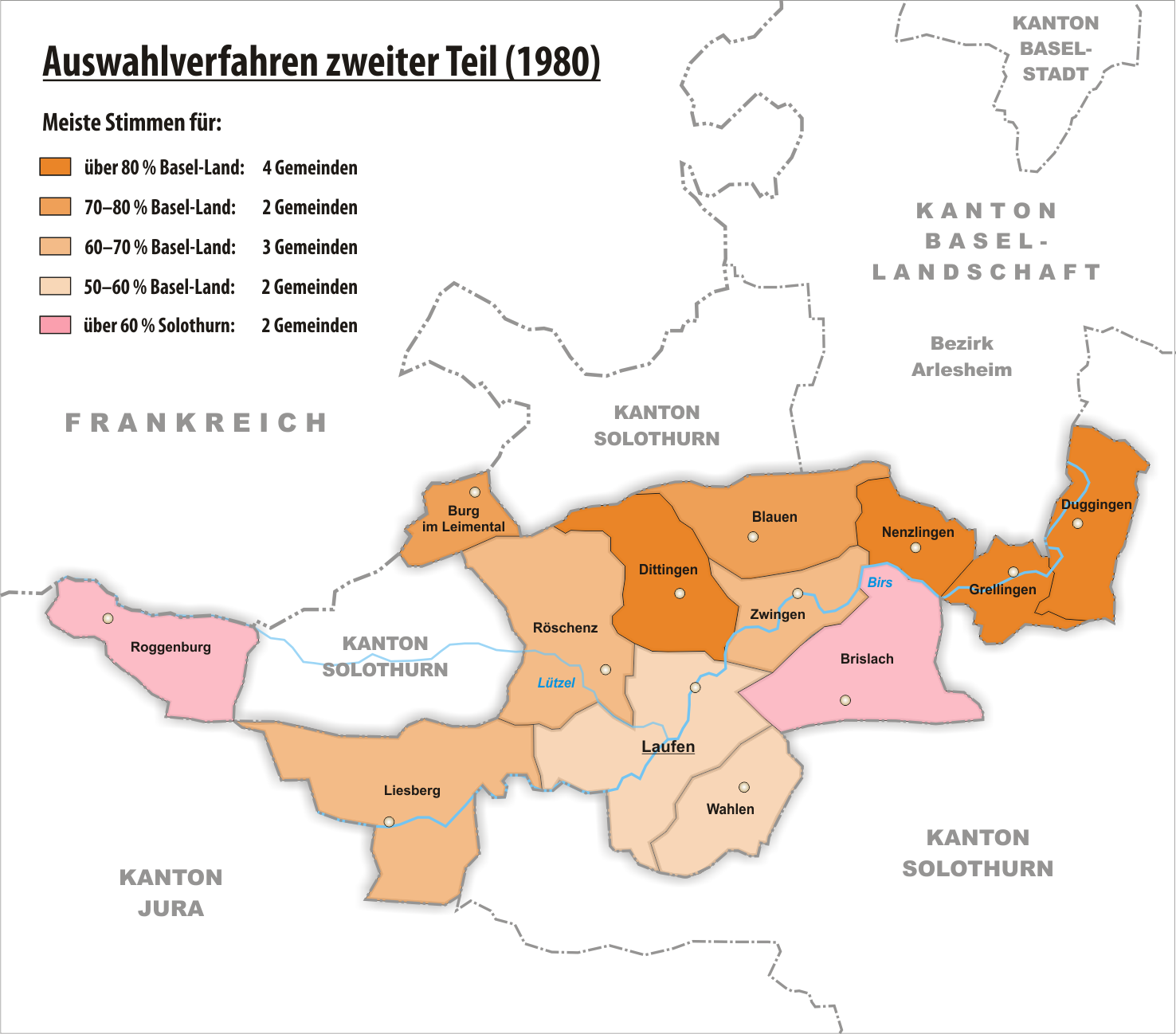
Carte du résultats de la deuxième consultation populaire districal Laufonnaise du 16 mars 1980.

Il incombe désormais à la Commission du district de Laufon d'élaborer un contrat d'adhésion concret en collaboration avec une commission gouvernementale du canton de Bâle-Campagne, la direction de la justice de Bâle-Campagne et accompagnée d'une commission du Landrat composée de treize membres. Le 20 janvier 1983, la commission du district de Laufon a approuvé le contrat négocié avec la canton de Bâle-Campagne par 14 voix contre 11. Peu après, le 8 février, le Conseil d'État de Bâle-Campagne a donné son accord à l'unanimité. Le 2 mai, le Landrat de Bâle-Campagne a également approuvé cet accord par 57 voix contre 7, avec 5 abstentions. Les 112 articles de ce contrat régissaient divers aspects, tels que l'intégration dans l'ordre juridique de Bâle-Campagne, l'égalité des droits pour les habitants du Laufonnais par rapport aux autres citoyens du canton, la poursuite des engagements en cours, ainsi que la reprise des institutions et des employés cantonaux.
À Bâle-Campagne, le 11 septembre 1983, trois questions de fond étaient soumises au vote, en plus du contrat concernant Laufon : une modification de la Constitution cantonale de Bâle-Campagne et une loi d'admission. La modification constitutionnelle portait sur l'augmentation du nombre de députés au Landrat, passant de 84 à 90, ainsi que sur la création d'un nouvel arrondissement administratif et d'un nouvel arrondissement judiciaire à Laufon. La loi d'admission régissait la création d'arrondissements pour la tutelle administrative et la justice de paix, la reprise de l'hôpital de Laufon, ainsi que le maintien de la section prégymnasiale au gymnase de Laufon-Thierstein.

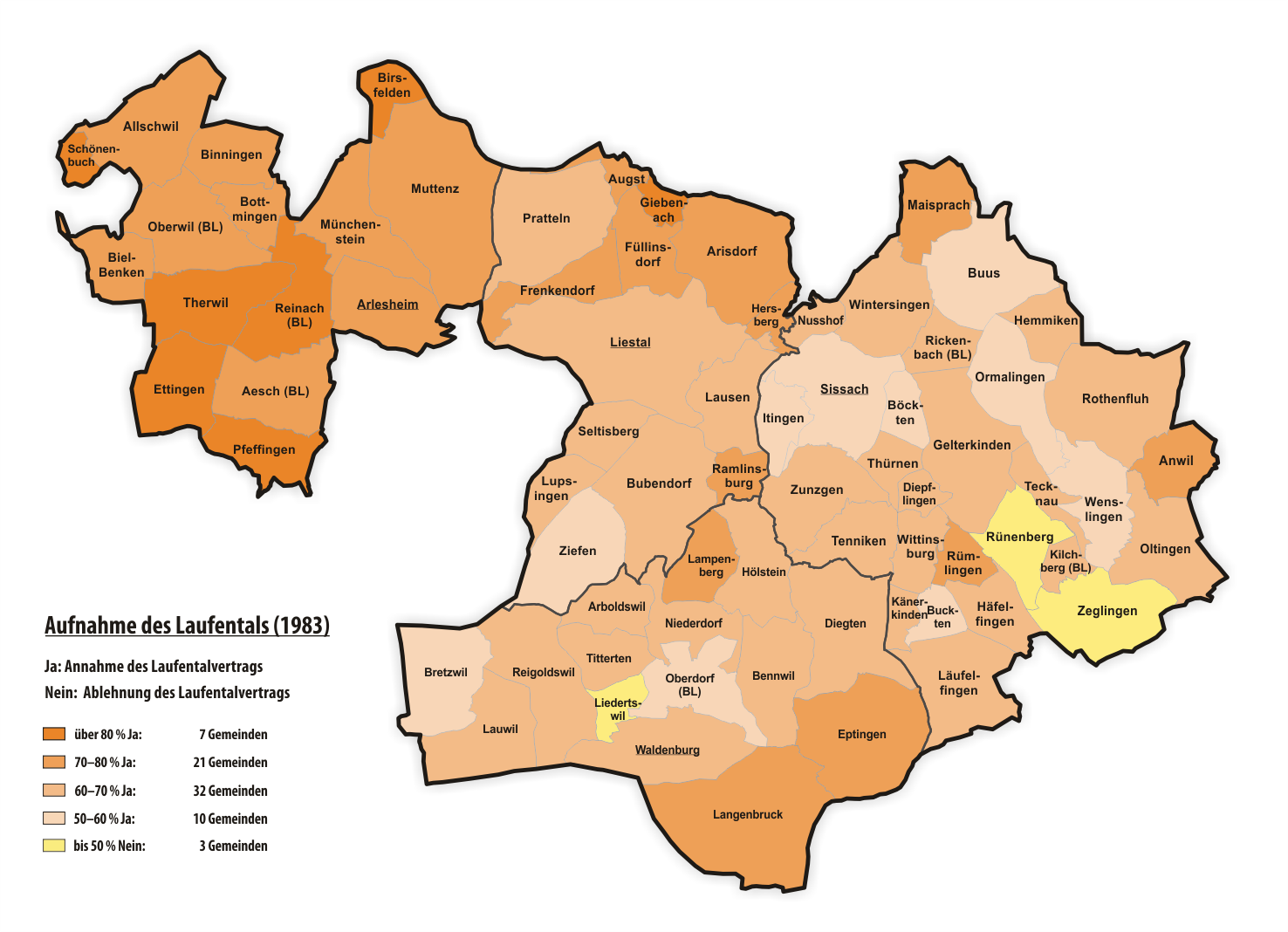
Carte du résultat de la votation cantonale de Bâle-Campagne du 11 septembre 1983 (première question : Traité du Laufonnais).

À la première question, « Acceptez-vous le contrat négocié avec la commission du district de Laufon en vue d'un rattachement de ce district au canton de Bâle-Campagne ? », le corps électoral de Bâle-Campagne l’accepte à 72,7 %, soit 36 810 voix pour et 13 845 contre. À la deuxième question, « Acceptez-vous la modification de la Constitution cantonale de Bâle-Campagne ? », le corps électoral l’accepte à 73 %, soit 36 934 voix pour et 13 678 contre. À la troisième question, « Acceptez-vous l'accueil du distrcit de Laufon au sein du canton de Bâle-Campagne ? », le corps électoral l’accepte à 73 %, soit 36 912 voix voix pour et 13 683 contre. Sur l'ensemble des trois questions, seules les trois communes de Liedertswil, Rünenberg et Zeglingen se sont opposées. Les taux de participation à ces trois questions s’élèvent à 34,3 %,.

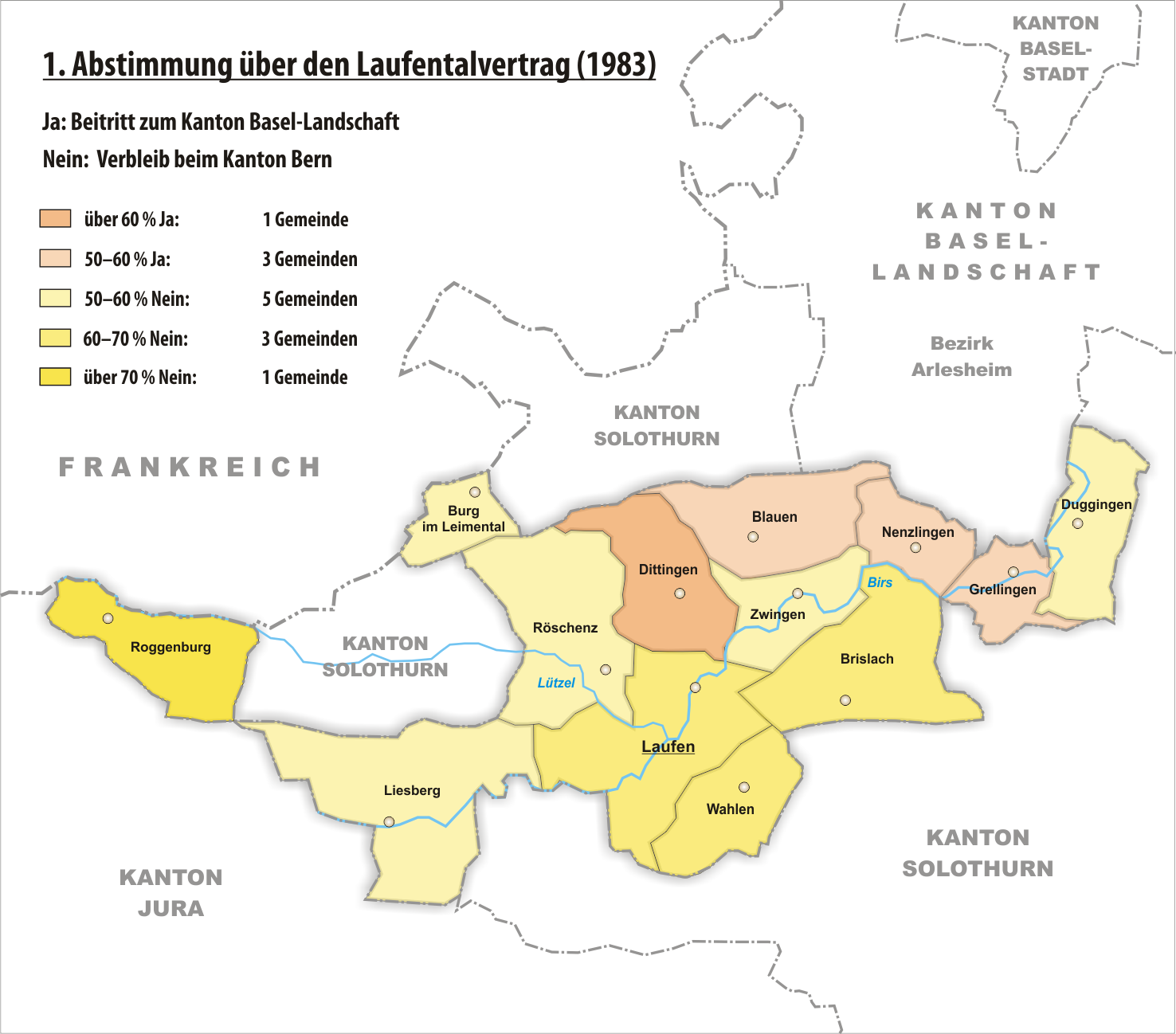
Carte du résultats de la votation populaire districal Laufonnaise du 11 septembre 1983.

Le 11 septembre 1983, un scrutin est également organisé dans le district de Laufon pour déterminer son appartenance cantonale, opposant le canton de Berne à celui de Bâle-Campagne. Contre toute attente, les électeurs du Laufonnais se prononcent en faveur du maintien dans le canton de Berne à 56,68 %, soit 4 675 voix contre 3 575,. Seules les communes de Blauen, Dittingen, Grellingen et Nenzlingen ont enregistré une majorité en faveur du oui. Le taux de participation s’élève à 93 %,.
Dès l'année suivante, le Grand conseil bernois a transformé la Commission du district de Laufon en conseil de district.

##### Le cas de Vellerat et d'Ederswiler
Dès 1979, le Conseil exécutif bernois s'efforce de négocier avec le nouveau Gouvernement jurassien concernant les situations des communes de Vellerat et d'Ederswiler. En effet, en raison des conditions entourant le plébiscite jurassien, ces deux communes n'ont pas pu se prononcer officiellement lors du troisième plébiscite, car elles ne se situaient pas le long de la future frontière cantonale. Vellerat souhaite rejoindre le canton du Jura, tandis qu'Ederswiler préfère rester une commune d'un canton germanophone et ne désire pas devenir jurassienne.
Le Conseil exécutif bernois envisage alors un échange : Vellerat contre Ederswiler. Cependant, il est établi que « le rattachement des communes de Vellerat et Ederswiler à un autre canton ne constitue pas une simple rectification de frontières mais bien une cession de territoire entre cantons ». En conséquence, le Conseil fédéral estime qu'un tel rattachement modifie les rapports de force réciproques et l'équilibre confédéral, ne pouvant donc intervenir que par une révision matérielle de la charte fédérale. Une cession de territoire à un autre canton constitue un traité de nature politique, interdit par la Constitution fédérale. Ainsi, un tel rattachement nécessite l'approbation du peuple et des cantons, soit une votation au niveau fédéral. Le Conseil fédéral juge préférable de résoudre d'abord la question du district de Laufon avant de s'occuper des cas de Vellerat et d'Ederswiler.
Du côté jurassien, l'échange d'Ederswiler contre Vellerat n'est pas envisageable ; le Gouvernement jurassien accuse le canton de Berne de tenter d'« amputer le territoire jurassien ». Pour le Rassemblement jurassien, Ederswiler constitue une commune qui a été « germanisée et doit par conséquent rester jurassienne ». Un échange ne serait accepté que si le canton de Berne cédait l'intégralité du Jura bernois.
Depuis 1981, une conférence tripartite réunissant les représentants de Berne, du Jura et de la Confédération est organisée afin de régler les situations des communes de Vellerat et d'Ederswiler. Face à la lenteur des négociations, les autorités de Vellerat adresse un ultimatum aux autorités bernoises puis se décide de suspendre tout liens administratifs avec la Berne cantonale. La commune se déclare « commune libre » dès le 11 août 1982 : Un poste-frontière est alors installé à l’entrée du village, et des passeports communaux y sont délivrés. Les habitants refusent  de verser leurs impôts et cessent de participer aux votations cantonales bernoises, boycotte les recensements fédéraux. Vellerat établit même des liens de jumelage avec les localités autonomistes étrangères tel que les Fourons et la République du Saugeais,,. Parallèlement, le Groupe Bélier mène un certain nombre d'opérations pour attirer l'attention du public sur les aspirations de cette localité. De son côté, Ederswiler soumet plusieurs pétitions en faveur de son maintien dans le canton de Berne, en rejoignant le district voisin de Laufon, mais ces démarches s'avèrent infructueuses,.

##### Groupe Sanglier
En 1982, Marc Houmard entre en contact avec Guillaume-Albert Houriet pour lui demander de relancer le Groupe Sanglier. Ce dernier accepte et en prend la présidence. Contrairement à la première phase, tous les partis politiques sont désormais acceptés au sein du groupe. Les membres s'unissent autour d'un objectif commun : préserver le Jura bernois au sein du canton de Berne et empêcher toute influence séparatiste dans les affaires locales.

##### Affaire des caisses noires

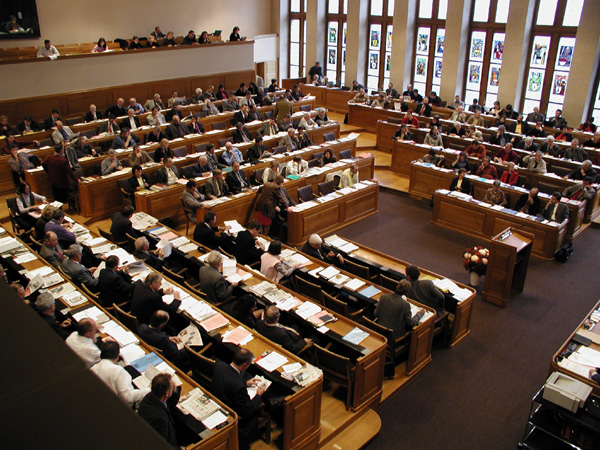
Le Grand Conseil bernois en session à l'Hôtel de Ville de Berne.

Le 28 mars 1984, Rudolf Hafner, alors contrôleur des finances du canton de Berne, découvre des irrégularités dans les comptes de l'État. Il constate que le Conseil exécutif bernois a enfreint la loi sur les finances publiques en créant un compte secret intitulé « imprévu » et en utilisant de manière abusive des fonds provenant de diverses institutions financées par l'État pour des fêtes, des voyages, des cadeaux privés et des versements à des organisations. Rudolf Hafner rédige un rapport de vingt-trois pages, que le secrétaire de la direction des finances, Urs Köhli, tente de dissimuler.
Le 23 août, Hafner prend l'initiative d'envoyer ce rapport, accompagné d'une requête demandant l'ouverture d'une enquête disciplinaire, aux 200 députés du Grand Conseil bernois. L'enquête est ensuite transmise au juge d'instruction, et le 5 septembre, le bureau du Grand Conseil nomme une commission spéciale d'enquête. Celle-ci rend son rapport le 26 août 1985. Constatant que le Conseil exécutif bernois cherche à minimiser l'affaire, la commission rédige un second rapport, qui secoue l'ensemble du pays.
Entre 1979 et 1984, le Conseil exécutif a versé 100 000 francs suisses au mouvement Force démocratique, 125 000 francs suisses à la société de Radio Jura bernois et environ 170 000 francs suisses à diverses personnalités antiséparatistes afin de financer des fêtes, des manifestations et des campagnes électorales pro-bernoises. Du côté du Laufonnais, environ 395 000 francs suisses ont été versés entre 1980 et 1983 au mouvement antiséparatiste pro-bernois local, notamment l'Aktion Bernisches Laufental (ABL), dans le but d'influencer la votation du 11 septembre 1983,,. Certains montants ont été directement prélevés des fonds de la loterie SEVA (de)
Le 14 octobre 1985, le Conseil exécutif bernois reconnaît officiellement les faits, admettant que ces versements ont commencé dès 1974. Il révèle qu'entre 1974 et 1982, un total de 730 000 francs suisses a été versé à des organisations antiséparatistes pro-bernoises du Jura, telles que Force démocratique, dans le but d'influencer les plébiscites jurassiens de 1974 et 1975.
Cette « Affaire des caisses noires bernoises » provoque un scandale à l'échelle nationale : des séparatistes, des députés bernois et jurassiens ainsi que des particuliers, dénoncent une manipulation politique. Face à la controverse, deux membres du Conseil exécutif bernois, Werner Martignoni et Hans Krähenbühl, renoncent à se représenter pour un nouveau mandat. L'affaire prend ensuite une ampleur considérable, impliquant l'Assemblée fédérale, le Conseil fédéral et le Tribunal fédéral. Ce n'est que le 26 septembre 1990 que le Conseil exécutif bernois confirme officiellement son implication dans ce scandale.

##### Actions et première vague d'attentats séparatistes
Depuis l’entrée en souveraineté du canton du Jura en 1979, et dans la continuité de l’attitude du nouveau gouvernement jurassien, la plupart des organisations séparatistes jurassiennes modèrent leurs actions spectaculaires. C’est notamment le cas du Groupe Bélier qui, dès 1981, se détache du Rassemblement jurassien pour devenir une organisation autonome. Il procède alors à une importante restructuration interne, se limitant désormais à des actions plus ciblées et moins spectaculaires qu’auparavant. Cette réorientation stratégique ne fait toutefois pas l’unanimité au sein du Groupe Bélier. En réaction, certains membres fondent secrètement une sous-organisation clandestine, déterminée à poursuivre des actions plus radicales en faveur du rattachement des territoires jurassiens restés bernois après les plébiscites de 1975/1976. L’une de leurs premières actions survient le 26 septembre 1982, avec le vol des urnes au bureau de vote de Vellerat. Le commando revendique alors l’opération au nom de l’Armée de libération du Jura (ALJ).
De son côté, afin de marquer le dixième anniversaire du plébiscite jurassien, le Groupe Bélier officiel mène les deux actions les plus emblématiques de son histoire : le renversement de la Sentinelle des Rangiers, le 1er juin 1984, suivi du vol de la pierre d’Unspunnen, le 3 juin de la même année.
Le 4 septembre 1985, la sous-organisation clandestine issue du Groupe Bélier perpètre un attentat à l’explosif contre le Tribunal de district de Moutier. L’attaque est revendiquée sous le nom de Deuxième fraction révolutionnaire du Groupe Bélier. Dans la nuit du 13 octobre 1986, la fontaine de la Justice, située dans la vieille ville de Berne, est vandalisée et presque entièrement détruite. Bien que sa destruction n'ait jamais été officiellement revendiquée, cet acte est serait attribué à la Deuxième fraction révolutionnaire du Groupe Bélier. Entre septembre et décembre 1987, plusieurs séries d’attentats sont perpétrées. Il s’agit principalement d’incendies visant des dépôts de munitions de l’armée et des stands de tir situés sur les territoires jurassien et bernois, ainsi que d’une tentative d’incendie du pont de Büren an der Aare, construit en 1821. Tous ces actes sont revendiqués par la sous-organisation clandestine issue du Groupe Bélier, qui signe désormais sous le nom de Nouveau Front de libération jurassien,.
Outre les autorités fédérales et celles du canton de Berne, le gouvernement jurassien condamne également les attentats, les qualifiant de contre-productifs pour l’objectif de réunification. De leur côté, le Rassemblement jurassien et le Groupe Bélier prennent leurs distances vis-à-vis des attaques, tout en critiquant le gouvernement jurassien pour sa condamnation sans nuance de ces actes.
Cherchant à identifier les responsables de la destruction de la fontaine de la Justice à Berne, les autorités cantonales bernoises accusent le Groupe Bélier d’en être à l’origine. Début 1989, elles désignent l’un de ses membres, Pascal Hêche, comme principal suspect et le condamnent à deux ans de prison en première instance. Afin de protester contre cette condamnation, le 5 avril 1989, le Nouveau Front de libération jurassien incendie le pont de Büren an der Aare.

##### La lutte du district de Laufon
À la suite de la révélation de « l’Affaire des caisses noires bernoises », le député socialiste Jürg Schärer dépose une motion au Grand Conseil bernois, réclamant l'organisation d'un nouveau vote dans le Laufonnais, en raison des influences exercées par ce scandale. Parallèlement, des pétitions émanant du Mouvement laufonnais ainsi que de plusieurs communes du district circulent, tandis que cinq citoyens laufonnais déposent un recours auprès du Grand Conseil. De son côté, le Conseil de district du Laufonnais adresse une requête au Conseil exécutif bernois, demandant qu'une enquête approfondie soit menée et que les fonds versés sans base légale soient restitués.
Le Grand Conseil bernois, suivant la recommandation du Conseil exécutif, décide de ne pas donner suite au recours des cinq citoyens, de rejeter la pétition du Conseil de district ainsi que la motion de Jürg Schärer. Le Conseil de district, insatisfait, engage des démarches et adresse un nouveau recours au Conseil fédéral, demandant la création d'une commission d'enquête indépendante et l'organisation d'une nouvelle consultation populaire.
L'affaire prend une dimension nationale. Les cinq citoyens déposent un recours auprès du Tribunal fédéral qui, le 20 décembre 1988, annule les votations laufonnaise et bâloisee du 11 septembre 1983, estimant que le Conseil exécutif bernois n'avait pas le droit de s'impliquer financièrement dans la campagne référendaire. Une nouvelle votation est alors ordonnée.

##### Plainte du Jura auprès du Tribunal Fédéral

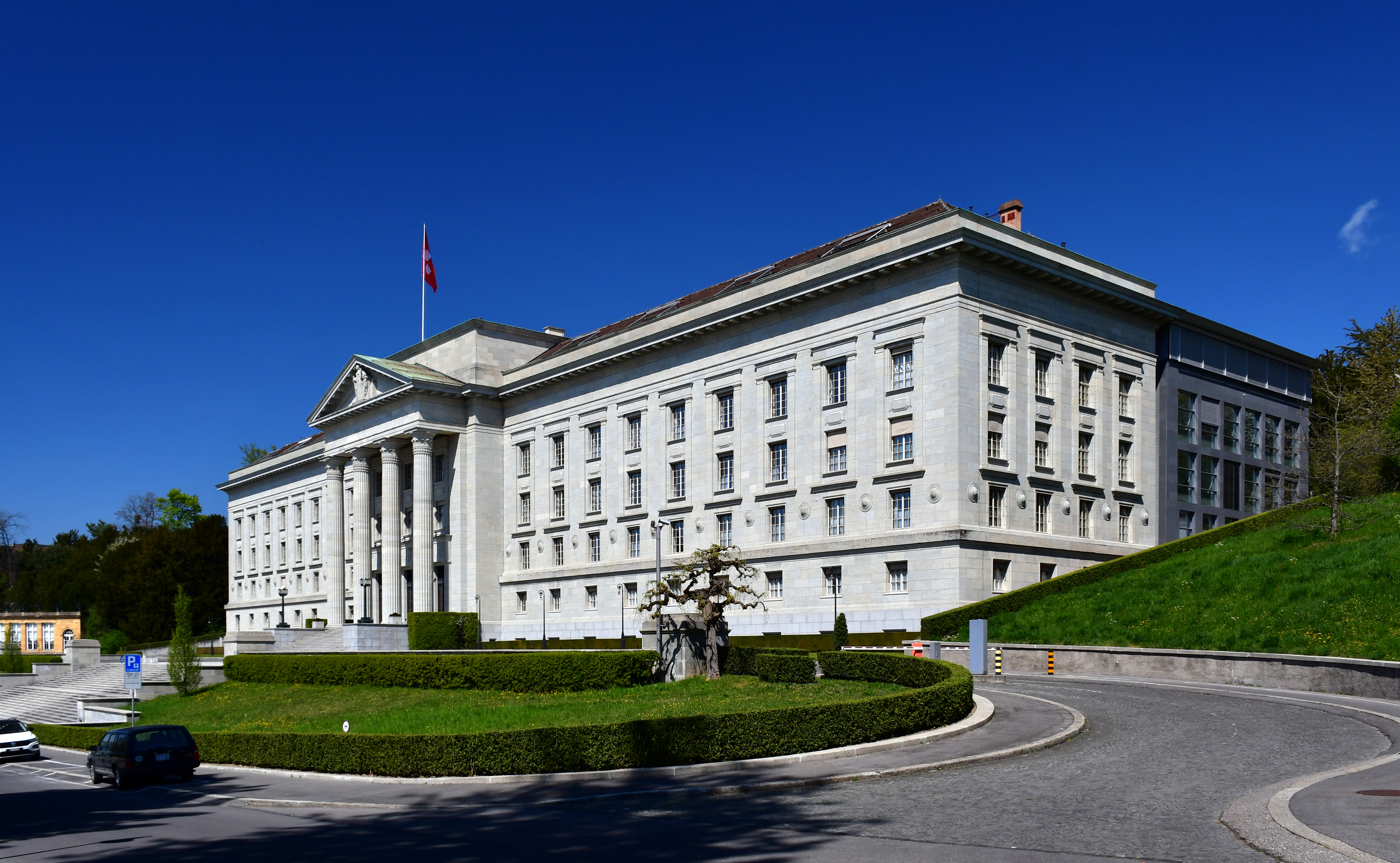
Le siège du Tribunal fédéral à Lausanne (VD).

Le 14 novembre 1985, le Gouvernement jurassien s’adresse au Conseil fédéral, dénonçant que le soutien financier apporté par le Conseil exécutif bernois aux mouvements antiséparatistes aurait biaisé les résultats des plébiscites jurassiens de 1974 et 1975, tout en soulevant des questions sur les aspects financiers du partage des biens. Il formule une requête visant à « d'ordonner tous les actes d'enquête nécessaires à l'établissement de l'ensemble des activités déployées par le Conseil-exécutif et toute autre autorité du canton de Berne en vue d'influencer les résultats des scrutins prévus par l'Additif constitutionnel du 1er mars 1970 par des versements, inadmissibles et contraires au droit, à l'une des parties; de déclarer viciés les scrutins entachés d'irrégularités ainsi qu'il a été dit ci-dessus et, partant, de permettre aux populations touchées de se prononcer librement à l'avenir sur leur intention de quitter à leur tour le canton de Berne pour rejoindre le canton du Jura ».
Le 22 janvier 1986, le Conseil fédéral se déclare incompétent sur la question et renvoie l’affaire au Tribunal fédéral. Après avoir examiné une demande de reconsidération émanant du Gouvernement jurassien, le Conseil fédéral confirme sa décision le 24 juin 1987. En réaction, le Gouvernement jurassien soumet une réclamation à l’Assemblée fédérale, lui demandant d’enjoindre le Conseil fédéral à traiter sa requête ou de prendre elle-même les mesures nécessaires. Cependant, l’Assemblée fédérale rejette la réclamation le 9 juin et confirme cette décision le 27 septembre 1988.
Le 16 janvier 1989, le Gouvernement jurassien adresse au Tribunal fédéral une demande visant à faire traiter sa requête comme une réclamation de droit public. Les revendications formulées par le Gouvernement jurassien sont les suivantes :
1. « Ordonner les mesures d'enquête nécessaires pour établir le montant en espèces et en nature versé publiquement ou secrètement à des groupements ou à des personnes individuelles faisant campagne pour le rattachement à Berne des trois districts du sud du Jura, puis pour le maintien dans le canton de Berne des communes frontalières, à l'occasion des plébiscites mentionnés au chiffre 2 ci-dessous. »
2. « Annuler le résultat des votes entachés d'irrégularités du 16 mars 1975, qui ont permis le retour au canton de Berne des districts de Moutier, Courtelary et La Neuveville, ainsi que des 7 et 14 septembre et 15 octobre 1975 qui ont permis le retour au canton de Berne des communes de Moutier, Grandval, Perrefitte, Rebévelier, Schelten/La Scheulte et Roggenbourg. »
3. « Ordonner aux autorités compétentes de prendre les mesures qu'une telle annulation entraîne, en particulier pour permettre aux populations concernées de se prononcer librement sur leur appartenance cantonale. »

##### Les dernières votations du Laufonnais et de Bâle-Campagne

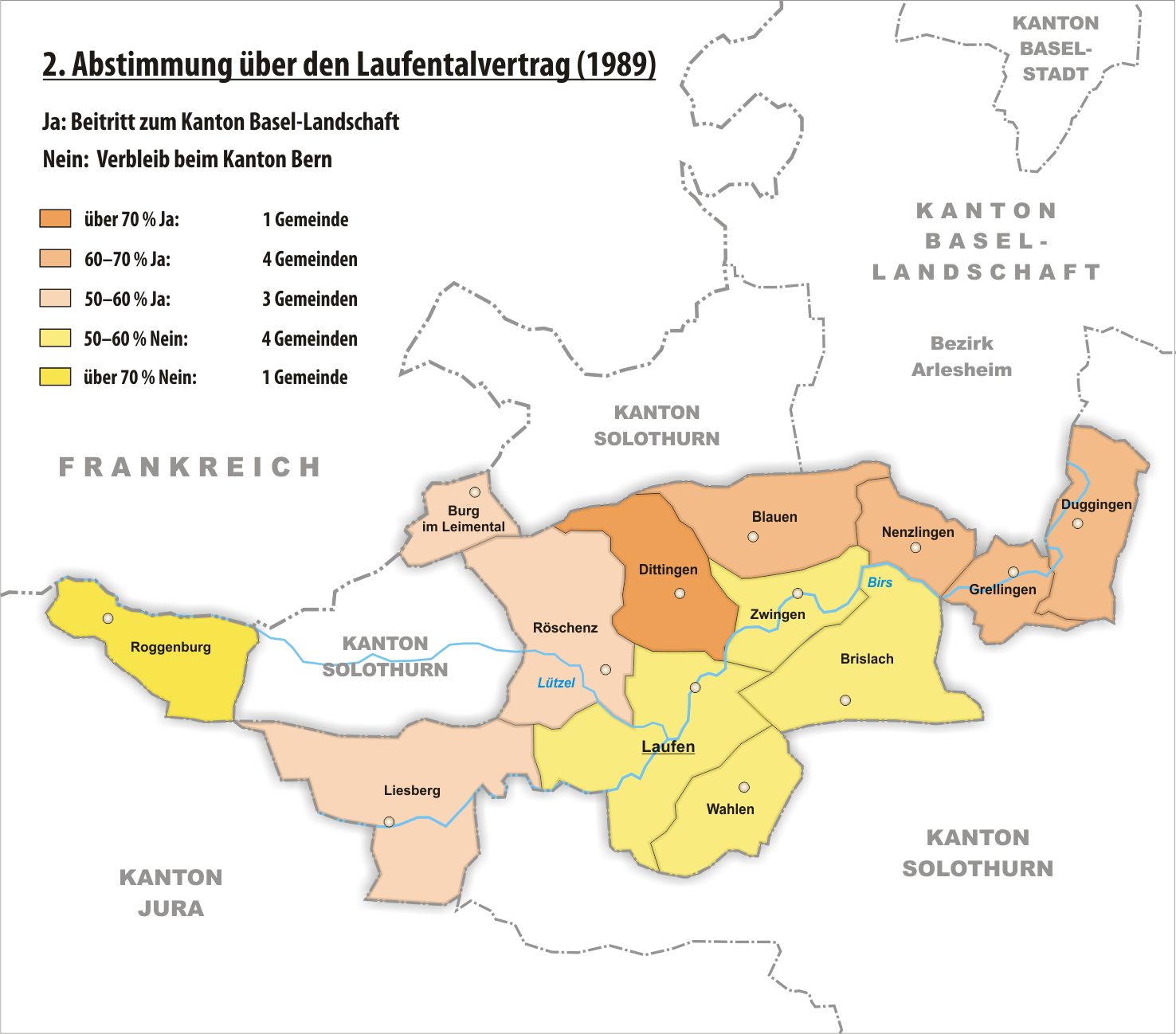
Carte du résultats de la votation populaire districal Laufonnaise du 12 novembre 1989.

Le 12 novembre 1989, une nouvelle votation est organisée pour le Laufonnais avec omme question « Souhaitez-vous rejoindre le canton de Bâle-Campagne sur la base de l'accord convenu le 10 février 1983 et de son complément du 12 mai 1989 ? », au cours de laquelle le district de Laufon se prononce en faveur de son rattachement au canton de Bâle-Campagne à 51,72 %, avec 4 650 voix et 4 343 contre,. Un taux de participation record de 93,6 % a été enregistré,. À l’exception de Roggenburg, où le pourcentage de non a légèrement augmenté, le camp du oui a progressé dans toutes les communes, parfois de manière significative. Ainsi, huit communes sur treize ont approuvé le rattachement à Bâle-Campagne, notamment La Bourg, Duggingen, Liesberg et Röschenz, qui ont basculé en faveur de l’adhésion.

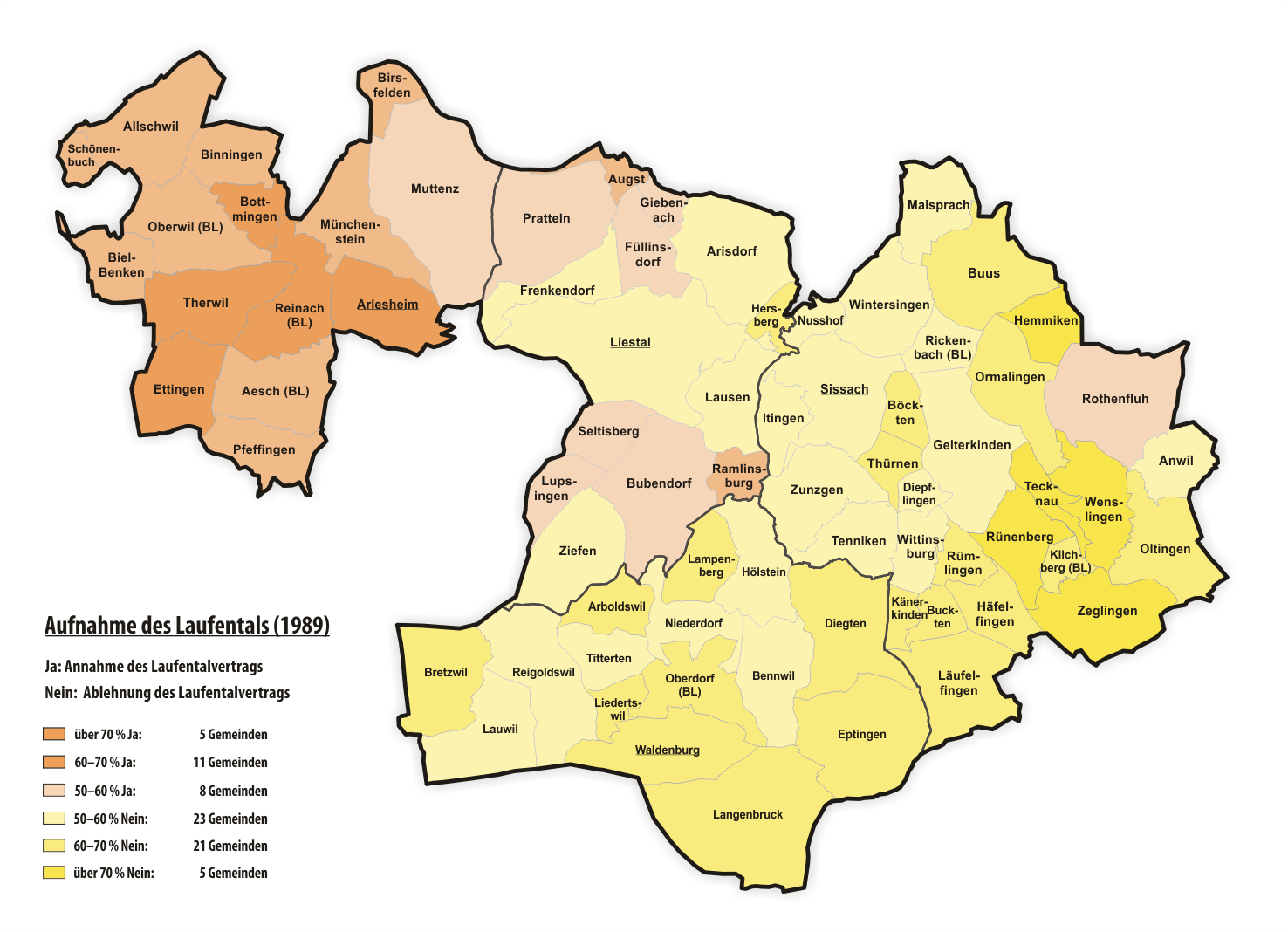
Carte du résultat de la votation cantonale de Bâle-Campagne du 22 septembre 1991 (première question : Traité du Laufonnais).

Cependant, contrairement à la recommandation du Conseil-exécutif bernois, le Grand Conseil bernois a refusé de reconnaître le résultat de la votation. Il a examiné un recours déposé par des opposants bernois et, le 5 février 1990, a déclaré le scrutin laufonnais nul. L'association Probaselbieter a alors porté l'affaire devant le Tribunal fédéral le 16 mars, qui a accueilli leur recours le 13 mars 1991. Le Tribunal a ordonné à l'instance inférieure de suivre la recommandation du Conseil-exécutif bernois et de valider le résultat de la votation. En conséquence, le Grand Conseil bernois s'est conformé à cette décision le 25 juin 1991, par 95 voix contre 20, ouvrant ainsi la voie à de nouvelles consultations dans le canton de Bâle-Campagne. Les électeurs de Bâle-Campagne doivent se prononcer sur les modifications du contrat du Laufonnais, la révision de la constitution cantonale et une nouvelle loi d'accueil. Le 22 septembre 1991, ils ont approuvé ces trois objets avec un soutien de plus de 59 % chacun. À la première question, « Acceptez-vous le contrat négocié avec la commission du district de Laufon en vue d'un rattachement de ce district au canton de Bâle-Campagne ? », le corps électoral de Bâle-Campagne répond favorablement à 59,3 %, avec 37 116 voix pour et 25 429 contre. À la deuxième question, « Acceptez-vous la modification de la Constitution cantonale de Bâle-Campagne ? », l’électorat l’approuve à 59,2 %, soit 37 036 voix pour et 25 560 contre. À la troisième question, « Acceptez-vous l'accueil du distrcit de Laufon au sein du canton de Bâle-Campagne ? », le oui l’emporte également à 59,2 %, avec 36 971 voix pour et 25 518 contre. Le taux de participation à ces trois questions se situe entre 39,9 % et 40 %. Ce résultat n'a été officiellement validé que le 11 novembre 1992, lorsque le Tribunal fédéral a rejeté deux recours contestant le déroulement des votations, les jugeant infondés.
Le 22 novembre, le Conseil d'État du canton de Bâle-Campagne approuve le rattachement du Laufonnais, confirmation qui sera réitérée le 22 février 1992. L'Assemblée fédérale donne son accord et rejette la demande des élus bernois, qui souhaitaient qu'une majorité des Laufonnais valide, lors du vote de l'ensemble de la population suisse, la décision de 1983 afin que le changement de canton devienne effectif. Une votation populaire au niveau fédéral est donc prévue pour le 26 septembre 1993.

##### Décision du Tribunal fédéral sur la plainte jurassienne
Le 13 mars 1991, le Tribunal fédéral rend sa décision concernant la requête formulée par le Gouvernement jurassien le 16 janvier 1989. Le Tribunal fédéral déclare :
1. « que le Tribunal fédéral est seul compétent pour connaître de la requête d'un canton qui, par la voie de la réclamation de droit public soutient que son territoire aurait été délimité de manière trop étroite, à la suite d'une procédure d'autodétermination irrégulière »;
2. « que les règles spéciales de l'Additif constitutionnel bernois relatif au Jura et de l'Arrêté de garantie du 5 octobre 1970 ne placent pas ce litige dans la compétence du Conseil fédéral »;
3. « et que le canton du Jura n'a pas qualité pour se plaindre d'éventuelles irrégularités électorales, car il n'est pas lui-même titulaire du droit de vote et ne peut se prévaloir d'une norme particulière qui aurait été édictée en sa faveur ».

Le Tribunal fédéral précise également qu'il incombe aux citoyens d'exercer leur droit de recours, et non aux organes de l'État. En outre, les votations contestées ont été organisées par le canton de Berne ; par conséquent, seuls les citoyens bernois sont en droit de revendiquer les règles internes relatives à l'organisation de ce canton, y compris celles concernant la sécession d'une partie de son territoire et de sa population. Enfin, le Gouvernement jurassien ne peut pas saisir la justice, car les votations mentionnées, supposément entachées d'irrégularités, ont eu lieu avant l'entrée en souveraineté de la République et Canton du Jura. Étant donné que le canton du Jura ne détient pas de droit lui permettant d'obtenir l'adjudication de ses conclusions, sa requête est donc rejetée,.
Le 21 mars, le Gouvernement jurassien informe le Conseil fédéral de ses préoccupations à la suite de la décision du Tribunal fédéral. Il sollicite une entrevue afin d'explorer de nouvelles pistes pour résoudre le problème jurassien. Le 9 avril, une délégation du Conseil fédéral, composée d'Arnold Koller, René Felber et Jean-Pascal Delamuraz, reçoit le Gouvernement jurassien dans le cadre d'une médiation fédérale. Au cours de cette rencontre, le Gouvernement exprime son mécontentement, dénonçant le fait que le Conseil fédéral, bien qu'ayant reconnu « l’Affaire des caisses noires bernoises », ne sanctionne pas les actes incriminés. Il souligne que le district de Laufon a obtenu gain de cause auprès du Tribunal fédéral, que la question jurassienne reste non résolue, et que l'élection d'autorités séparatistes à Moutier depuis les années 1980 témoigne d'une évolution en cours. Les résultats de la votation du 12 novembre 1989 sur l'appartenance cantonale du district de Laufon en sont également une preuve. Par la suite, le Gouvernement jurassien dépose un recours contre la décision du Tribunal fédéral, qui rejette ce recours le 13 mars 1991.

##### Initiative UNIR
En 1988, le Rassemblement jurassien lance une initiative populaire cantonale intitulée UNIR (Une Nécessité Incontournable : la Réunification), recueillant 23 338 signatures. Fort de ce soutien, le Rassemblement jurassien sollicite le Gouvernement jurassien pour engager des négociations.
En 1992, le Gouvernement jurassien, en collaboration avec le Rassemblement jurassien, soumet l'initiative UNIR au Parlement jurassien. Cette initiative vise à établir que « l'unité institutionnelle du Jura constitue l'un des principaux objectifs du canton du Jura; la loi a pour but de prévoir les moyens politiques, financiers, culturels et juridiques propres à atteindre ce but. ». Le 23 septembre 1992, le Parlement approuve l'initiative UNIR. En réaction, le Conseil-exécutif bernois dépose un recours contre celle-ci. Le Tribunal fédéral invalide l'initiative UNIR et recommande au Parlement jurassien de ne pas y donner suite. Toutefois, ce dernier adopte malgré tout la « loi UNIR ».

##### Commission et rapport Widmer
Le 9 mars 1992, le Conseil fédéral, le Conseil-exécutif bernois et le Gouvernement jurassien mettent en place une commission indépendante, désignée sous le nom de « Commission Widmer », chargée d'identifier des solutions à la Question jurassienne. Cette commission est présidée par Sigmund Widmer (de), ancien conseiller national et ancien président de la ville de Zurich, et composée de quatre conseillers aux États : Marcel Blanc, Claude Bonnard, Bernard Comby et Guy Fontanet.
Le 7 avril 1993, la « Commission Widmer » publie son rapport, dans lequel elle constate que « la division du Peuple Jurassien a constitué une erreur et la commission propose la réunification d'ici l'an 2000 en deux étapes : la première étape sera à la fois préparatoire et transitoire. Son but est de promouvoir, dans divers cercles et milieux du canton du Jura et du Jura bernois, le dialogue entre les Jurassiens des deux côtés de la frontière sur l'avenir de la communauté jurassienne; de proposer une collaboration renforcée entre le canton du Jura et le Jura bernois dans des dossiers déterminés et des projets concrets ; et de négocier et proposer les garanties à fournir au Jura bernois dans le cadre du nouveau canton. La deuxième étape sera consacrée à la mise en place du nouveau canton ». Le rapport préconise également la création d'un conseil interrégional paritaire pour faciliter le dialogue entre les Jurassien du Nord et du Sud, tout en développant des collaborations. D'autres sujets, tels que le règlement des cas de Vellerat et d'Ederswiler, sont également abordés. Les partisans de la séparation accueillent favorablement le rapport, contrairement aux antiséparatistes, qui font circuler une pétition signée par 19 000 personnes demandant au Conseil-exécutif bernois de ne pas donner suite aux recommandations. En fin de compte, le 2 juillet, le Conseil-exécutif bernois rejette les conclusions du rapport, mais accepte de traiter le cas de Vellerat et entame des négociations. L'idée d'un échange émerge : Vellerat serait cédé au Jura en échange d'Ederswiler. Cependant, le canton du Jura refuse ce « troc ».

##### «Affaire Pascal Hêche» et deuxième vague d’attentats séparatistes
Pascal Hêche est finalement reconnu coupable le 20 décembre 1991 et condamné à 22 mois d'emprisonnement ainsi qu'à une amende de 200 000 francs suisses. Résidant dans le Jura bernois, Pascal Hêche demande l’asile au gouvernement jurassien, plaçant ce dernier dans une position délicate. D’une part, la loi impose l’entraide judiciaire avec le canton de Berne, qui exige son extradition ; d’autre part, livrer un militant séparatiste risquerait de provoquer une forte contestation interne. La situation se débloque grâce à la redécouverte de l’article 67 de la Constitution, permettant de refuser une extradition en cas de délit politique. Les autorités jurassiennes annoncent qu’elles attendront la décision du Tribunal fédéral sur la qualification de l’acte avant de statuer. Le gouvernement bernois saisit alors le Tribunal fédéral pour trancher la question,.
En 1992, le Nouveau Front de libération jurassien lance une nouvelle vague d’attentats : En avril, une bombe incendiaire est déposée dans la maison du conseiller d’État bernois Mario Annoni, à La Neuveville. En mai, l’école germanophone du hameau de Montbautier est incendiée. En juin, la menuiserie de Marc-André Houmard, président de l’organisation pro-bernoise Force démocratique, située à Malleray, est à son tour la cible d’un incendie criminel.
Pour protester contre cette condamnation, le Nouveau Front de libération jurassien prépare des représailles. Le 7 janvier 1993, tôt le matin, un attentat à la bombe cible la maison de Guillaume-Albert Houriet, député au Grand Conseil bernois et président du Groupe Sanglier, à Courtelary. Le même matin, une seconde bombe explose dans une voiture stationnée en vieille ville de Berne, au Nydeggstalden (en). Il s’agit de Christophe Bader (de), qui, en tentant de lancer cette bombe artisanale sur l’Hôtel de Ville de Berne, la manipule mal et meurt accidentellement dans l’explosion. Cet attentat manqué suscite une vive indignation au sein de l'opinion publique suisse. En conséquence, le Ministère public de la Confédération procède à l’arrestation de trois séparatistes membres du Groupe Bélier, démantèle le Nouveau Front de libération jurassien, interroge plus d’une cinquantaine de personnes, mène une vingtaine de perquisitions et annonce la découverte de 40 détonateurs ainsi que 22 kilogrammes d’explosifs dissimulés dans plusieurs cachettes souterraines réparties dans les Franches-Montagnes. Les personnes arrêtées avouent également l’existence de projets d’attentats à venir, notamment contre la caserne militaire de Bure et la statue de Guillaume Tell (en) à Altdorf.
En ce qui concerne Pascal Hêche, le 18 janvier, le Gouvernement jurassien se conforme à la demande du Tribunal fédéral. Toutefois, le Parlement jurassien lui accorde une grâce partielle en réduisant sa peine de moitié le 5 mars.

##### Laufon change de canton
Le 27 janvier 1993, le Conseil fédéral présente son message concernant le « rattachement du district bernois de Laufon au canton de Bâle-Campagne ainsi que la garantie de la constitution modifiée du canton de Bâle-Campagne ». Le 18 juin suivant, le Conseil national a adopté, sans modification, l'arrêté fédéral proposé par le Conseil fédéral, par 112 voix contre 27. Le Conseil des États l’approuve également, par 30 voix contre 2,.

Pour procéder à un transfert de territoire entre deux cantons, la loi fédérale exige la tenue d'un référendum obligatoire, qui nécessite l'approbation de la majorité des citoyens ainsi que celle des cantons suisses. Ce référendum a été organisé le 26 septembre 1993,,. Lors du référendum no 395, une majorité de 75,16 % des électeurs de l’ensemble des cantons, soit 1 188 941 voix pour et 392 893 contre, se prononce en faveur du rattachement du district de Laufon au canton de Bâle-Campagne, et 23 cantons sur 23 (soit 100 %) ont également accepté cette proposition,,,. Le taux de participation s'élève à 39,5 %. Dans le district de Laufon lui-même, 52,8 % des voix furent favorables, bien que les communes de Brislach, Laufon, Liesberg, Roggenburg, Wahlen et Zwingen aient voté contre,.
Les accords de transfert au canton de Bâle-Campagne ont été signés à Laufon le 25 octobre 1993, et le transfert du district est entré en vigueur le 1er janvier 1994,.

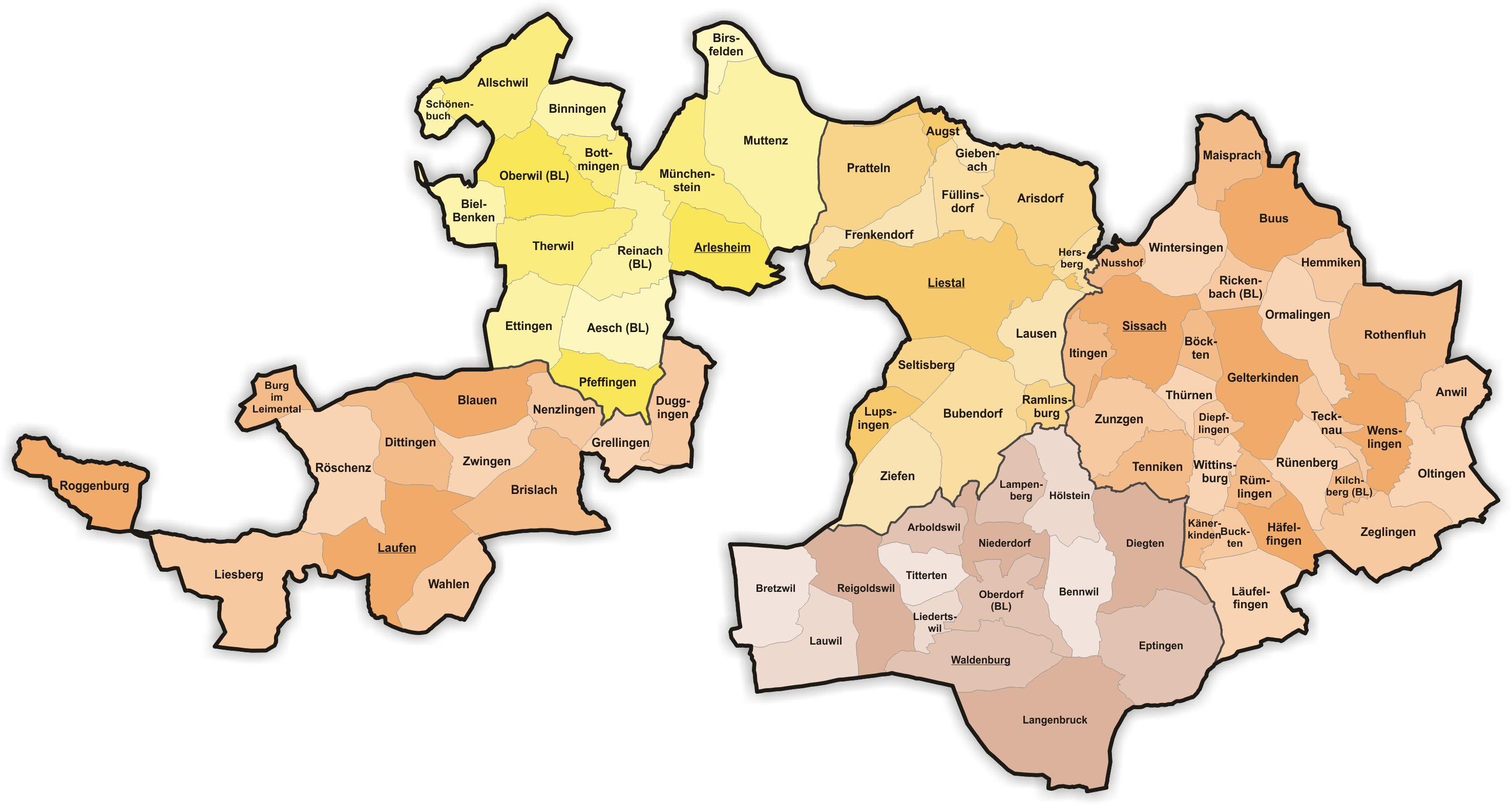
Carte du canton de Bâle-Campagne au 1er janvier 1994.
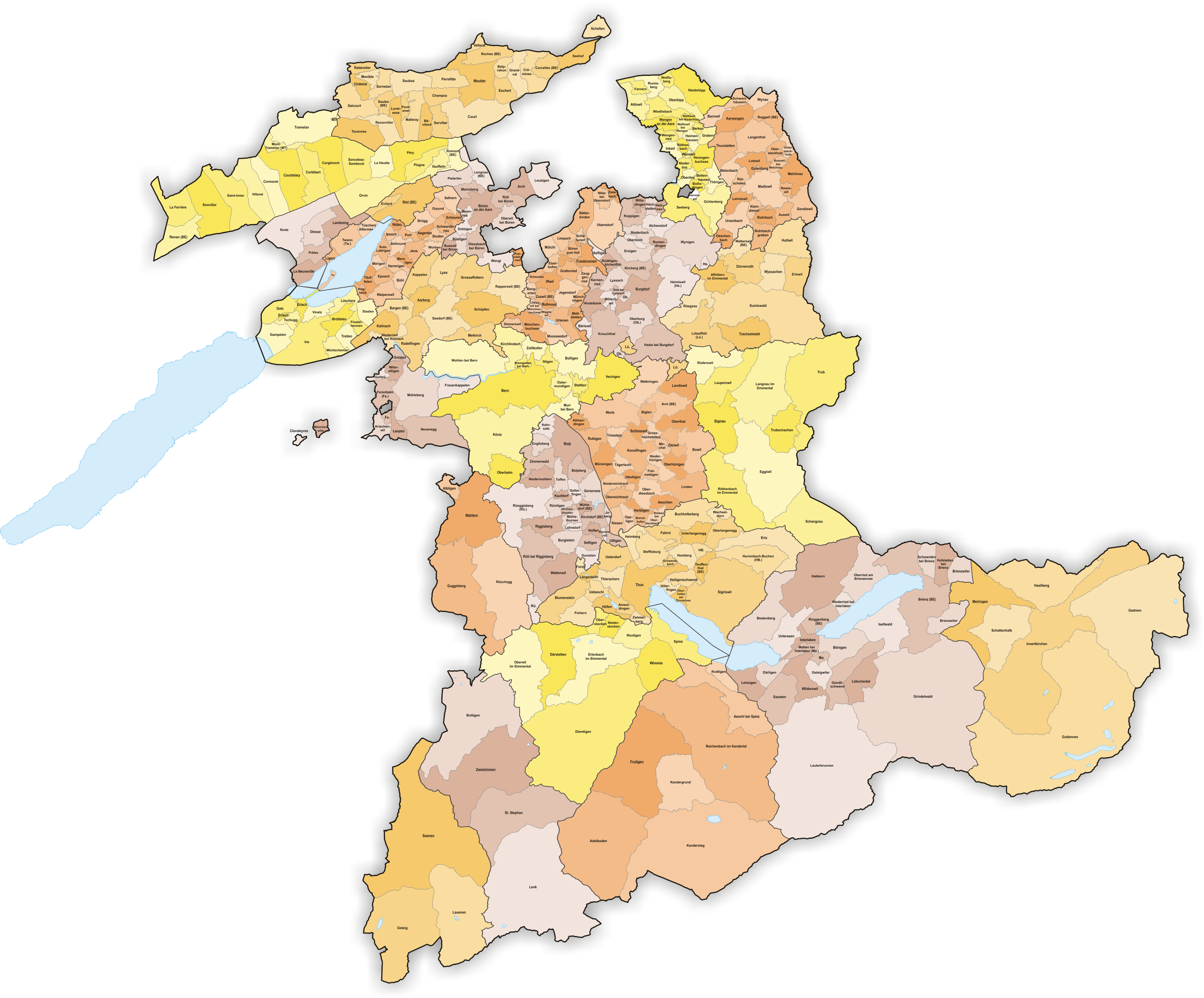
Carte du canton de Berne au 1er janvier 1994.

##### Fusion RJ et UJ
Au cours de l'année 1993, sous l'impulsion de Pierre-André Comte, l'Unité jurassienne sollicite sa fusion avec le Rassemblement jurassien. Cependant, cette proposition est rejetée par Roland Béguelin, qui estime que l'Unité jurassienne constitue déjà une branche du RJ et que sa présence sur le territoire bernois serait inopportune au regard des circonstances actuelles. Roland Béguelin décède le 13 septembre, et la fusion est finalement réalisée le 20 mars 1994. À la suite de cette fusion, le groupe prend le nom de Mouvement Autonomiste Jurassien (MAJ).

##### Accord Berne-Jura
Avec le rapport de la « Commission Widmer », qui favorise les milieux séparatistes, les antiséparatistes et les autorités bernoises prennent leurs distances, plongeant ainsi la Question jurassienne dans une impasse. Cette situation incite le Conseil fédéral à organiser des rencontres bilatérales, qui évoluent finalement vers des séances tripartites tenues en toute discrétion dans un petit village du canton de Soleure. Ces négociations aboutissent à un accord entre les deux gouvernements cantonaux.
Le 25 mars 1994, l'« Accord relatif à l'institutionnalisation du dialogue interjurassien » (dit « Accord Berne-Jura ») est signé par le Conseil fédéral (représenté par Arnold Koller), le Conseil-exécutif bernois (représenté par Hermann Fehr) et le Gouvernement jurassien (représenté par Jean-Pierre Beuret). Cet accord stipule que les trois gouvernements doivent convenir d'engager un dialogue entre les deux cantons en vue de résoudre politiquement la Question jurassienne. Pour ce faire, le Jura doit renoncer à contester les plébiscites de 1974-1975 et abandonner définitivement son statut d'« État de combat », imposé par les constituants en 1977,. L'accord crée également l'Assemblée interjurassienne (AIJ) (de), dont la mission est de trouver des solutions pour résoudre la Question jurassienne. La signature de cet accord est perçue par les mouvements séparatistes comme une trahison de la part du Gouvernement jurassien.
L'Assemblée interjurassienne est constituée de 24 membres, répartis entre Berne et le Jura. La séance constitutive, qui se tient le 11 novembre, est présidée par l'ancien conseiller fédéral René Felber.

##### Vellerat change de canton
Dans la continuité de l'« Accord Berne-Jura » du 25 mars 1994, le droit est accordé à la commune de Vellerat de se prononcer sur son appartenance cantonale. En conséquence, le Conseil-exécutif bernois présente la « Loi Vellerat » le 30 juin, qui est approuvée par le Grand Conseil bernois le 7 novembre. La question commune posée aux électeurs bernois et jurassiens est : « Acceptez-vous le transfert de la commune de Vellerat au canton du Jura ? ». Le 12 mars 1995, le corps électoral bernois valide cette loi à 84,3 %, avec 210 680 voix pour et 39 186 contre. Le taux de participation atteint 38,4 %. Les habitants de Vellerat lui donnent également leur assentiment. De plus, le 25 juin, le corps électoral jurassien approuve la loi à 91,9 %, avec 20 020 votes favorables contre 1 758 défavorables,. Le taux de participation s’élève à 44,2 %.

Le 21 décembre 1995, le Conseil national approuve l'arrêté fédéral correspondant par 160 voix contre 5, suivi par le Conseil des États, qui l'adopte à l'unanimité, par 42 voix. Conformément à la loi fédérale, un référendum obligatoire est organisé le 10 mars 1996 afin de procéder à un transfert de territoire entre deux cantons, nécessitant l'accord de la majorité du peuple et des cantons suisses,,. Lors de ce référendum fédéral, une écrasante majorité de 91,64 % des électeurs de tous les cantons, soit 1 250 728 voix pour et 114 105 contre, se prononce en faveur du rattachement de la commune de Vellerat à la République et canton du Jura. L’ensemble des 23 cantons (soit 100 %) approuve également cette décision,,. Le taux de participation s’élève à 30,99 %.

La commune est officiellement rattachée au Jura le 1er juillet 1996.

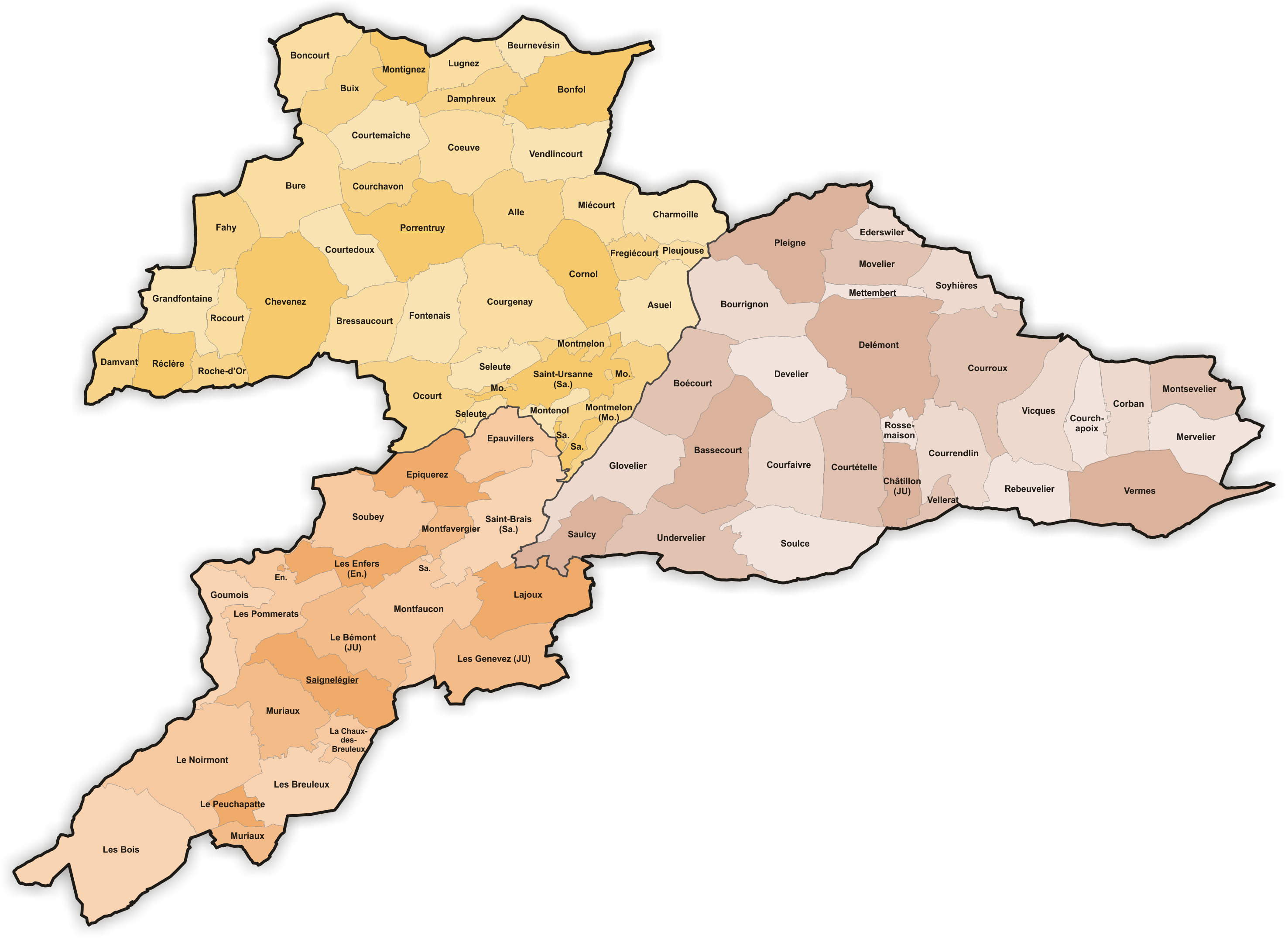
Carte de la République et canton du Jura au 1er juillet 1996.
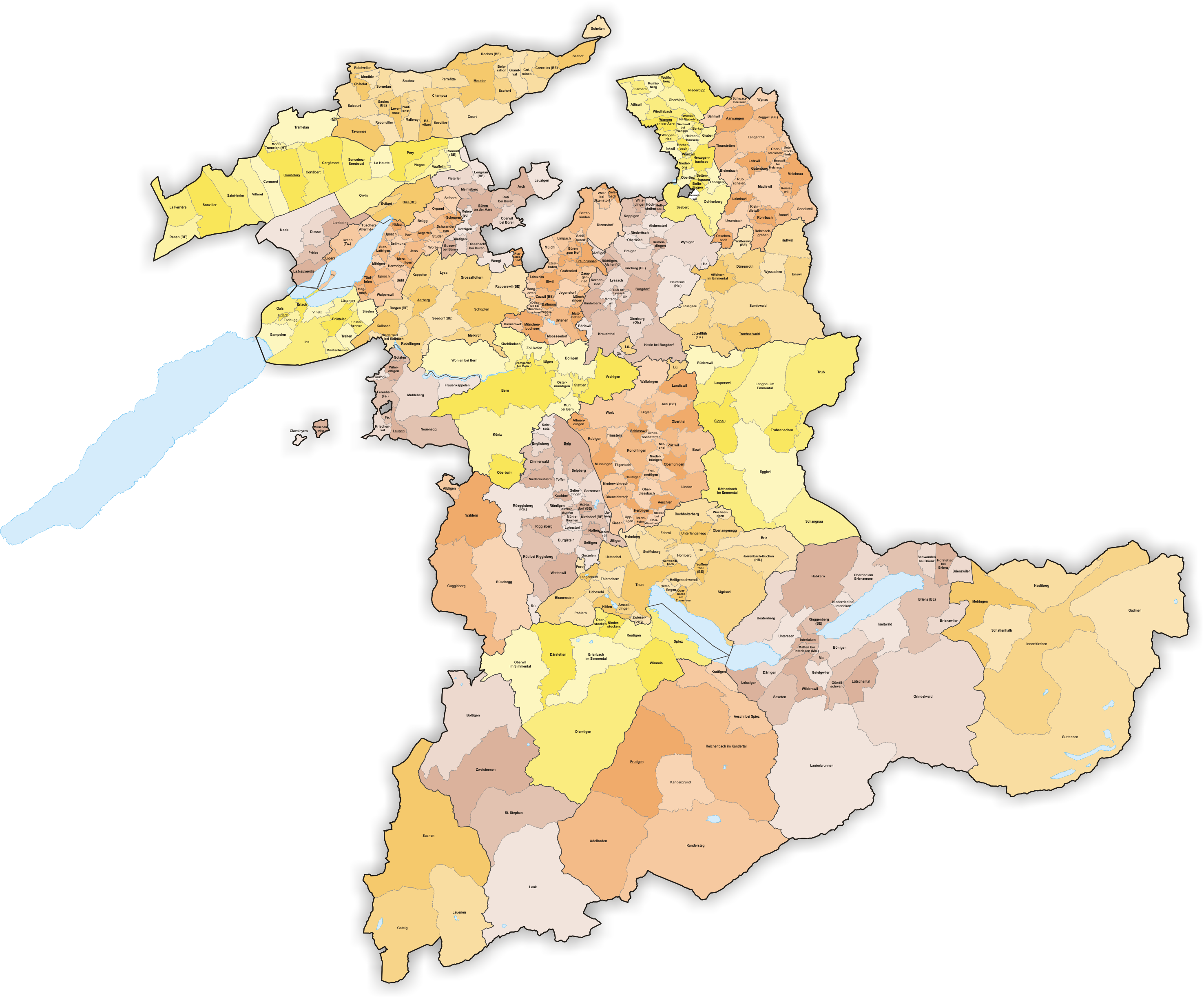
Carte du canton de Berne au 1er juillet 1996.

Concernant la commune d'Ederswiler, la situation s'est désormais éclaircie. Le transfert du Laufonnais, voisin immédiat, au canton de Bâle-Campagne le 1er juillet 1994, a significativement modifié la configuration géographique de cette commune. Désormais, elle ne partage plus de frontière avec le canton de Berne. En cas de réintégration à ce dernier, Ederswiler deviendrait une enclave. La commune a donc été contrainte de se résigner à demeurer dans le canton du Jura.
Un important bastion séparatiste demeure dans le Jura bernois, notamment à Moutier, où la majorité des autorités communales est séparatiste depuis 1982. Le 29 novembre 1998, lors d'un vote consultatif organisé par les séparatistes, les citoyens de Moutier rejettent de justesse le rattachement de leur commune au canton du Jura, enregistrant 1 932 voix en faveur de Berne contre 1 891 voix (soit à 50,5 %) pour le Jura. Le résultat sera invalidé par le Conseil-exécutif bernois.
L'Assemblée fédérale considéra qu'une votation populaire fédérale concernant le changement de canton d'une petite commune d'environ 70 habitants, sans opposition, révélait une lacune démocratique. Cependant, le cadre juridique de l'époque était sans équivoque : le transfert de certaines communes d'un canton à un autre ne relevait pas d'une simple rectification de frontière, mais constituait une véritable cession de territoire, nécessitant l'approbation tant du peuple que des cantons. Depuis la révision complète de la Constitution fédérale suisse en 1999, les cessions de territoires entre cantons ne sont plus soumises qu’au référendum facultatif.

### XXIesiècle

#### De 2000 à 2013

##### Travaux de l'Assemblée interjurassienne
Au cours de ses premières années d'existence, l'Assemblée interjurassienne soumet aux deux exécutifs cantonaux diverses résolutions portant sur des thématiques variées telles que l'économie, la santé, les transports, l'éducation ou encore les infrastructures de communication. Le 20 décembre 2000, cette même assemblée adopte la « résolution 44 », qui prévoit un plan en trois phases:
1. « Premièrement, d'ici au 31 décembre 2003, il est demandé au canton de Berne de doter le Jura bernois d'un statut de large autonomie ainsi que d'organes munis de pouvoirs tant décisionnels que financiers; le partenariat Jura/Jura bernois est précisé et des institutions communes aux deux régions, sous souveraineté partagée, sont mises en place » ;
2. « Deuxièmement, de 2004 à 2007, le Jura et le Jura bernois expérimentent la collaboration interjurassienne » ;
3. « Troisièmement, entre 2002 et 2007, l'Assemblée interjurassienne assure le suivi du processus; recense les avantages et inconvénients de l'expérience; étudie ou fait étudier ce que pourrait être un canton à six districts, regroupant le Jura et le Jura bernois; au terme des six années de processus et en fonction de l'évolution, les populations du Jura et du Jura bernois peuvent être invitées à choisir le statu quo ou créer ensemble un nouveau canton ».

Les milieux antiséparatistes critiquent l'AIJ, qu'ils considèrent comme partisane en faveur du Jura, tandis que les séparatistes lui apportent leur soutien, allant jusqu'à inscrire le chiffre « 44 » sur plusieurs routes du Jura bernois. Bien que la « résolution 44 » ait été adoptée par le Gouvernement jurassien, le Conseil exécutif bernois, opposé à l'octroi d'une autonomie au Jura bernois, ne l'adoptera qu'« en partie » en 2001, en lui conférant un statut particulier.
Le 5 avril 2003, le Mouvement autonomiste jurassien lance l'initiative intitulée « Un seul Jura », qu'il dépose le 12 septembre auprès de la chancellerie cantonale jurassienne. Cette initiative sollicite l'étude, par l'Assemblée interjurassienne, de la création d'un nouvel État jurassien englobant six districts. En 2004, le Parlement jurassien adopte cette initiative, malgré l'opposition du Gouvernement jurassien. Parallèlement, dans le Jura bernois, les partisans de la séparation soumettent une initiative au Grand Conseil bernois visant à accroître l'autonomie du Jura bernois, initiative qui sera rejetée.
Le 16 juin 2004, le Grand Conseil bernois adopte le statut particulier du Jura bernois, en application de la « résolution 44 ». Ce statut entre en vigueur le 1er janvier 2006. Le 1er juin, le Grand Conseil bernois initie également la création d'un Conseil du Jura bernois, qui succède au Conseil régional Jura bernois et Bienne romande. Composé de 24 membres élus, ce conseil est souvent, à tort, qualifié de « parlement régional », bien qu'il ne dispose d'aucun pouvoir législatif. Il exerce principalement des fonctions de gestion administrative décentralisée, telles que la représentation des intérêts du Jura bernois auprès des institutions bernoises, l'octroi et la distribution de subventions culturelles dans cette région, ainsi que sa représentation au sein de la Conférence intercantonale de l'instruction publique de la Suisse romande et du Tessin. Lors des élections du Conseil du Jura bernois, tenues les 8 et 9 avril 2006, les séparatistes jurassiens considèrent leur lutte confortée par les bons résultats obtenus, avec six élus issus du courant séparatiste,.
Parallèlement, la loi « Un seul Jura », issue de l'initiative éponyme, est adoptée par le Parlement jurassien le 26 avril 2006. L'Assemblée interjurassienne entame ses travaux en juin 2006, en vue d'examiner la création d'un nouvel État jurassien regroupant six districts.
Le 18 février 2008, l'AIJ publie un rapport intermédiaire proposant la réunification du Jura, accompagnée d'une vaste fusion des communes. Ce projet ambitieux envisage la création d'un nouveau canton, avec un changement de nom et de drapeau, passant de 132 à seulement 6 communes pour une population de 130 000 habitants. Moutier deviendrait le chef-lieu de ce nouvel ensemble. Jugé audacieux et ingénieux par les milieux séparatistes, ce projet est, en revanche, perçu comme voué à l'échec par les partisans du maintien dans le canton de Berne,.
Le rapport final de l'Assemblée interjurassienne, publié le 4 mai 2009, propose quatre options :
1. La création d'un nouveau canton formé du territoire du canton du Jura et des trois districts du Jura bernois (réunification) ;
2. La création d'un canton commun à six communes (nouveau canton) ;
3. La création de deux demi-cantons ;
4. Le « statu quo+ » (création d'un statut particulier pour le Jura bernois au sein du canton de Berne).

Le Gouvernement jurassien se prononce en faveur de la réunification, tandis que le Conseil-exécutif bernois opte pour le concept du « statu quo+ ».

##### Nouvelle votation pour régler la Question jurassienne
Le Gouvernement jurassien engage des négociations avec le Conseil-exécutif bernois en vue de l'organisation d'une consultation populaire. Le 4 juillet 2011, une conférence tripartite officialise la décision de lancer ces pourparlers, aboutissant à l'« Accord de la Déclaration d'intention » signé le 20 février 2012. Cet accord stipule que les populations du canton du Jura et du Jura bernois seront appelées à se prononcer sur l'opportunité de discuter de la création d'un nouveau canton commun, regroupant l'actuel canton du Jura et le Jura bernois. L'accord entre en vigueur le 27 février. Les modalités de ce scrutin diffèrent selon les régions concernées : 
1. La population du canton du Jura sera appelée à voter sur l'inscription d'un nouvel article constitutionnel (article no 139), qui stipule que « le Gouvernement est habilité à engager un processus tendant à la création d’un nouveau canton couvrant les territoires du Jura bernois et de la République et Canton du Jura, dans le respect du droit fédéral et des cantons concernés » ;
2. Pour la population du Jura bernois, la votation se déroulera à l'échelle régionale et sera de nature consultative. Les électeurs seront invités à répondre à la question suivante : « Voulez-vous que le Conseil-exécutif engage un processus tendant à la création d'un nouveau canton couvrant les territoires du Jura bernois et de la République et Canton du Jura, dans le respect du droit fédéral et des cantons concernés ? »[N 42].

Deux hypothèses sont avancées :

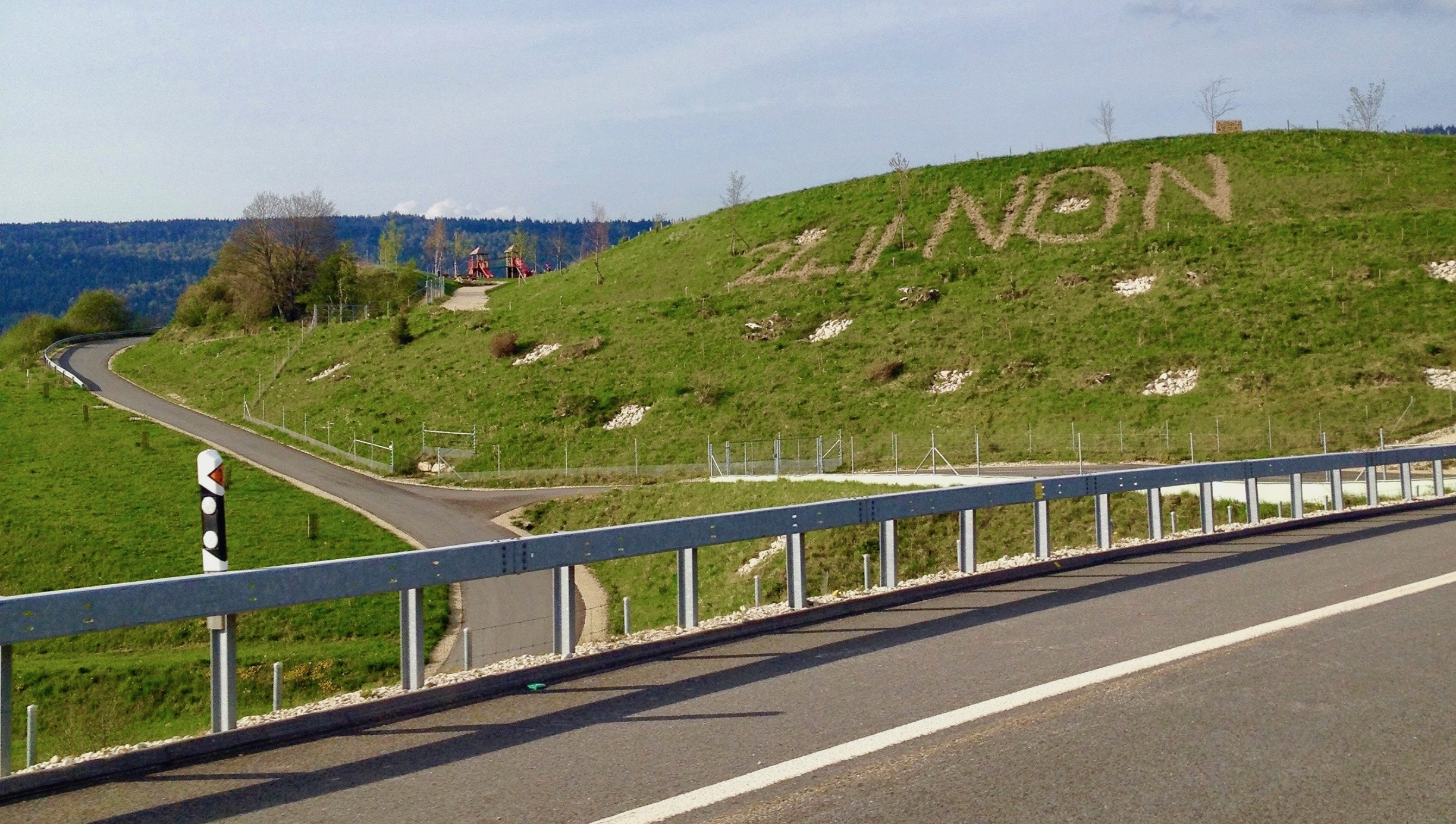
Action antiséparatiste à Reconvilier contre le référendum bicantonal de 2013.

- Si les deux populations répondent affirmativement à la question posée, les deux cantons entreprendront les démarches nécessaires à la création d'un nouveau canton. Ils élaboreront un concordat intercantonal précisant la procédure à suivre, lequel sera soumis à un référendum obligatoire auprès des citoyens des deux cantons. En cas d'approbation de ce concordat, les deux gouvernements organiseront l’élection d'une Assemblée constituante chargée de rédiger la Constitution du nouveau canton. Ce texte sera ensuite soumis à l'approbation de la population concernée. Si cette dernière l'accepte, la nouvelle Constitution sera présentée à l'Assemblée fédérale pour approbation, conduisant ainsi à la création d'un nouveau canton.
- En revanche, si l'une des deux populations régionales rejette le projet, cela signifiera que la création d'un nouveau canton réunissant le Jura et le Jura bernois n'est pas souhaitée par la population[220].

#### Référendum bicantonal du24 novembre 2013
Le 24 novembre 2013, les deux référendums se tiennent simultanément dans le canton du Jura, au nord, et dans le Jura bernois, au sud.
Dans le canton du Jura, la population approuve la création d'un nouveau canton commun à 76,57 %, soit 24 532 voix pour et 7 505 contre. Le taux de participation atteint 64,23 %,,. En revanche, dans l'arrondissement administratif du Jura bernois, la population rejette le projet avec un taux de refus de 71,85 %, soit 18 823 voix contre 7 377. Le taux de participation s’élève à 74,06 %,,,,. Cependant, au sein du Jura bernois, seules deux communes se prononcent en faveur de cette initiative,. Moutier l’approuve à 55,36 %, avec 2 008 voix pour et 1 619 contre, et un taux de participation de 77,63 %. Belprahon affiche une égalité parfaite avec 110 voix pour et 110 contre, soit un taux d’approbation de 50 %, et un taux de participation de 90,65 %.
Étant donné les résultats divergents entre le canton du Jura et le Jura bernois, l'idée d'un canton commun est abandonnée. Néanmoins, la situation des deux communes favorables doit être examinée : celles-ci peuvent, par le biais d'un référendum, demander à rejoindre, ou non, le canton du Jura.

#### De 2013 à 2026

##### Référendums communaux
Selon l'« Accord de la Déclaration d'intention » de 2012, il est possible de soumettre des demandes pour l'organisation de votations communales dans un délai de deux ans, au cours desquelles la question du passage au canton du Jura devait obligatoirement être posée. Les communes de Belprahon, Moutier et Sorvilier ont exercé cette option, tandis que Crémines et Grandval ont ultérieurement retiré leur demande,,. Toutefois, une base légale pour ces votations est encore nécessaire. Le Conseil-exécutif bernois a donc présenté un projet en octobre 2015, qui est approuvé par le Grand Conseil bernois le 26 janvier 2016.

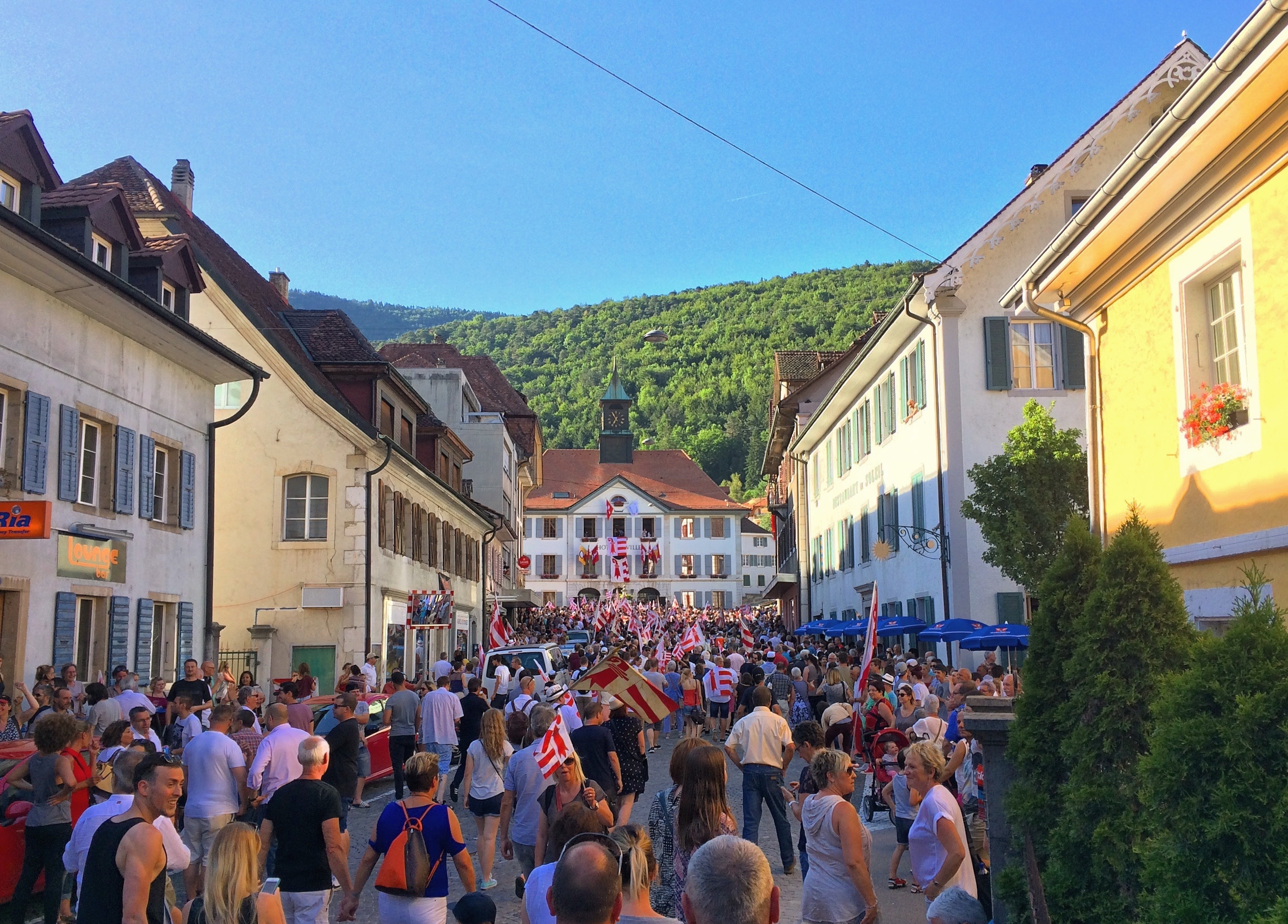
Le cortège des séparatistes, à Moutier, le 18 juin 2017.

Le 18 juin 2017, le corps électoral prévôtois approuve son rattachement au canton du Jura à 51,72 %, avec 2 067 voix pour et 1 930 contre. Le taux de participation atteint 89,72 %,. Dans les jours suivants, seize recours sont déposés contestant les résultats de la votation.
Le 17 septembre 2017, Belprahon choisit de rester dans le canton de Berne à 51,49 %, avec 121 voix pour et 114 contre. Le taux de participation atteint 98 %. À Sorvilier, le même résultat se confirme : 66,12 % des électeurs, soit 121 voix contre 62, se prononcent en faveur du maintien dans le canton bernois. Le taux de participation s’élève à 89 %,. Les milieux séparatistes critiquent le fait que cette votation ait eu lieu trop tôt, estimant que l'avenir de la ville de Moutier, centre économique de la région, restait incertain en raison des recours déposés contre son vote.
Avec les dernières votations de ces trois communes, qui marquent la clôture de la Question jurassienne au niveau constitutionnel, l'Assemblée interjurassienne est dissoute le 10 novembre 2017. Les lois jurassiennes « UNIR » du 23 septembre 1992 et « Un seul Jura » du 26 avril 2006 sont abrogées. Par conséquent, le Gouvernement jurassien n'est plus habilité à soutenir officiellement d'éventuelles communes bernoises souhaitant rejoindre le canton du Jura.
La votation prévôtoise du 18 juin 2017 est finalement annulée par la préfecture de l'arrondissement administratif du Jura bernois le 2 novembre 2018, en raison de « problèmes de neutralité dans la propagande électorale émise par la commune et de manquements graves dans l'organisation du scrutin »,. Les autorités communales de Moutier déposent un recours contre cette décision. Contestée, cette invalidation fait l'objet d'un examen par le Tribunal administratif du canton de Berne, qui confirme, dans une décision datée du 23 août 2019, l'invalidité de la votation,. Le 21 novembre 2018, la Conférence tripartite appelle à l'organisation d'une nouvelle votation sur le cas de Moutier.
Le 12 septembre 2019, les séparatistes jurassiens de Moutier choisissent de ne pas porter l'affaire devant le Tribunal fédéral, et demandent plutôt qu'une nouvelle votation communale soit organisée. Celle-ci est initialement prévue pour le 21 juin 2020, mais est reportée en raison de la pandémie de coronavirus,,. Lors de la Conférence tripartite du 6 octobre, réunissant les délégations des gouvernements jurassien et bernois ainsi qu'une délégation du Conseil municipal de Moutier, les modalités de la nouvelle votation sont fixées : présence d'observateurs fédéraux, remise en main propre du matériel de vote aux personnes hospitalisées ou résidant en maison de retraite, une seule urne, scellée par l'Office fédéral de la justice, accessible à l'Hôtel de Ville durant les trois semaines précédant le scrutin, et un contrôle rigoureux des cartes de légitimation par l'Office fédéral de la justice, qui supervisera également le dépouillement,.

Le 28 mars 2021, une majorité des habitants de Moutier approuve leur rattachement au canton du Jura à 54,9 %, avec 2 114 voix pour et 1 740 contre. Le taux de participation atteint 88,5 %,,.

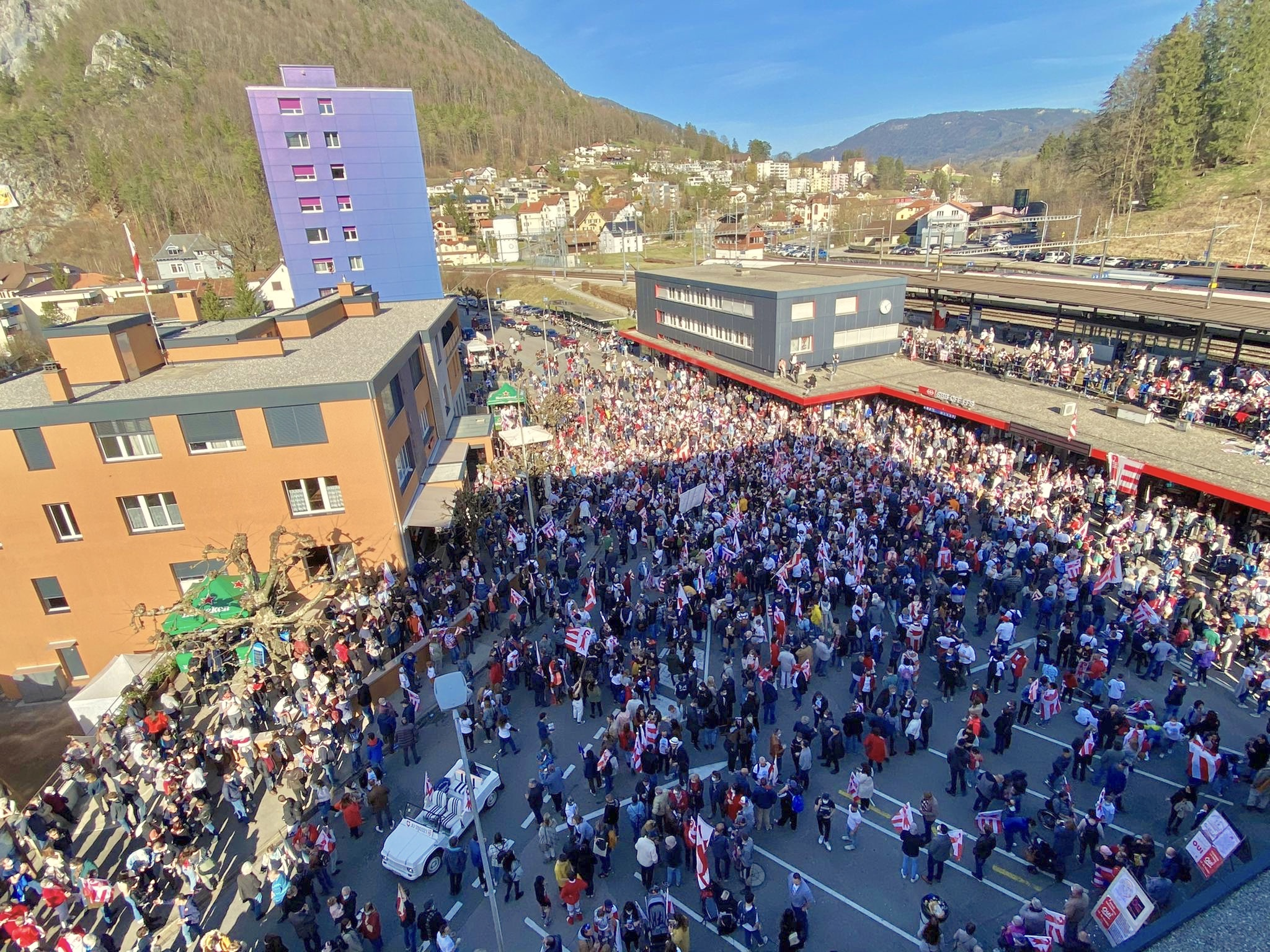
Rassemblement des partisans séparatistes sur la Place Roland Béguelin à Moutier, en attente des résultats du vote le 28 mars 2021, en dépit des restrictions liées à la pandémie de Covid-19.
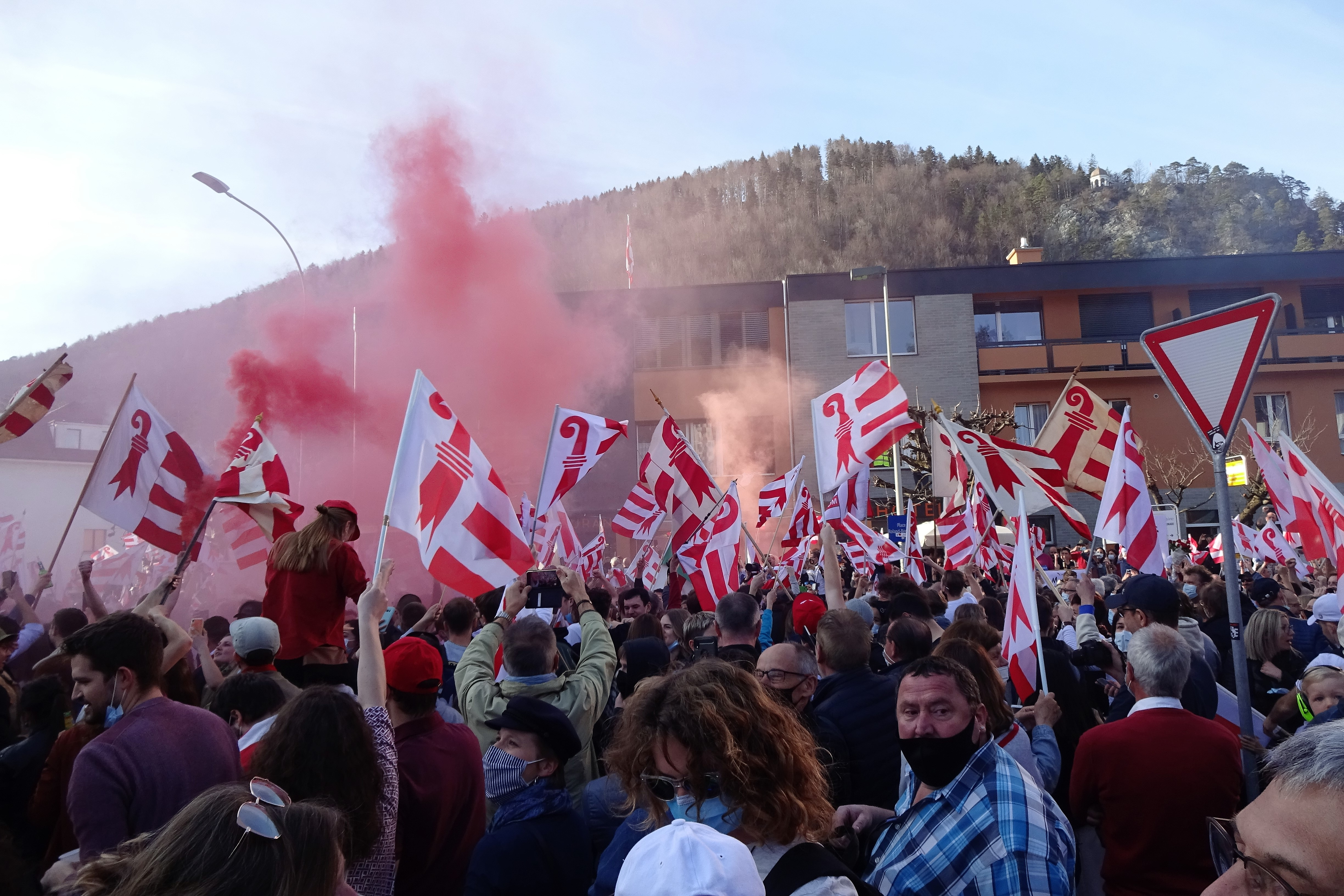
L'exultation des séparatistes lors de l'annonce des résultats.
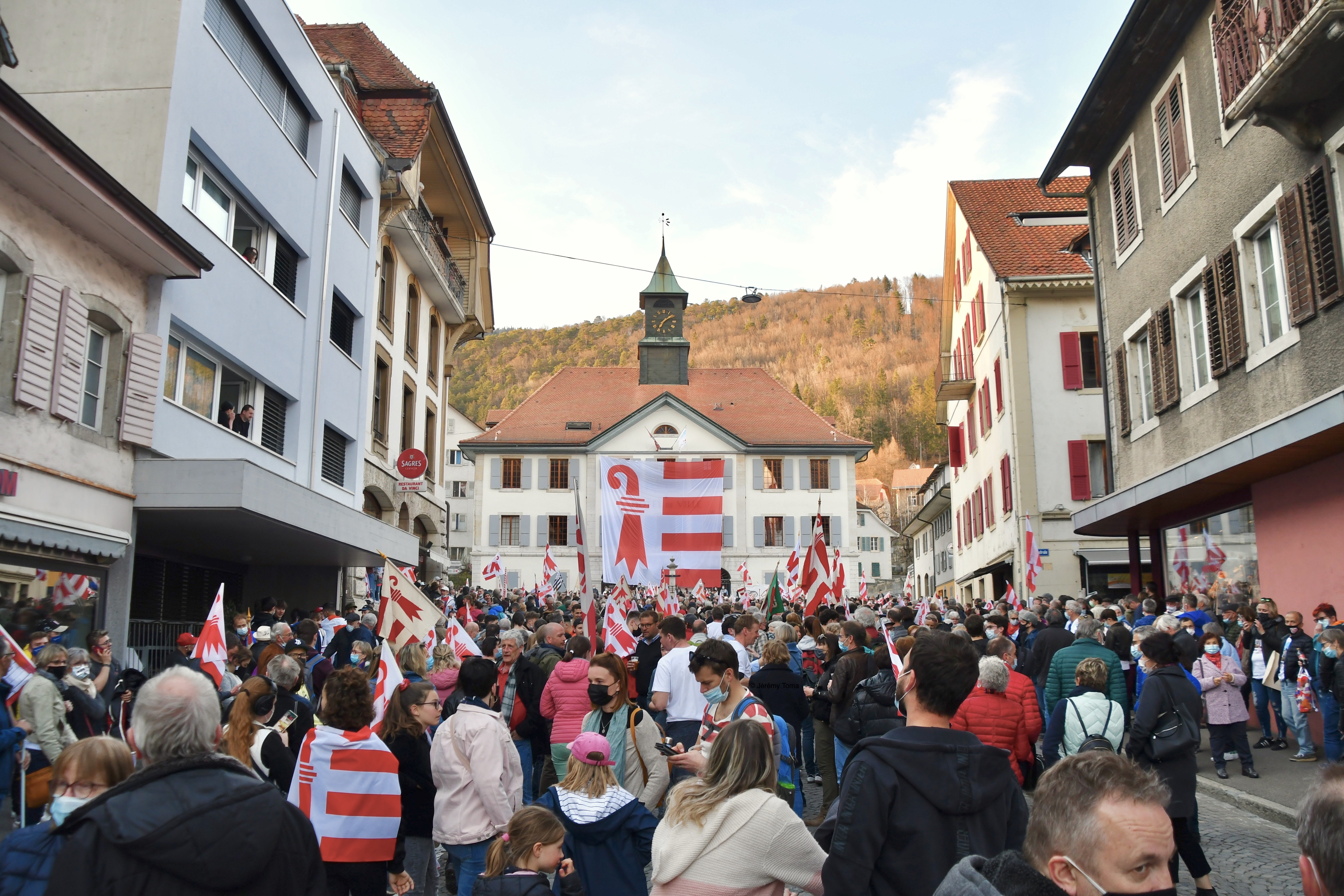
Le cortège se concluant devant l'Hôtel de Ville.
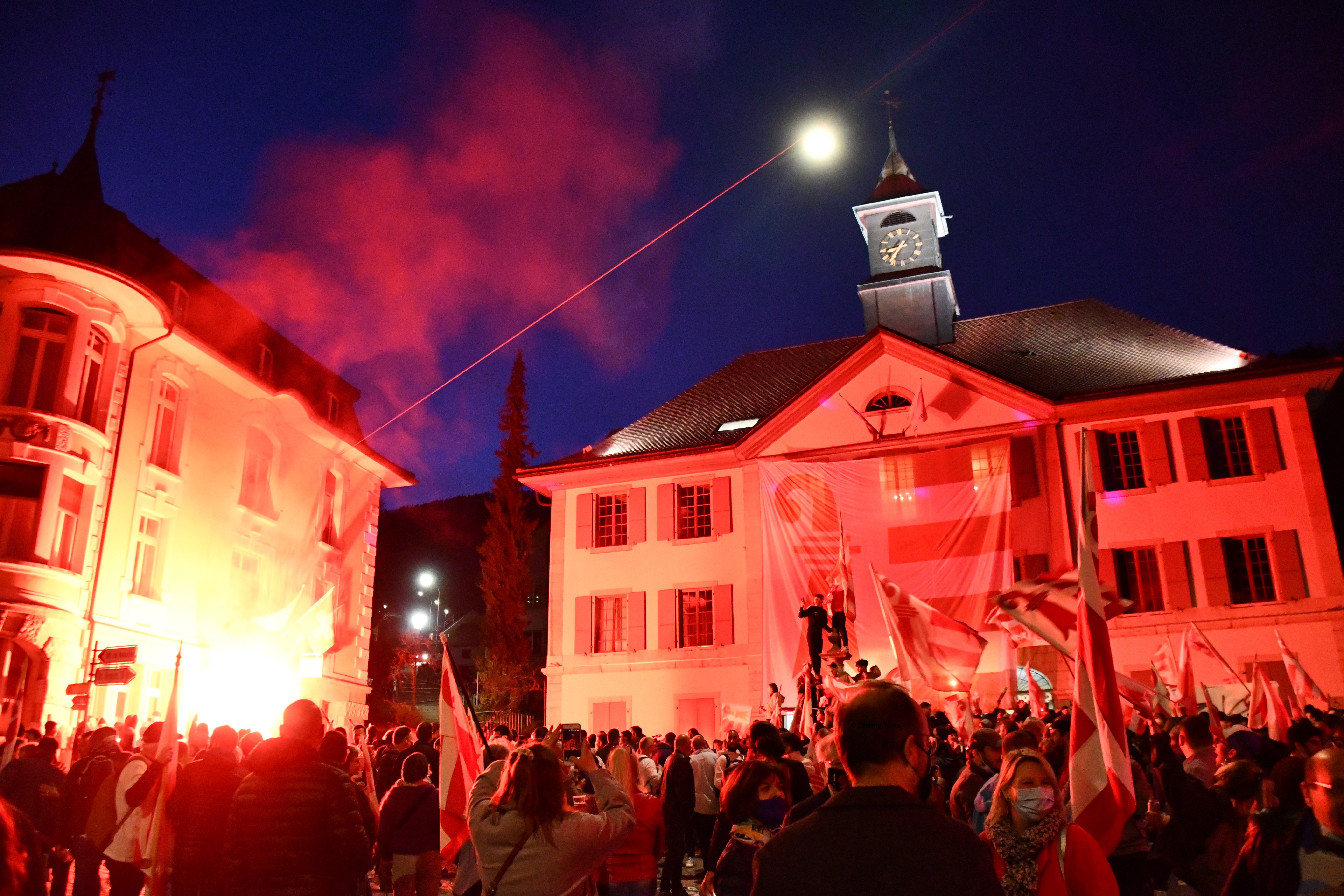
Les célébrations se sont prolongées toute la nuit sur la place, rebaptisée Place du 18-Juin.

##### Le cas de Belprahon
Le 20 mai 2021, le Conseil communal de Belprahon exprime son souhait de revoter sur son appartenance cantonale, motivé par l'incertitude qui régnait en septembre 2017 concernant l'avenir de Moutier dû à l'annulation de sa votation trois mois auparavant. En effet, la commune, entretenant des liens économiques, sociaux et culturels étroits avec Moutier, souhaite réexaminer sa décision à la lumière du transfert prévu de cette dernière vers un autre canton finalement décidé en mars 2021. Les autorités communales planifient une nouvelle consultation populaire pour le 27 juin 2021. En réaction, le Conseil-exécutif bernois déclare l'impossibilité de tenir un tel scrutin, invoquant la clôture constitutionnelle de la « Question jurassienne ». Le Conseil du Jura bernois fait également savoir qu'il considère cette votation illégale, tandis que la Confédération annonce qu'elle n'apportera aucun soutien à cette démarche. Malgré ces oppositions, le Conseil communal de Belprahon persiste et évoque l'organisation d'une votation dite « sauvage ». En réponse, le comité antiséparatiste Belprahon Jura bernois dépose un recours contre ce projet de vote.
Le 11 juin, le Conseil communal de Belprahon finit par annoncer son renoncement à organiser la votation, tout en précisant que « la commune de Belprahon n'abandonne pas ses droits et les fera revivre par tous les moyens à sa disposition ».

##### Transfert de Moutier
Le 22 septembre 2021, le Gouvernement jurassien et le Conseil-exécutif bernois signent une feuille de route relative au transfert de Moutier vers le canton du Jura. Ce document a pour objectif « encadrer les négociations en vue du changement d'appartenance cantonale de la ville » et « confirme la volonté de mettre un terme à la Question jurassienne au plus vite ». Par ailleurs, à la demande du Grand Conseil bernois, qui brandit la menace de refuser au Conseil-exécutif bernois l’autorisation de signer le concordat avec le canton du Jura, le Gouvernement jurassien s’engage à abroger les articles 138 et 139 de sa Constitution,. Le 30 mars 2022, le Parlement jurassien entérine officiellement le retrait de ces deux articles afin de ne pas entraver le transfert de Moutier,.
Un projet de concordat intercantonal est mis en consultation durant l'été 2023. Après son approbation par le Gouvernement jurassien et le Conseil-exécutif bernois, celui-ci est officiellement ratifié le 24 novembre 2023 par la signature des deux présidents de la Délégation aux affaires jurassiennes (DAJ), Nathalie Barthoulot pour le Jura et Pierre Alain Schnegg pour Berne. Ce concordat vise à garantir la continuité administrative, fiscale, scolaire, judiciaire et hospitalière de Moutier en vue de son transfert,,. Trois jours plus tard, le Grand Conseil bernois adopte une modification de l'article 84, alinéa 2, de la Constitution cantonale, supprimant les références à Moutier et à son ancien district,. Le 8 février 2024, le Gouvernement jurassien annonce son projet de création, à compter du 1er janvier 2026, d'un district de Moutier, constitué uniquement de la commune de Moutier.
Le 6 mars 2024, les parlements bernois et jurassien approuvent le Concordat entre le canton de Berne et la République et Canton du Jura concernant le transfert de la commune municipale de Moutier dans le canton du Jura. Le Parlement jurassien l'adopte par 57 voix contre 1, avec 2 abstentions, tandis que le Grand Conseil bernois le ratifie par 112 voix contre 19, avec 26 abstentions. Le 27 mars 2024, lors de la deuxième lecture, le Parlement jurassien adopte l'acte portant approbation du concordat, ainsi que l'abrogation de l'article 139 de la Constitution. Cette adoption se fait par 53 voix contre 1, avec 5 abstentions.
Le 22 septembre 2024, les citoyens des cantons de Berne et du Jura sont appelés à se prononcer conjointement sur le transfert de la commune de Moutier. Dans le canton de Berne, la votation concerne l'approbation du concordat, ainsi que la suppression de la mention de « districts » dans la Constitution bernoise. Dans le canton du Jura, le scrutin porte également sur l'approbation du concordat, mais aussi sur l'abrogation de l'article 139 de la Constitution jurassienne. En définitive, l'ensemble des propositions soumises au vote a été approuvé.
À la première question, « Acceptez-vous le concordat sur le transfert de la commune de Moutier au canton du Jura ? », le corps électoral bernois y répond favorablement à 83,20 %, soit 253 159 voix pour et 51 104 contre. À la deuxième question, « Acceptez-vous la modification de la Constitution cantonale (transfert cantonal de la commune de Moutier : suppression des districts) ? », le corps électoral bernois l’accepte à 86,70 %, avec 264 717 voix pour et 40 600 contre. Pour ces deux questions, le taux de participation s’élève à 42,62 %. Dans le Jura, à la question « Acceptez-vous l'acte relatif à l'approbation du Concordat entre le Canton de Berne et la République et Canton du Jura concernant le transfert de la commune municipale de Moutier dans le canton du Jura et à l'abrogation de l'article 139 de la Constitution ? », le corps électoral jurassien répond par la positive à 72,86 %, soit 19 470 voix pour et 7 253 contre. Le taux de participation atteint 50,27 %. L’abrogation de l’article 139 entre en vigueur le 1er janvier 2025.
Le 24 novembre 2024, les citoyens jurassiens se prononcent sur l'établissement d'un quatrième district au sein de leur canton : le district de Moutier. Constitué uniquement de la commune de Moutier, ce district permettra à la ville de former une circonscription électorale pour les élections au Parlement jurassien, lui donnant la possibilité d'élire 7 députés sur 60 lors des élections prévues à l'automne 2025,. Le résultat s'avère favorable à 81,82 %, soit 17 074 voix pour et 3 795 contre, avec un taux de participation de 39,04 %,.
Le 5 mars 2025, le Conseil des États approuve à l'unanimité le transfert de Moutier au canton du Jura. Le 10 mars, le Conseil national lui emboîte le pas, avec 179 voix pour et 14 contre. L’arrêté fédéral est rédigé le 21 mars 2025 et publié le 1er avril 2025. Aucun référendum facultatif n'ayant été demandé avant le 10 juillet 2025, l'arrêté fédéral entre en vigueur à compter de cette date.
Le transfert de Moutier dans la République et canton du Jura et la création d'un district de Moutier sont prévus pour le 1er janvier 2026.

## Fin de la Question jurassienne
Dans le cadre du concordat signé le 24 novembre 2023 entre le canton de Berne et la République et Canton du Jura concernant le transfert de la commune municipale de Moutier dans le canton du Jura, ce dernier s’engage à abroger l’article 138 de sa Constitution. Cet article stipulait que le Jura pouvait accueillir toute partie du territoire concerné par le scrutin du 23 juin 1974. En conséquence, les autorités jurassiennes ne peuvent plus soutenir ni encourager officiellement les communes du Jura bernois à rejoindre le canton du Jura, abandonnant ainsi le projet de réunification jurassienne.
Le transfert de la commune de Moutier au canton du Jura marque l’ultime étape du processus. En conséquence, la Question jurassienne sera officiellement considérée comme close au 31 décembre 2025. 
Du côté des milieux séparatistes, le MAJ annonce, le 23 mai 2025, une réorientation stratégique en réponse à la nouvelle situation politique découlant du transfert de la commune de Moutier dans le canton du Jura. Renonçant à faire de la réunification du Jura et du Jura bernois son objectif principal, l'organisation privilégie désormais une approche fondée sur le dialogue interjurassien. Cette nouvelle orientation vise à dépasser les clivages territoriaux traditionnels en valorisant les éléments communs unissant les populations jurassiennes des deux cantons. Le mouvement exprime sa volonté de contribuer à une phase renouvelée de dialogue, centrée sur la coopération, la reconnaissance mutuelle et la recherche de l’intérêt général. Il réaffirme son engagement en faveur d’une entente pacifiée et constructive entre les régions, en excluant toute démarche inspirée par un esprit de revanche ou par la nostalgie des conflits passés.

### La question de Belprahon
Reste toutefois en suspens le cas de la commune de Belprahon, qui continue à manifester son intérêt pour un rattachement au canton du Jura. Depuis 2021, le rapport de force a changé à Belprahon, principalement en raison des dernières élections communales. Les autorités locales deviennent alors majoritairement pro-Jurassiennes. Toutefois, les autorités des cantons de Berne et du Jura, ainsi que la Confédération, refusent d’entrer en matière sur cette question. Les milieux séparatistes, pour leur part, affirment ne pas renoncer au projet d’intégration de Belprahon au canton du Jura.
La question d'un changement de territoire communal pour les communes du Jura bernois étant désormais refusée par les autorités bernoises, l'idée d'une fusion entre Belprahon et Moutier émerge. Une telle fusion contraint Belprahon à intégrer le canton du Jura, suivant l'exemple de la commune bernoise de Clavaleyres, qui rejoint le canton de Fribourg le 1er janvier 2022 après sa fusion avec Morat. Ainsi, le 4 décembre 2024, les députés UDC Sandra Schneider et Maxime Ochsenbein déposent une motion au Grand Conseil bernois visant à modifier la législation afin de prévenir toute perte de territoire liée à des fusions de communes.

## Structures

### Séparatistes Pro-Jurassiens

#### Organisations
Un premier Mouvement séparatiste jurassien voit le jour en 1917. Toutefois, cette initiative échoue en grande partie en raison de l’isolement de ses fondateurs, peu connectés aux milieux populaires. Parallèlement, d’autres tentatives de mobilisation séparatiste émergent au cours de cette période, mais elles restent sans impact significatif et ne parviennent pas à susciter un large soutien.
À partir de 1947, plusieurs organisations séparatistes pro-jurassiennes deviennent actives. La première d’entre elles, fondée au début de cette période, est le Comité d'action pour la défense des droits du Jura, qui sera par la suite rebaptisé « Comité de Moutier » et disparaît en 1952. La principale organisation séparatiste est le Mouvement séparatiste jurassien (MSJ), fondé en 1947. Celui-ci adopte en 1951 le nom de Rassemblement jurassien (RJ) qui regroupe plusieurs sections toutes actives dans chaque village du Jura
Parmi les organisations pro-jurassiennes actives durant la seconde moitié du XXe siècle figurent plusieurs associations, aux objectifs complémentaires, fondés par le RJ. L’Association suisse des Amis du Jura libre (ASAJL) (de) est active de 1961 à 1987. Fondée en 1962, l’Association des Jurassiens de l’extérieur (AJE) représente les personnes originaires du Jura résidant hors de la région, tandis que l’Association féminine pour la défense du Jura (AFDJ), créée en 1963, mobilise spécifiquement les femmes en faveur de la cause autonomiste. Enfin, le Mouvement universitaire jurassien (MUJ), actif de 1964 jusqu’aux années 1990, regroupe des étudiants engagés dans le combat pour l’indépendance jurassienne.
À la suite du deuxième plébiscite du 16 mars 1975, l’organisation Unité jurassienne (UJ) est fondée dans le but de regrouper l’ensemble des forces autonomistes du Jura méridional. Cette initiative vise à renforcer la coordination et la cohésion du mouvement séparatiste dans cette région restée rattachée au canton de Berne. En 1994, l’UJ fusionne avec le RJ, donnant naissance au Mouvement autonomiste jurassien (MAJ).
La jeunesse joue également un rôle actif avec le Groupe Bélier, fondé en 1962, qui constitue la principale organisation militante des jeunes séparatistes. Entre 1975 et 1979, une autre structure, Jeunesse-Sud, agit spécifiquement dans le Jura bernois avant de fusionner avec le Groupe Bélier.
En parallèle aux mouvements politiques et associatifs, une frange plus radicale du séparatisme jurassien se manifeste par des actions clandestines et violentes. Le Front de libération jurassien (FLJ) est fondé en 1962 dans le but de promouvoir l’indépendance du Jura par des moyens extrêmes, notamment des incendies criminels, des attentats à la bombe et des actes de vandalisme visant des infrastructures étatiques. Ses principaux membres sont arrêtés en 1964, mais d'autres militants reprennent leurs activités l’année suivante, avant d’être à leur tour appréhendés en 1966. En 1982, une nouvelle organisation secrète voit le jour sous le nom d’Armée de libération du Jura (ALJ). Elle adopte par la suite l’appellation de Deuxième fraction révolutionnaire du Groupe Bélier, poursuivant les mêmes méthodes d’action violente : incendies, explosions et dégradations de biens publics. En 1987, elle se rebaptise Nouveau Front de libération jurassien. Cette cellule clandestine est finalement démantelée en 1993 par le Ministère public de la Confédération, à la suite d’un attentat manqué contre l’Hôtel de Ville de Berne.
En 1990, une nouvelle branche du mouvement séparatiste voit le jour avec la création du Mouvement indépendantiste jurassien (MIJ), porteur d’une vision plus radicale et utopique du séparatisme jurassien. Le MIJ milite pour l’établissement d’un État jurassien souverain, indépendant de la Suisse, s’inspirant de l’éphémère République rauracienne. Il prône également l’adhésion de ce futur État à une Communauté européenne des peuples, en rupture avec les cadres institutionnels actuels. Le MIJ se revendique comme un mouvement non violent et antimilitariste. Son emblème est le drapeau jurassien, auquel est ajoutée une bande bleue verticale sur la gauche, en référence symbolique au drapeau français et à l’héritage républicain.
Plus récemment, l’organisation Moutier Ville jurassienne est fondée en 2013. Contrairement aux mouvements séparatistes traditionnels à portée régionale, cette structure concentre exclusivement son action sur un objectif précis : obtenir le rattachement de la ville de Moutier au canton du Jura.

#### Protagonistes
- Charles-Ferdinand Morel (1772-1848), théologien, pasteur, homme politique et défendeur de la cause jurassienne ;
- Xavier Stockmar (1797-1864), politicien libéral et défenseur de la cause jurassienne ;
- Ernest Daucourt (de) (1848-1941), journaliste et défenseur de la culture francophone dans le Jura ;
- Virgile Rossel (1858-1933), juriste, historien, poète, romancier, juge, professeur, homme politique et défenseur de la culture francophone dans le Jura ;
- Daniel Charpilloz (1872-1955), industriel et cofondateur du deuxième Mouvement séparatiste jurassien ;
- Léon Froidevaux (de) (1876-1931), instituteur et journaliste et défendeur de la cause jurassienne ;
- Alfred Ribeaud (de) (1886-1954), avocat, député au Grand Conseil bernois et animateur principal du premier Mouvement séparatiste jurassien ;
- Simon Kohler (1916-1990), membre du Conseil-exécutif bernois;
- Ernst Jaberg (1917-1998), membre du Conseil-exécutif bernois, Président de la commission pour la Question jurassienne ;
- Roger Schaffter (1917-1998), instituteur, membre cofondateur et premier secrétaire général du deuxième Mouvement séparatiste jurassien, député à l'Assemblée constituante jurassienne et premier conseiller aux États jurassien ;
- Roland Béguelin (1921-1993), journaliste, écrivain, membre cofondateur et troisième secrétaire général du deuxième Mouvement séparatiste jurassien, à l'Assemblée constituante jurassienne et premier Président du Parlement jurassien ;
- Albert Steullet (de) (1925-2024), premier Procureur général de la République et canton du Jura et maire de Moutier de 1971 à 1976;
- Valentine Friedli (1929-2016), technicien-architecte, membre cofondatrice de l'Association féminine pour la défense du Jura, députée à l'Assemblée constituante jurassienne et conseillère nationale jurassienne ;
- Marcel Boillat (1929-2020), aubergiste et membre cofondateur du Front de libération jurassien ;
- Alexandre Voisard (1930-2024), écrivain et membre du Rassemblement jurassien ;
- Jean-Claude Crevoisier (1938-), politicien, quatrième Président de l'Unité jurassienne et conseiller national bernois ;
- François Lachat (1942- ), écrivain, Président de l'Assemblée constituante jurassienne, ministre et premier Président du Gouvernement jurassien et conseiller national jurassien ;
- Pierre-André Comte (1955-), instituteur, député au Parlement jurassien, cinquième Président de l'Unité jurassienne, quatrième secrétaire général du Rassemblement jurassien et actuel secrétaire général du Mouvement autonomiste jurassien ;
- Christophe Bader (de) (1972-1993), membre du Groupe Bélier.

### Antiséparatistes Pro-Bernois

#### Organisations
La première organisation antiséparatiste bernoise voit le jour en 1949 sous le nom de Centre jurassien d'information. Elle est créée en réaction à la fondation du Mouvement séparatiste jurassien deux ans plus tôt, et a pour objectif de défendre le maintien du Jura au sein du canton de Berne. Son action se manifeste principalement par la diffusion de publications et la mobilisation de personnalités politiques favorables à l’unité bernoise. En 1952, cette structure est dissoute et remplacée par une organisation plus structurée : l’Union des Patriotes jurassiens (UPJ). L’UPJ devient la principale force antiséparatiste du Jura. Résolument pro-bernoise, elle milite contre toute velléité de séparation et défend les nouveaux articles constitutionnels du canton de Berne, récemment adoptés pour intégrer la spécificité jurassienne au sein de la structure cantonale.
En parallèle, le Comité jurassien de vigilance démocratique est créé en 1963. Bien qu’il se revendique indépendant de l’UPJ, l’ensemble de ses dirigeants en sont membres. Cette organisation voit le jour en réaction à la formation du FLJ et à la vague d’attentats commise par celui-ci. Elle se donne pour mission de défendre l’ordre démocratique et soutient notamment l’implantation d’une place d’armes militaire dans les Franches-Montagnes, perçue comme un rempart symbolique et stratégique contre l’agitation séparatiste. Le comité cesse ses activités en 1965, peu après l’arrestation des membres du FLJ.
En réponse à la création de l’Association des Jurassiens de l’extérieur (AJE), organisation séparatiste fondée en 1962, les milieux antiséparatistes mettent en place en 1964 l’Association des Jurassiens bernois de l’extérieur (AJBE ou AJUBE). Cette association poursuit un objectif similaire à celui de son homologue, à savoir représenter les personnes originaires du Jura résidant hors de la région, mais en défendant une orientation clairement pro-bernoise.
D'autres organisations étroitement liées à l’UPJ voient le jour au cours de la seconde moitié des années 1960, contribuant à structurer davantage le camp antiséparatiste. Parmi celles-ci figurent les Jeunesses civiques du Jura bernois, actives de 1965 à 1974, qui mobilisent la jeunesse autour des valeurs pro-bernoises. Le Groupement interpartis d’Ajoie pour l’unité cantonale (GIPUC), actif de 1966 à 1974, réunit des représentants de plusieurs formations politiques opposées à la scission. À partir de 1968, l’organisation Jeune Ajoie rejoint également ce réseau, en défendant les intérêts des partisans de l’unité cantonale dans la région ajoulote.
En réponse au développement du Groupe Bélier, fer de lance de la jeunesse séparatiste, les milieux antiséparatistes créent le Groupe Sanglier. Cette organisation regroupe principalement des jeunes issus des Jeunesses civiques du Jura bernois, partageant une orientation fermement pro-bernoise. Actif dans les années 1970, le groupe cherche à contrecarrer l’influence du militantisme séparatiste sur la jeunesse jurassienne. Toutefois, à la fin de la décennie, le Groupe Sanglier est mis en veilleuse, en partie à la suite de plusieurs manifestations ayant dégénéré. Il reprend ses activités en 1982, dans un contexte de regain de tensions autour de la question jurassienne.
À la suite du résultat favorable aux séparatistes lors du premier plébiscite du 23 juin 1974, l’UPJ, rebaptisée Force démocratique (FD), crée plusieurs organisations affiliées afin de renforcer sa mobilisation. Parmi celles-ci figurent le Groupement féminin de Force démocratique (GFFD), fondé en 1974 et toujours actif à ce jour, ainsi que l’Association des responsables politiques (ARP), active entre 1974 et 1977. Cette dernière prend en 1977 le nom de Fédération des communes du Jura bernois (FJB), avant d’être dissoute en 1994, à la création du Conseil régional Jura bernois et Bienne romande.

#### Protagonistes
- Werner Martignoni (de) (1927-2024), journaliste, membre du Conseil-exécutif bernois et conseiller national bernois ;
- Geneviève Aubry (1928- ), institutrice, membre fondatrice et première Présidente de Groupement féminin de Force démocratique, députée au Grand conseil bernois et conseillère nationale bernoise ;
- Pierre Alain Schnegg (1962-), ingénieur et membre du Conseil-exécutif bernois ;
- Manfred Bühler (1979-), avocat, député au Grand Conseil bernois et conseiller national bernois.

## Dans la culture
- Le roman « Place d’âmes » de la Jurassienne Sara Schneider explore la question jurassienne en proposant une uchronie dans laquelle une place d’armes aurait été créée en 1974 et les militants jurassiens auraient perdus leur combat[311] ;
- Le roman « Un amour en Berne » de la Jurassienne Guite Theurillat raconte l'histoire d’amour, vécue à la fin des années 60, entre la narratrice pro-Jurassienne avec un jeune homme pro-Bernois.
- La série de bande dessinée « Les Indociles », créée par Camille Rebetez et Pitch Comment, relate l’histoire de trois adolescents marginaux engagés dans une quête de transformation sociale. Située dans le Jura, cette œuvre met en lumière leurs aspirations à changer le monde, tout en intégrant en toile de fond la problématique de la Question jurassienne[312].